# Quedlinburg
Quedlinburg ([ˈkveːdlɪnbʊrk], plattdeutsch Queddelnborg, mit offiziellem Beinamen auch Welterbestadt Quedlinburg) ist eine Stadt an der Bode nördlich des Harzes im Landkreis Harz (Sachsen-Anhalt). 922 urkundlich zum ersten Mal erwähnt und 994 mit dem Stadtrecht versehen, war die Stadt vom 10. bis zum 12. Jahrhundert Sitz der zu Ostern besuchten Königspfalz weltlicher Herrscher und fast 900 Jahre lang eines (zunächst geistlichen, nach der Reformation freiweltlichen) Damenstifts.
Quedlinburgs architektonisches Erbe steht seit 1994 auf der UNESCO-Liste des Weltkulturerbes und macht die Stadt zu einem der größten Flächendenkmale in Deutschland.
In der historischen Altstadt mit ihren kopfsteingepflasterten Straßen, verwinkelten Gassen und kleinen Plätzen befinden sich über 2100 Fachwerkhäuser aus acht Jahrhunderten. Am Markt liegt das Renaissance-Rathaus mit der Roland-Statue, südlich davon der Schlossberg mit der romanischen Stiftskirche und dem Domschatz als Zeugnissen des Quedlinburger Damenstifts. Auch der Münzenberg mit der romanischen Klosterkirche St. Marien und im Tal dazwischen die romanische Kirche St. Wiperti, der sich anschließende Abteigarten und der Brühl-Park gehören zum Weltkulturerbe.

## Geographie

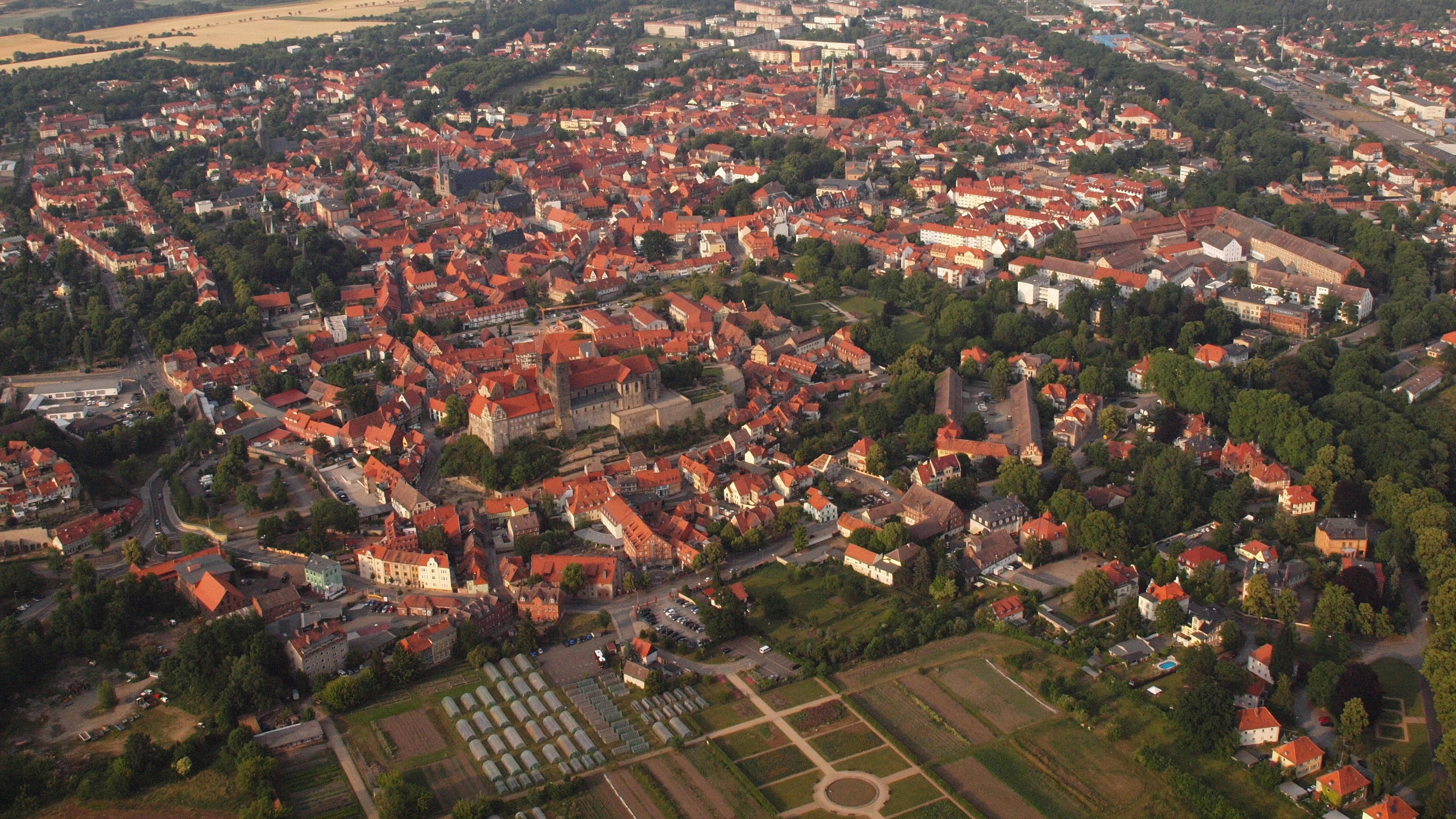
Quedlinburg, Luftaufnahme (2015)

### Lage
Die Stadt liegt im nördlichen Harzvorland durchschnittlich 123 m ü. NHN, 50 km südwestlich der Landeshauptstadt Magdeburg. Die unmittelbar angrenzenden Höhen erreichen etwa 181 m ü. NHN. Die Stadt liegt im Flussbett der Bode, mit dem größeren Teil westlich des Flusses. Das Stadtgebiet hat eine Fläche von 78,14 Quadratkilometern.

### Geologie
Quedlinburg liegt inmitten des Quedlinburger Sattels, einem Schmalsattel, der das Stadtgebiet von Nordwesten nach Südosten durchquert. Dazu gehört der Quedlinburger Schlossberg mit seiner Verlängerung über den Münzenberg-Strohberg, die nördlich gelegene Hamwarte und die südlicher gelegene Altenburg.
Weiter im Süden liegt die Harznordrandstörung. Parallel zum Nordrand des herausgehobenen Harzes sind die mesozoischen Gesteinsschichten daran aufgebogen und teilweise abgebrochen. Die wechselnden Lagen von unterschiedlich widerständigen mesozoischen Gesteinen (Jura, Kreide, Muschelkalk) bilden teilweise freipräparierte Schichtrippen, die als markante Höhenzüge von der Bode quer durchschnitten werden. Der markanteste Höhenzug ist die Teufelsmauer.
Während der Elster- und der Weichsel-Kaltzeit hatte das Eis den Harzrand erreicht, während die Region in der letzten Kaltzeit (Saale-Kaltzeit) nicht mit Eis bedeckt war. Während der Hochglazialphasen bildeten sich äolische Decken. Diese großflächig aufgewehten Lössschichten überlagerten die älteren Fest- und Lockergesteine und wurden später zu Schwarzerdeböden hoher Güte umgewandelt. Es sind dies die südlichen Ausläufer der fruchtbaren Magdeburger Börde. In der Nähe liegen die Sand-Silberscharten-Standorte, ein FFH-Schutzgebiet.

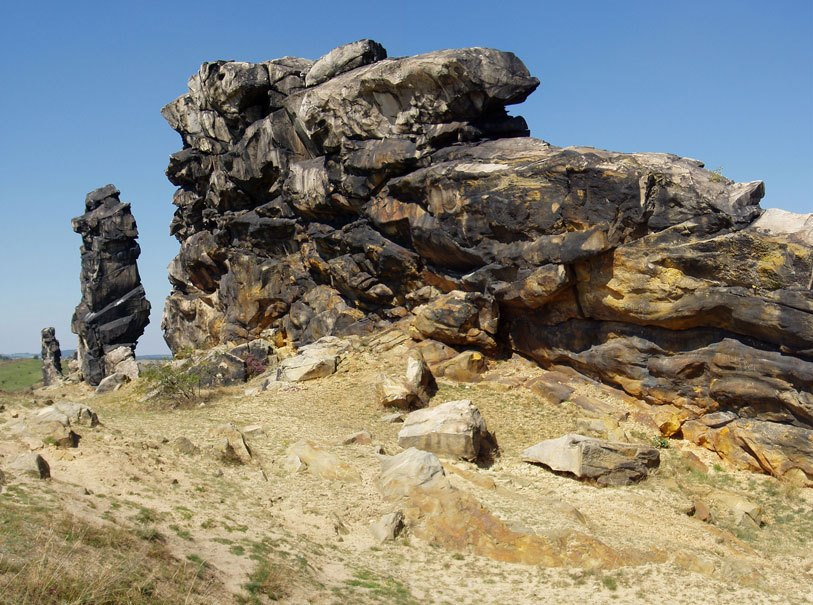
Markanteste Schichtrippe im Harzvorland – die Teufelsmauer südwestlich von Quedlinburg
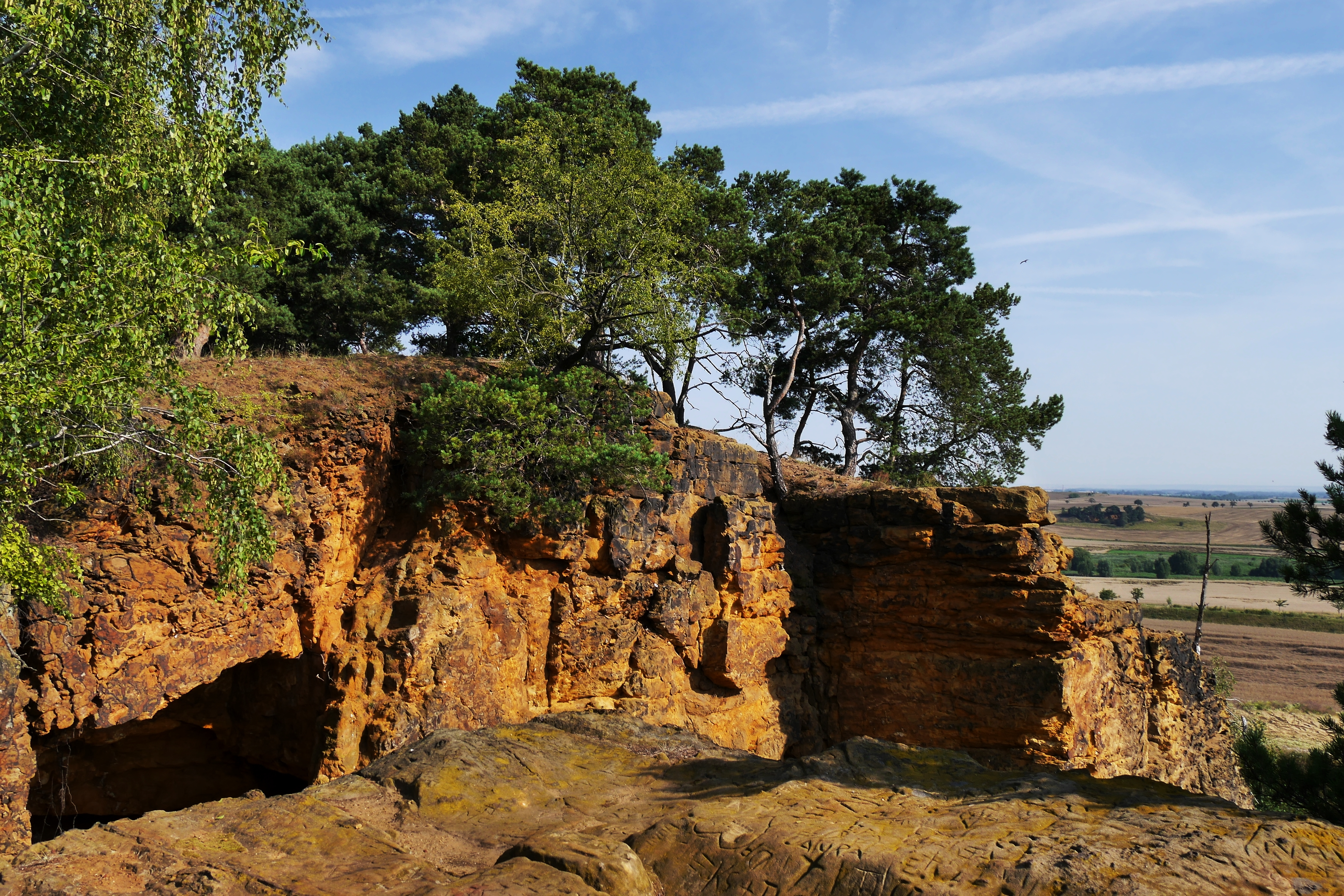
Auf dem Lehof-Felsen, Sandsteinfelsen nördlich von Quedlinburg

### Klima
Die Stadt befindet sich in der gemäßigten Klimazone. Die durchschnittliche Jahrestemperatur in Quedlinburg beträgt 8,8 °C. Die wärmsten Monate sind Juli und August mit durchschnittlich 17,8 beziehungsweise 17,2 °C und die kältesten Januar und Februar mit 0,1 beziehungsweise 0,4 °C im Mittel. Der meiste Niederschlag fällt im Juni mit durchschnittlich 57 Millimeter, der geringste im Februar mit durchschnittlich 23 Millimeter.

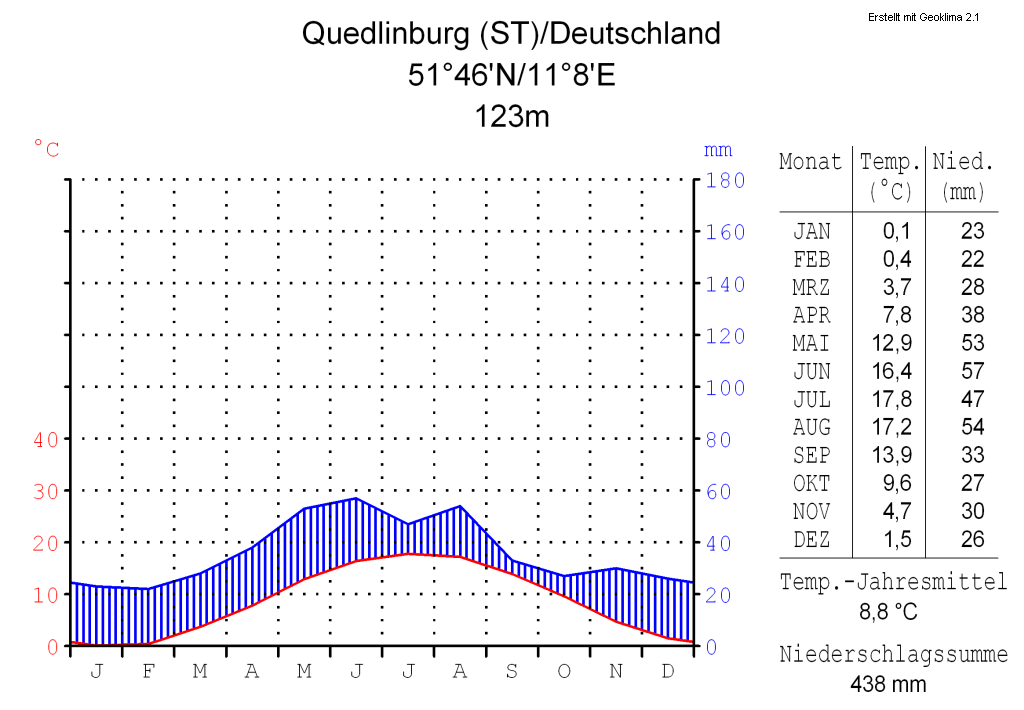
Klimadiagramm
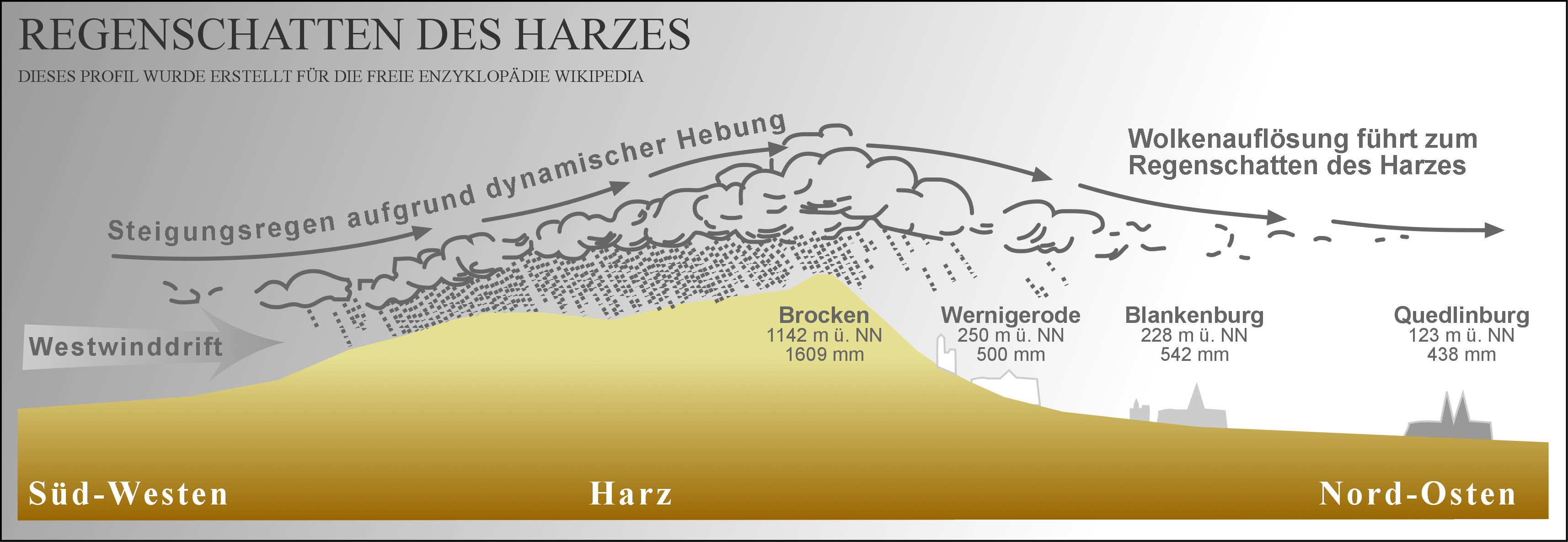
Föhnprinzip – Quedlinburg im Regenschatten des Harzes

Der Harz liegt als Hindernis in der von Südwesten kommenden Westwinddrift. Durch die Höhe (Brocken mit 1141,2 m ü. NHN) werden die Luftmassen zum Aufsteigen gezwungen und regnen sich dabei ab. Die nordöstliche Seite liegt im Regenschatten des Harzes. In diesem Gebiet befindet sich Quedlinburg mit einem der geringsten Jahresniederschläge in Deutschland von nur 438 Millimetern (zum Vergleich: Köln annähernd 798 Millimeter). Da die Monate Dezember, Januar und Februar absolut die niedrigsten Niederschlagswerte besitzen und die stark abnehmende Tendenz bereits im Spätherbst beginnt, kann von einer Quedlinburger „Wintertrockenheit“ gesprochen werden. Bei der 2010 erstmals durchgeführten Gesamtauswertung der 2100 Messstationen des Deutschen Wetterdienstes wurde festgestellt, dass Quedlinburg im August 2010 mit 72,4 Liter je Quadratmeter (= mm) der trockenste Ort in Deutschland war. Frostfreie Tage gibt es pro Jahr 177, während an 30 Tagen Dauerfrost herrscht. Eine geschlossene Schneedecke ist an weniger als 50 Tagen vorhanden und die Sonnenscheindauer liegt bei 1422 Stunden jährlich.

|                        | Jan  | Feb | Mär | Apr | Mai  | Jun  | Jul  | Aug  | Sep  | Okt | Nov | Dez |   |     |
| Mittl. Temperatur (°C) | −0,4 | 0,8 | 3,3 | 7,5 | 12,7 | 16,0 | 17,3 | 16,6 | 13,4 | 8,8 | 3,9 | 1,0 | ⌀ | 8,4 |
|                        |      |     |     |     |      |      |      |      |      |     |     |     |   |     |
| Niederschlag (mm)      | 24   | 19  | 28  | 37  | 54   | 64   | 59   | 54   | 36   | 32  | 30  | 25  | Σ | 462 |
|                        |      |     |     |     |      |      |      |      |      |     |     |     |   |     |
| Sonnenstunden (h/d)    | 1,5  | 2,4 | 3,5 | 4,6 | 5,9  | 5,8  | 6,0  | 6,0  | 4,6  | 3,4 | 2,1 | 1,4 | ⌀ | 3,9 |
|                        |      |     |     |     |      |      |      |      |      |     |     |     |   |     |
| Regentage (d)          | 11   | 9   | 10  | 10  | 10   | 11   | 10   | 10   | 9    | 9   | 11  | 12  | Σ | 122 |

|  |

|  |

|  |

|  |

|  |

|  |

|  |

|  |

|  |

|  |

|  |

|  |

|  |

|  |

|  |

|  |

|  |

|  |

|  |

|  |

|  |

|  |

|  |

|  |

### Stadtgliederung

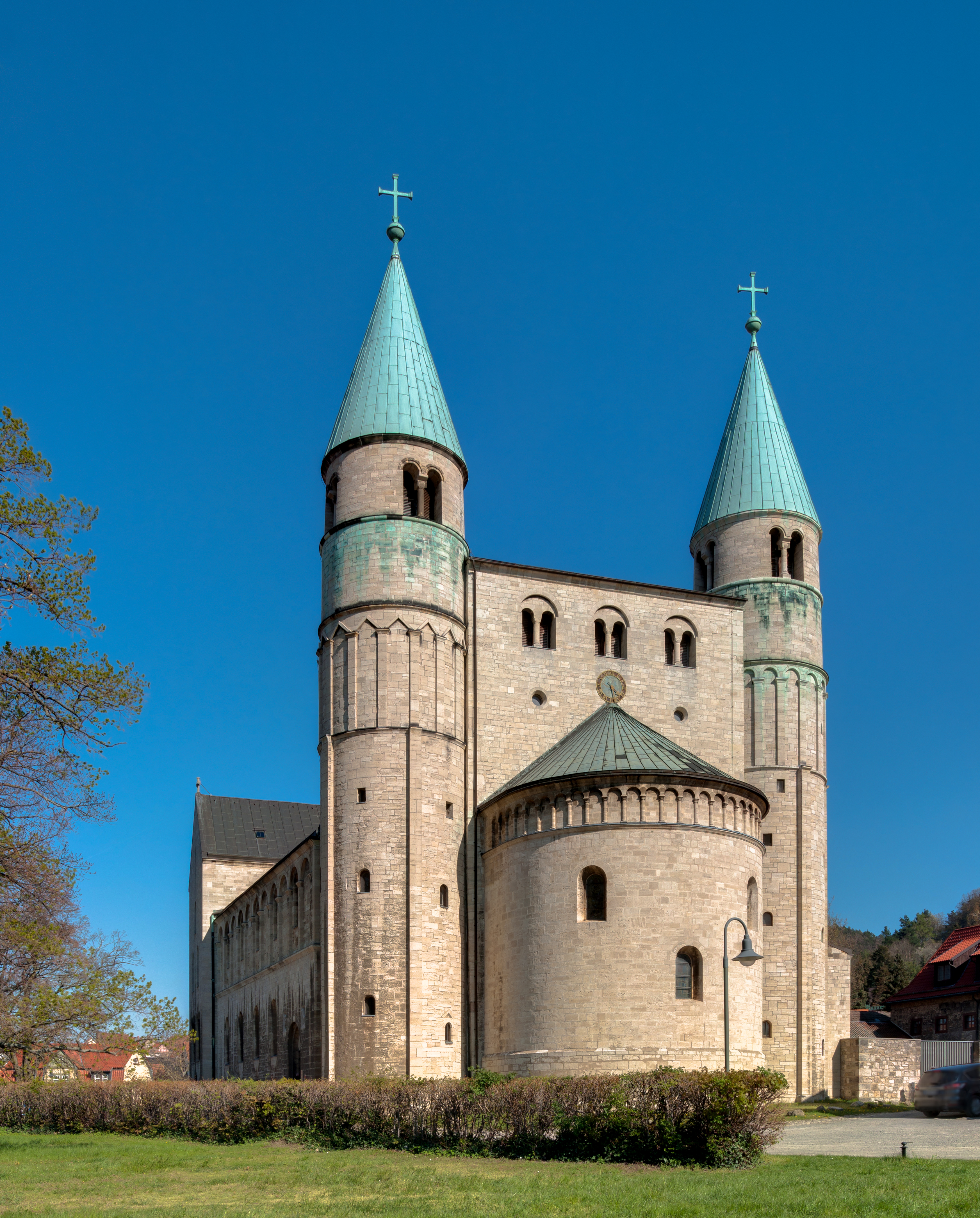
Stiftskirche in Gernrode

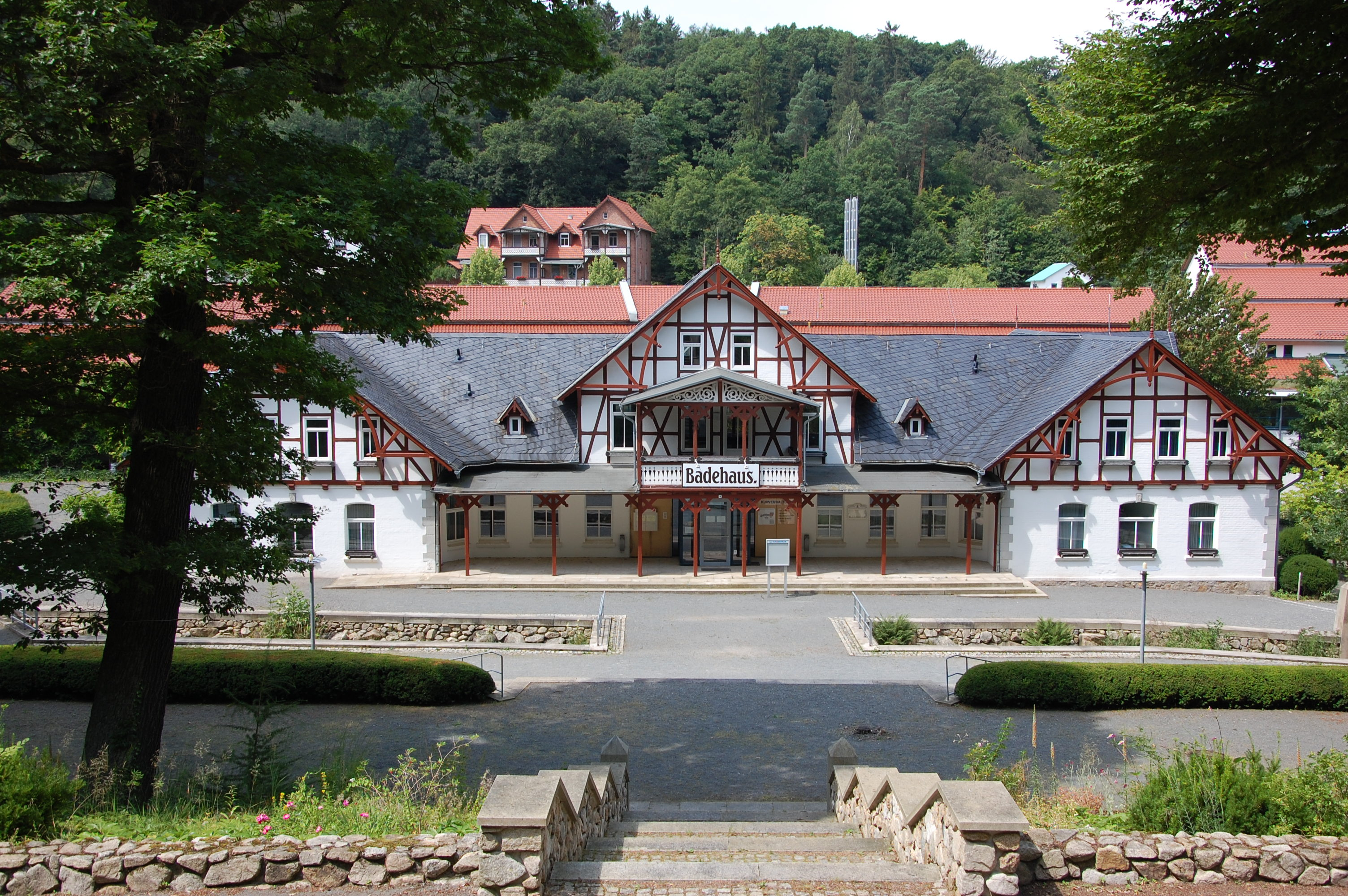
Bad Suderode, Kuranlage

Die historische Kernstadt gliedert sich in den ehemaligen Königsbesitz mit dem Westendorf, dem Burgberg, der St.-Wiperti-Kirche sowie dem Münzenberg. Nördlich davon liegt die 994 gegründete Altstadt und östlich die im 12. Jahrhundert gegründete Neustadt. Dazwischen wurde im 13./14. Jahrhundert die Steinbrücke angelegt und die Word trockengelegt. Nördlich der Altstadt befindet sich das mittelalterliche Vorstadtviertel Gröpern.
Um diesen mittelalterlichen Kern wurde am Übergang vom 19. zum 20. Jahrhundert ein Gürtel aus Villen im Jugendstil gebaut. Im Zuge der Industrialisierung entstanden außerhalb dieses Gürtels neue Ortsteile, so die Kleysiedlung, das Neubaugebiet in der Süderstadt (19./20. Jahrhundert) und das auf dem Kleers (1980er Jahre).
Neben dieser Kernstadt gehören zu Quedlinburg noch die Ortsteile Münchenhof (vier Kilometer nördlich), Gersdorfer Burg (drei Kilometer südöstlich), Morgenrot (vier Kilometer östlich) und Quarmbeck (vier Kilometer südlich) sowie seit dem 1. Januar 2014 wieder Bad Suderode und Gernrode mit den Ortsteilen Haferfeld und dem Forsthaus Sternhaus.
Am 1. Juli 2014 ist das neue Kommunalverfassungsgesetz des Landes Sachsen-Anhalt in Kraft getreten. In dessen § 14 (2) wird den Gemeinden die Möglichkeit gegeben, den Ortsteilen, die vor der Eingemeindung Städte waren, diese Bezeichnung zuzuerkennen. Die Stadt Quedlinburg hat von dieser Regelung Gebrauch gemacht. Ihre geänderte Hauptsatzung stammt vom 12. März 2015. Im § 1 (3) werden die Ortsteile und Ortschaften mit ihren amtlichen Namen aufgeführt.

### Nachbargemeinden
Quedlinburg ist eine Stadt im Landkreis Harz und grenzt an acht sachsen-anhaltische Städte und Gemeinden (im Uhrzeigersinn, im Nordosten beginnend): Gemeinde Harsleben, Stadt Wegeleben, Gemeinden Ditfurt und Selke-Aue, Städte Ballenstedt und Thale.

## Geschichte

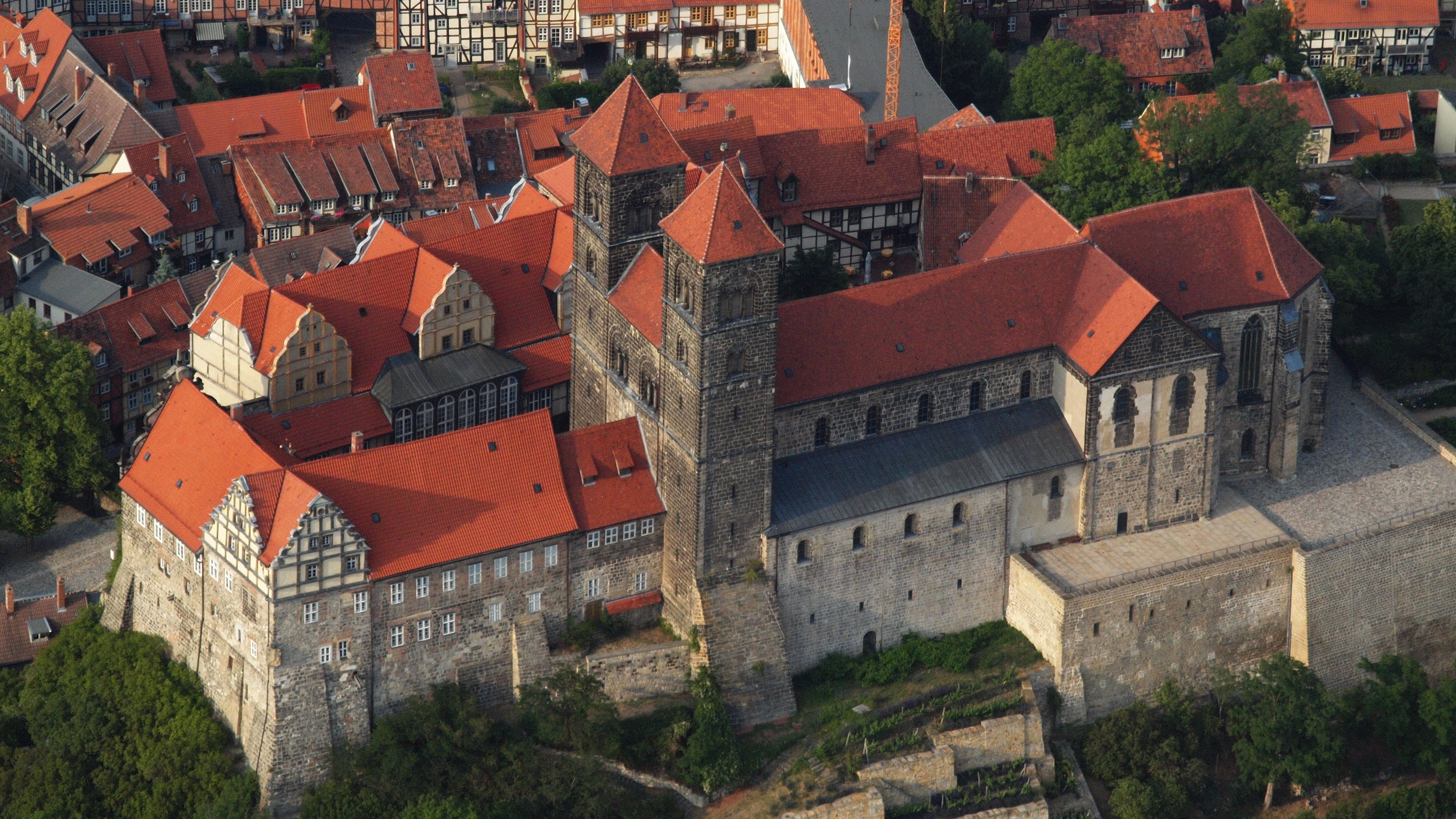
Quedlinburger Schloss, Luftaufnahme (2015)

### Frühe Besiedlungen
Die ersten Siedlungsspuren reichen bis in die Altsteinzeit zurück. Die Gegend war fast durchgehend besiedelt. Die ertragreichen Böden machten die Gegend für Siedler während des Neolithikums besonders interessant, was sich durch über 55 Siedlungsreste dieser Epoche allein in der Stadt und der näheren Umgebung nachweisen lässt. So befinden sich auf den markanten Bergspitzen wie dem Moorberg, der Bockshornschanze oder dem Brüggeberg, die an den Seitenwänden des Bodetals aufgereiht wie auf einer Kette aufragen, neolithische Begräbnishügel. Etwa zwei Kilometer nordwestlich von Quedlinburg, westlich der Wüstung Marsleben, konnte 2005 eine Kreisgrabenanlage der Stichbandkeramik untersucht werden, die der Kreisgrabenanlage von Goseck in Alter, Ausdehnung und Form nicht nachsteht.
Am Ende des 8. Jahrhunderts häufen sich urkundliche Nachrichten über Ortschaften in der Umgebung Quedlinburgs: Marsleben, Groß Orden, Ballersleben (alle wüst), Ditfurt und Weddersleben. Die Wipertikirche als Filiale der Abtei Hersfeld ist wahrscheinlich um 835/863 gegründet worden.

### Königliche Osterpfalz vom 10. bis 12. Jahrhundert

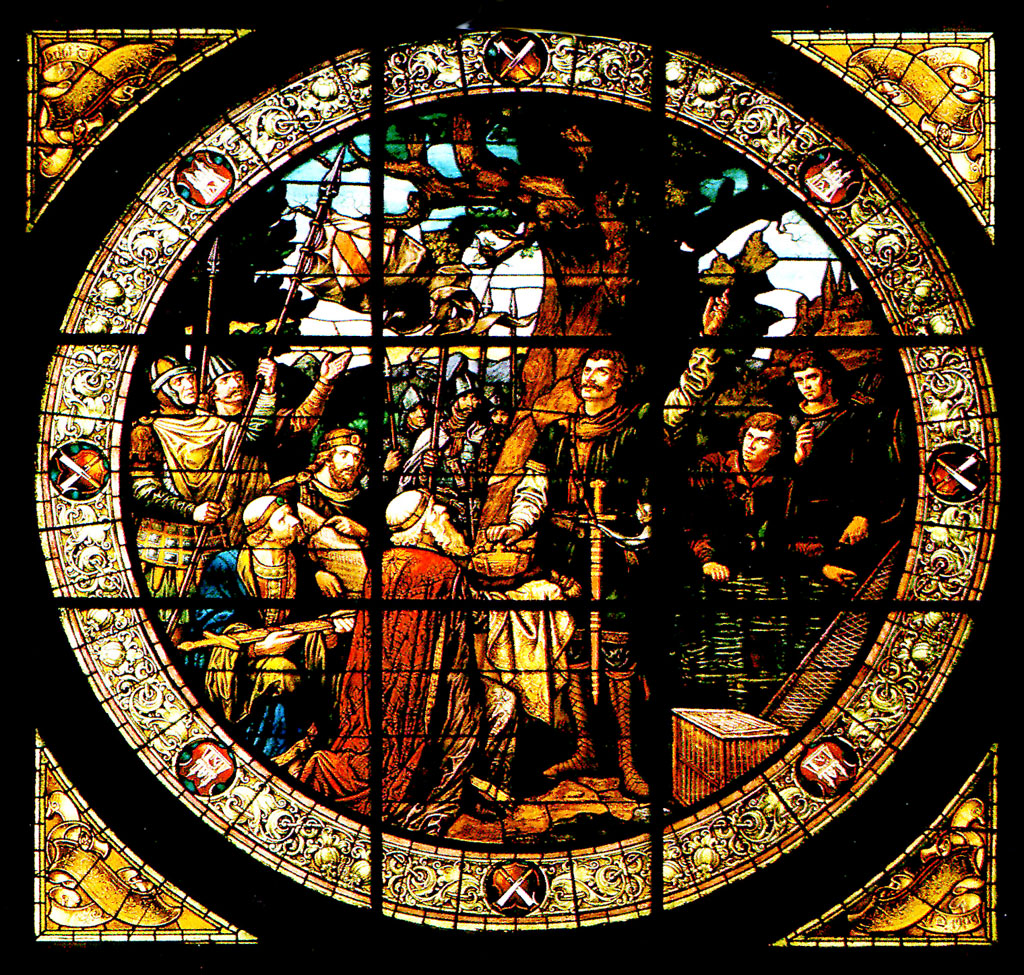
Krönungsfenster im Rathaus: Die legendäre Königserhebung Heinrichs I. am Quedlinburger Finkenherd fand tatsächlich 919 zu Fritzlar statt

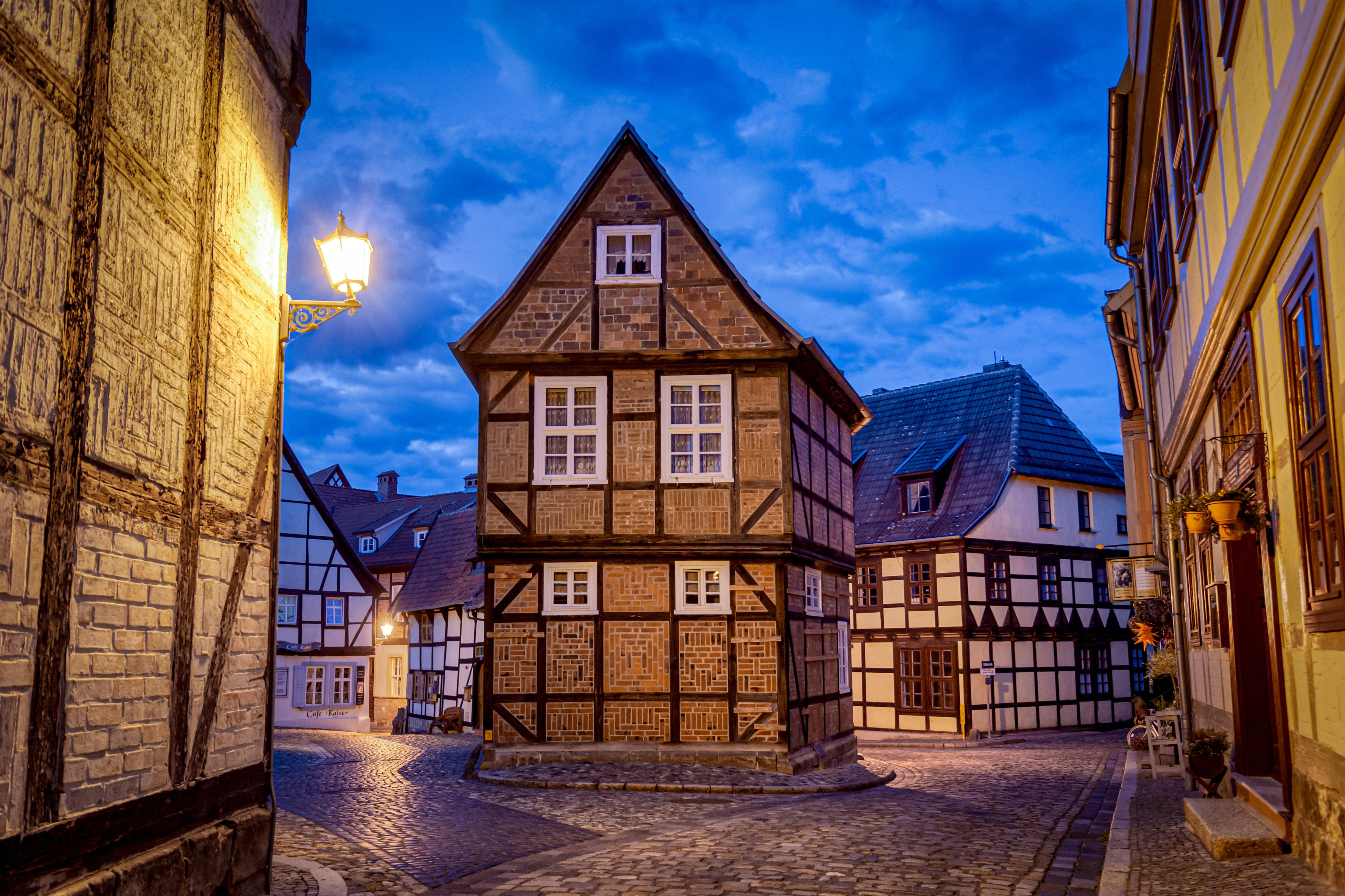
Fachwerkhaus Finkenherd 3 aus dem späten 18. Jh., 2021

Bedeutung erlangte Quedlinburg, als es im 10. Jahrhundert die Königspfalz wurde, in der die ottonischen Herrscher das Osterfest feierten. Erstmals wurde es als villa quae dicitur Quitilingaburg in einer Urkunde König Heinrichs I. vom 22. April 922 erwähnt.
Später bestimmte Heinrich den Ort zu seiner Grablege. Nach seinem Tod im Jahr 936 in Memleben wurde sein Leichnam nach Quedlinburg überführt und in der Pfalzkapelle auf dem Schlossberg bestattet. Seine Witwe Königin Mathilde ließ sich von Heinrichs Sohn und Nachfolger Otto I. die Gründung eines Damenstiftes mit der Aufgabe der Totenmemorie bestätigen. Dreißig Jahre lang stand sie ihrer Stiftsgründung selbst als Leiterin vor, ohne Äbtissin geworden zu sein. Otto I. besuchte Quedlinburg in unregelmäßigen Abständen zur Feier des Osterfestes und zu den Gedenktagen seines Vaters. Im Jahr 941 entging er dabei nur knapp einem Mordanschlag durch seinen jüngeren Bruder Heinrich. Auf dem Oster-Hoftag 966 wurde Ottos Tochter Mathilde als Äbtissin mit der Leitung des Damenstiftes betraut. Zwei Jahre später, am 14. März 968, starb ihre Großmutter und wurde an der Seite ihres Gemahls bestattet. Ihr Grab und ihr steinerner Sarkophag sind erhalten geblieben, während Heinrichs Grablege leer ist.
Der größte und glanzvollste Hoftag Ottos des Großen fand 973 statt. Unter den internationalen Teilnehmern befanden sich Boleslav I., Herzog von Böhmen, und Mieszko I., Herzog der Polanen, die dem Kaiser den Treueeid leisteten. Kurz darauf starb Otto I. Sein Sohn Otto II. besuchte in seiner zehnjährigen Regentschaft nur zweimal Quedlinburg.
Nach dessen Tod 983 war Otto III. erst drei Jahre alt. Sein Onkel Heinrich der Zänker wollte sich in Quedlinburg selbst zum König erheben und entführte den jungen König. Vor allem das Eingreifen von Ottos Großmutter Adelheid, der zweiten Gemahlin Ottos I., und seiner Mutter Theophanu, der Gemahlin Ottos II., zwang Heinrich zwei Jahre später, dem jungen Otto III. in Quedlinburg zu huldigen. Otto III. verlieh 994 dem Stift das Markt-, Münz- und Zollrecht, noch unter dem Vorstand seiner Tante, der Äbtissin Mathilde. Damit war eine wichtige Bedingung für die weitere städtische Entwicklung Quedlinburgs geschaffen.
Von der weiteren reichspolitischen Bedeutung Quedlinburgs im 11. und 12. Jahrhundert zeugen die vor Ort verfassten, später so genannten Quedlinburger Annalen. Diese verzeichnen im Jahre 1009 erstmals in schriftlichen Quellen Litua, den Namen Litauens. Für die Zeit vom 10. bis zum 12. Jahrhundert, als Quedlinburg die Osterpfalz der ostfränkisch/deutschen Herrscherhäuser war, sind 69 urkundlich nachweisbare Aufenthalte eines Königs oder Kaisers gezählt worden.
In den ersten Jahrzehnten nach seiner Gründung erhielt das Damenstift auch weit entfernte Orte, wie das 170 km entfernte Soltau, die Kirche St. Michael des Volkmarskellers (956), Duderstadt (974), Potsdam (993) und Gera (999), aber auch andere Schätze. Zu den 48 von Otto I. geschenkten Orten kamen unter Otto II. elf, unter Otto III. zehn und unter späteren Herrschern noch weitere 150 Orte hinzu.

### Aufstrebende Stadt im Spätmittelalter und der Frühneuzeit

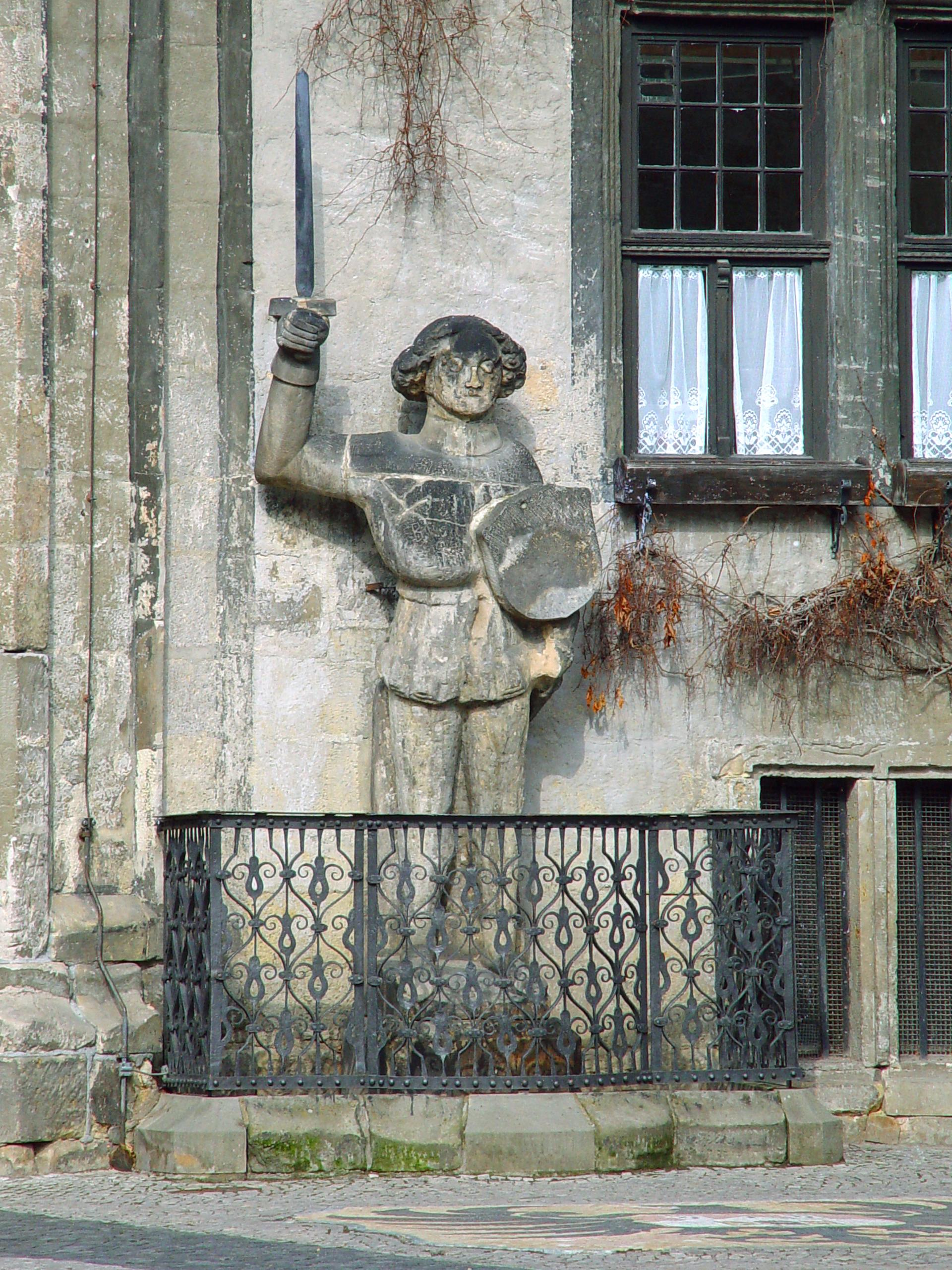
Der Roland vor dem Rathaus

1326 schloss sich die Stadt mit Halberstadt und Aschersleben zum Halberstädter Dreistädtebund zusammen, der 150 Jahre andauerte.
In den folgenden vier Jahrhunderten nahm Quedlinburg einen wirtschaftlichen Aufschwung. Wie in anderen Städten (Braunschweig, Halberstadt) der Region waren das Gewandschneider- und das Kaufmannswesen besonders intensiv. Um 1330 wurde die Altstadt mit der im 12. Jahrhundert gegründeten Neustadt belehnt; beide agierten fortan immer geschlossen als Stadt Quedlinburg.
Zum wirtschaftlichen Erfolg gesellte sich 1336 ein politischer, als die Stadt in einem regionalen Konflikt zwischen dem Halberstädter Bischof und dem Grafen von Regenstein letzteren gefangen setzen konnte. Die Stadt erlangte größere Unabhängigkeit von der Stadtherrin, der Äbtissin des Damenstiftes, und durfte in der Folge ihre Verteidigungsanlagen massiv ausbauen. Das neue Selbstbewusstsein wurde in Form von vielen Städtebündnissen nach außen hin demonstriert.

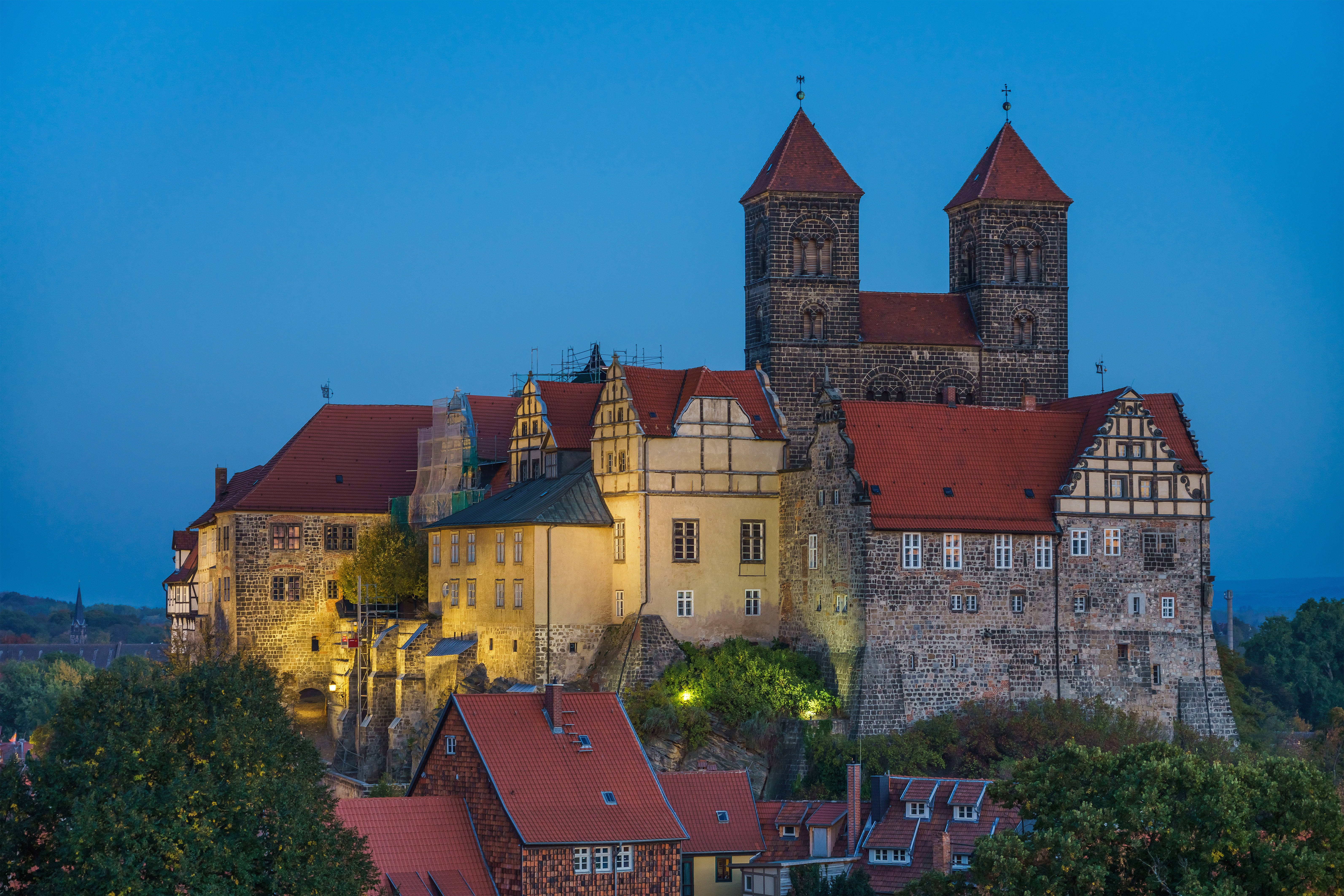
Schlossbergensemble mit Stiftskirche, Blick vom Münzenberg, 2018

Der Plan des Stadtrates, sich von den Befugnissen der Äbtissin Hedwig von Sachsen zu befreien, mündete 1477 in einen gewaltsamen Konflikt. Die Quedlinburger versuchten, Hedwig mit Waffengewalt aus der Stadt zu vertreiben. Daraufhin bat diese ihre Brüder, die Wettiner Herzöge Ernst und Albrecht, um Hilfe. Die entsandten Truppen stürmten die Stadt ohne eigene Verluste, während 80 Quedlinburger fielen. Die Bürgerschaft unterwarf sich daraufhin und schied aus sämtlichen Bündnissen aus. Der um 1435 vor dem Haus der Gewandschneider auf dem Marktplatz aufgestellte Roland, Symbol der Marktfreiheit und Zeichen städtischer Unabhängigkeit, wurde gestürzt und zerschlagen. 1569 ließ der Rat diese Rolandsfigur im Hof des Ratskellers wieder neu aufstellen und 1869 wurden die Bruchstücke der Rolandstatue vor dem Rathaus aufgestellt. 2013 wurde die Figur gesäubert und komplettiert.

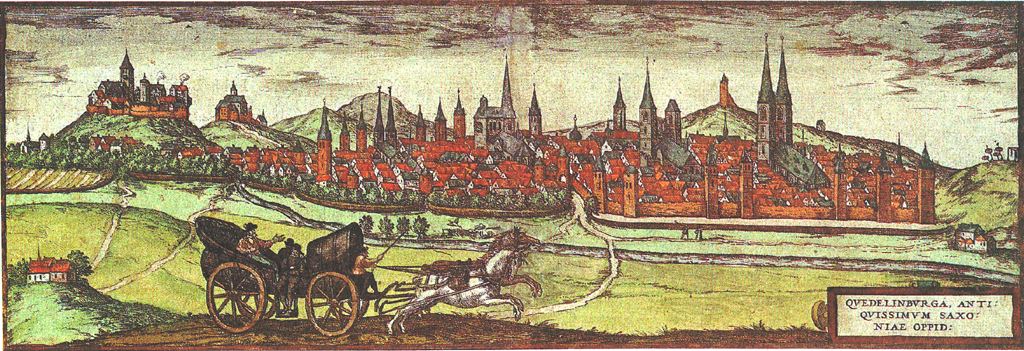
Quedlinburg 1581 von Braun und Hogenberg
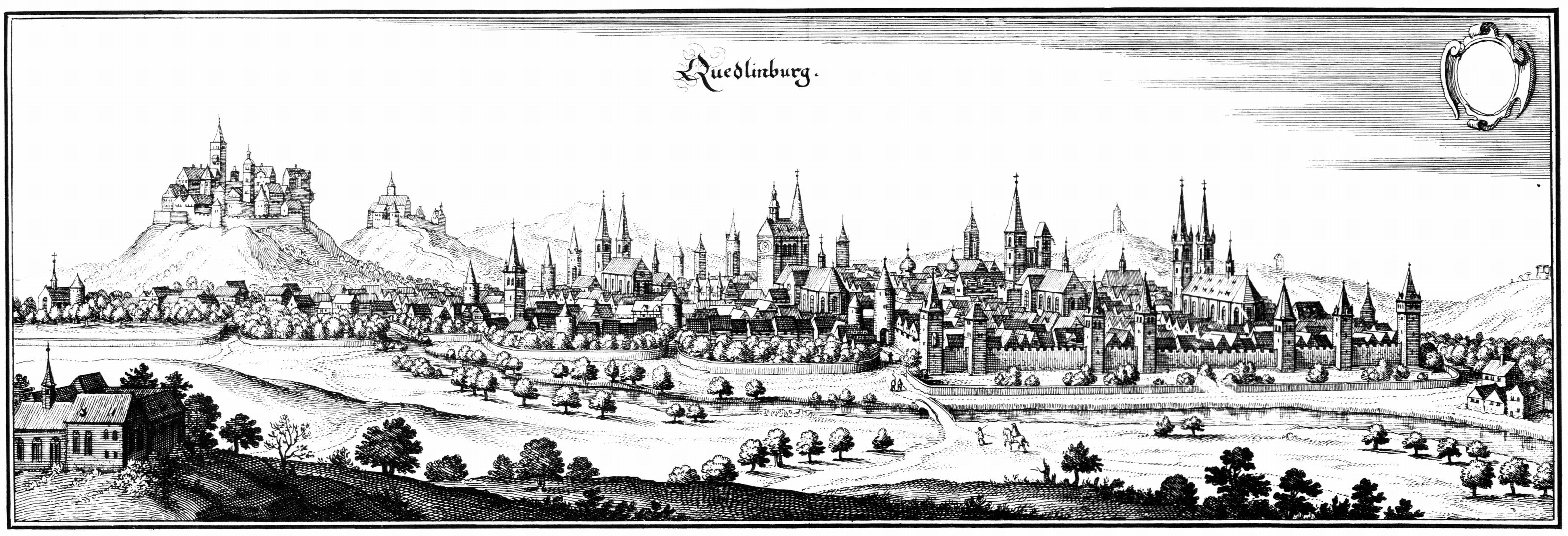
Quedlinburg 1647 von Merian
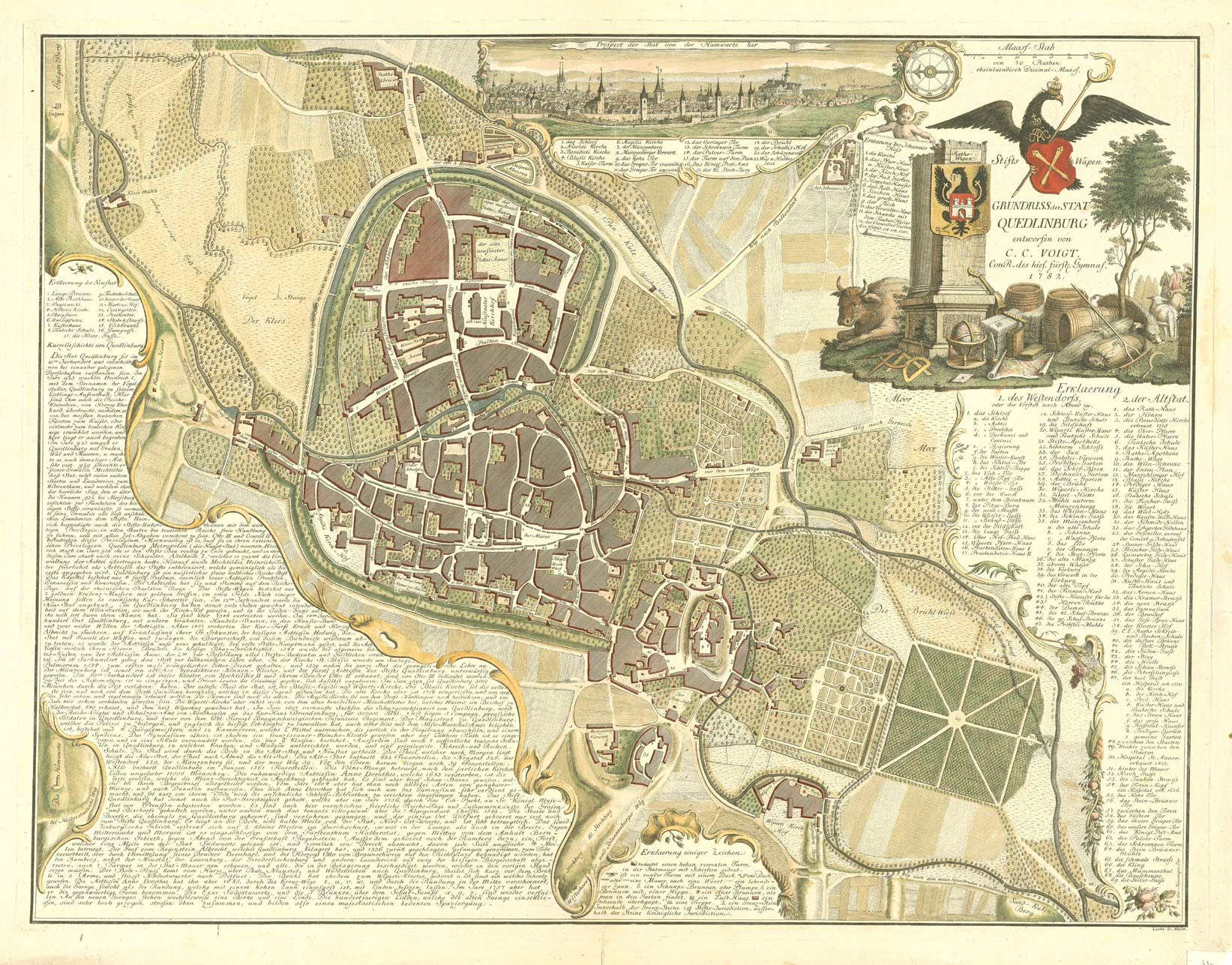
Quedlinburg 1782 von C. C. Voigt (Norden ist links)

Während des Bauernkriegs wurden vier Klöster der Stadt, das Prämonstratenserkloster St. Wiperti, das Benediktinerinnenkloster St. Marien, das Franziskanerkloster in der Altstadt und das Augustinerkloster in der Neustadt, zerstört. Die Reformation wurde in Quedlinburg im Jahr 1539 durchgesetzt und das Stift in ein evangelisches Freies weltliches Stift umgewandelt.
Den größten städtebaulichen Aufschwung nahm die Stadt ab dem Dreißigjährigen Krieg. Die meisten der 2159 erhaltenen Fachwerkhäuser sind in dieser Zeit entstanden. Zwei Stadtbrände verwüsteten 1676 und 1797 große Teile der Stadt.

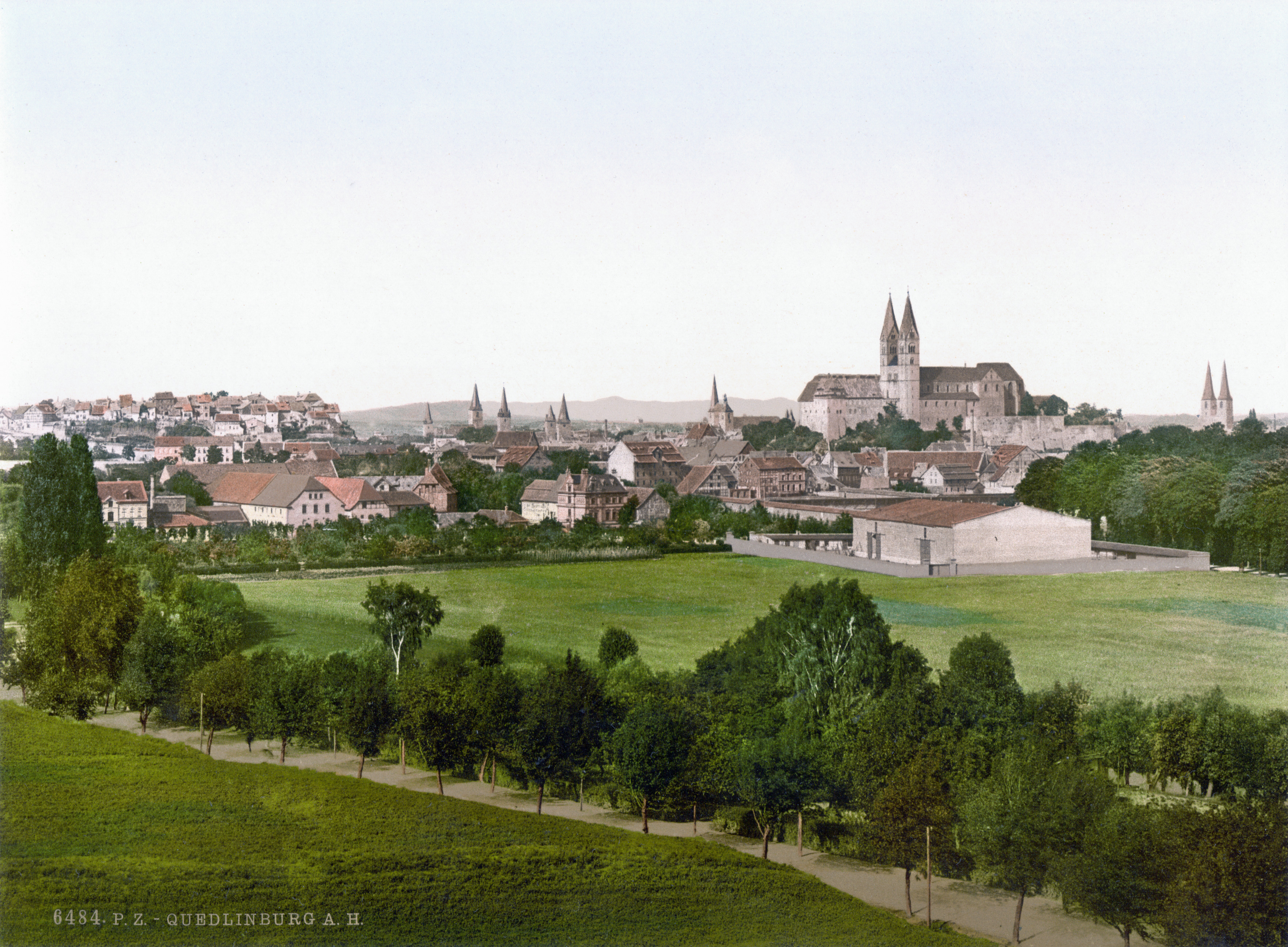
Quedlinburg von Südwesten um 1900

1698 besetzten brandenburgische Truppen die Stadt, womit fortan Preußen Schutzmacht war. 1802 wurde das seit 936 bestehende Damenstift aufgelöst. Die Stiftsgebäude auf dem Schlossberg gingen in den Besitz des preußischen Staates über.
Von 1865 bis 1888 wurden Fragmente der ältesten bekannten illustrierten biblischen Handschrift (Quedlinburger Itala) aus dem 5. Jahrhundert in Quedlinburg gefunden.

### Aufstrebendes Pflanzenzuchtzentrum vom 18. bis 20. Jahrhundert
Im Laufe des 18. und besonders des 19. Jahrhunderts entwickelte sich durch die Pflanzenzucht und Saatgutvermehrung ein beachtlicher Wohlstand, der städtebaulich auch in einer Reihe von Jugendstil-Villen seinen Ausdruck fand. Als die erste Zuckerfabrik des Regierungsbezirks Magdeburg 1834 von G. Chr. Hanewald in Quedlinburg eingerichtet wurde, führte dies zur raschen Entwicklung landwirtschaftlicher Zuliefer- und Großbetriebe. Die Entwicklung von Zuchtverfahren, der Anschluss an das Eisenbahnnetz und die Separation (1834–1858) sind Stationen zu einer weltwirtschaftlichen Bedeutung im Saatzuchtbereich. Neben der Zucht von landwirtschaftlichen Pflanzenarten (Zuckerrüben u.a,) bekam die Züchtung und Vermehrung von verschiedenen Zierpflanzenarten eine überragende Bedeutung. So kamen vor dem Ersten Weltkrieg 60 Prozent der Welterzeugung von Blumensamen (besonders Sommerastern) aus den zahlreichen Quedlinburger Saatgutbetrieben. Die Stadt wurde auch als „Blumenstadt Quedlinburg“ bezeichnet, wie ein Brief von Theodor Fontane aus dem Jahr 1882 verdeutlicht. Seit Ende des 19. Jahrhunderts wuchs auch die Bedeutung der Gemüsezüchtung mit international bekannt gewordenen Sorten, besonders bei Bohnen und Erbsen.
Im beginnenden 20. Jahrhundert waren die großen Saatzuchtfirmen mit weltwirtschaftlicher Bedeutung, insbesondere die Firma Gebrüder Dippe AG, die Firmen Heinrich Mette, David Sachs (ab 1937 Schreiber und Söhne), die größten Arbeitgeber der Stadt. Im Jahr 1907 sprach Rosa Luxemburg vor 800 Quedlinburger Saatzucht-Arbeitern.
Alle großen Quedlinburger Saatzuchtfirmen wurden mit der Bodenreform in der sowjetischen Besatzungszone nach 1945 enteignet und verstaatlicht. In der Deutschen Saatzucht Gesellschaft (DSG) wurden die einzelnen Betriebe zusammengefasst. Daraus entstanden in den folgenden Jahren neue Großbetriebsstrukturen mit dem DSG Betrieb für gartenbauliches Saat- und Pflanzgut, dem VEG Saatzucht „August Bebel“ und dem Institut für Pflanzenzüchtung der DAL.(ab 1972 Institut für Züchtungsforschung).
Ab 1963 wurde Quedlinburg auch zum Sitz der VVB Saat- und Pflanzgut. Diese zentrale Einrichtung leitete von Quedlinburg aus nahezu die gesamte Versorgung der DDR mit Saat- und Pflanzgut, beginnend von der Züchtung bis zur Produktion und zum Export. In Fachkreisen wurde Quedlinburg auch als „Saatguthauptstadt“ der DDR und des RGW bezeichnet.
Diese Periode kam mit der Privatisierung, Abwickelung und mehreren Insolvenzen der zerteilten einstigen Großbetriebe, b.z.w. des Forschungsinstitutes im Zuge der deutschen Einheit nach 1990 zu einem vorläufigen Abschluss.

### 20. Jahrhundert
1911 wurde Quedlinburg, das bis dahin Sitz des Kreises Quedlinburg war, kreisfreie Stadt.
Während des Ersten Weltkrieges wurden bis zu 17.000 Kriegsgefangene zur Arbeit in der Landwirtschaft gezwungen und im Kriegsgefangenenlager Quedlinburg auf dem Ritteranger nordöstlich der Stadt untergebracht. Dieses Lager wurde seit September 1914 eingerichtet und bestand über den Krieg hinaus als Notunterkunft zaristischer Soldaten, bis es im Juni 1922 niedergebrannt wurde. Aus archäologischer Sicht heißt es dazu: „Die erste umfassende Ausgrabung eines Kriegsgefangenenlagers in Deutschland aus dem Ersten Weltkrieg wurde 2004 bei Quedlinburg, Sachsen-Anhalt, durchgeführt, eine weitere folgte in Dülmen. (…) Auf dem Gelände standen ehemals 48 Baracken, jeweils ca. 50 m x 15 bis 20 m groß; fünf wurden ausgegraben.“
1922 fand in Quedlinburg eine Feier zum tausendsten Jahrestag der ersten urkundlichen Erwähnung (922) statt.
Ein verheerendes Hochwasser der Bode zerstörte 1926 alle Brücken und legte die Infrastruktur lahm. Immer wieder behinderten spätere Hochwasser die Wiederaufbauarbeiten.
Zur Zeit des Nationalsozialismus wurde die Tausendjahrfeier (936–1936) des Todestages König Heinrichs I. von den Nationalsozialisten in Gestalt der SS als ein propagandistisches Geschenk angesehen. Heinrich Himmler entwickelte ab 1936 einen Kult um den König und wurde selbst als eine Reinkarnation Heinrichs angesehen, was ihm geschmeichelt haben soll, wie sein Leibarzt Felix Kersten berichtet. In Quedlinburg wurden die Wipertikrypta und die Kirche St. Servatii beschlagnahmt und zu Weihestätten der SS umfunktioniert. Himmlers persönliches Erscheinen (bis 1939) zu den jährlichen Feierlichkeiten am 2. Juli, die bis 1944 stattfanden, wurde zum Beispiel 1937 propagandistisch mit Nachrichten über das Auffinden der verlorenen Gebeine Heinrichs I. aufgewertet. Nach dem Krieg wurden bei einer Öffnung des (neuen) Sarkophags die von der SS vorgezeigten „Funde“ als plumpe Fälschungen entlarvt.
Am Morgen nach den Zerstörungen der „Reichspogromnacht“ legte der Ladenbesitzer Sommerfeld seine Eisernen Kreuze aus dem Ersten Weltkrieg (EK 1 und 2) in sein zerstörtes Schaufenster und ein Schild: „Der Dank des Vaterlandes ist Dir gewiss.“ Bald darauf begann die Verschleppung jüdischer Bewohner. Im Stadtgebiet befanden sich drei Außenstellen von Konzentrationslagern: das Kreisgerichtsgefängnis und je ein Gefangenenlager in der Kleersturnhalle und im Fliegerhorst in Quarmbeck.
Seit 1943/1944 wurden in Quedlinburg über 8000 Verwundete in den Sporthallen und Notlazaretten versorgt. In der Woche bevor am 19. April 1945 amerikanische Truppenverbände (RCT 18) die Stadt fast kampflos einnehmen konnten, gelang es, Teile der V 2, die auf dem Quedlinburger Bahnhof auf Waggons lagerten, aus der Stadt zu bringen. Dies verhinderte eine Bombardierung; so beschränkten sich die Kriegszerstörungen auf Artillerietreffer.

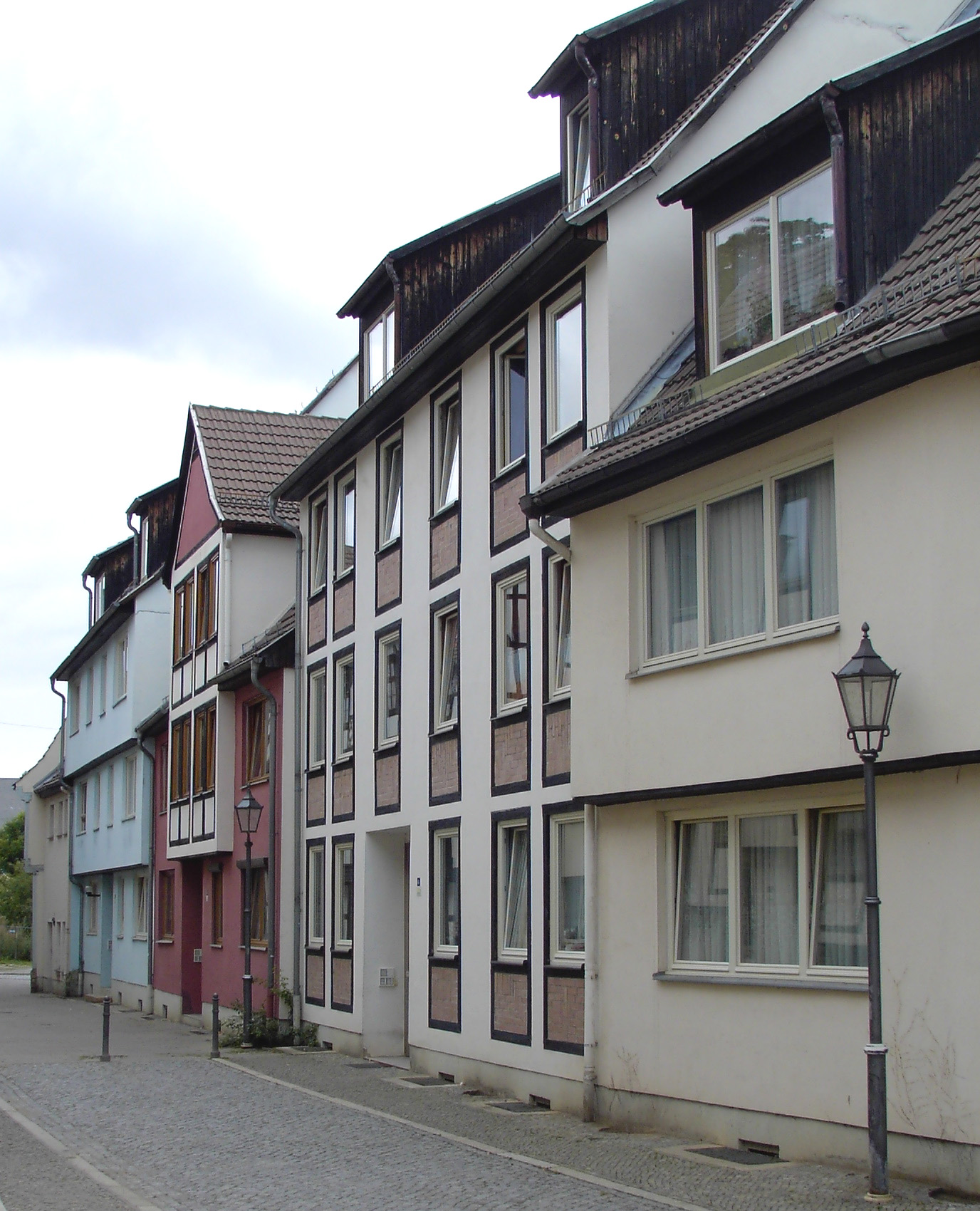
Hallesche Monolithbauweise Typ Quedlinburg (HMBQ) in der Schmalen Straße

Nach sechs Wochen übergaben die amerikanischen Truppen die Stadt an britische. Die nach weiteren zwei Wochen erfolgte Übergabe an die Sowjetarmee begründet sich nicht, wie vor Ort immer wieder vermutet, mit der Aufteilung Berlins, sondern mit dem erst 2020 bekannt gewordenen Gebietstausch 1945 im Harz, bei dem die Stromversorgung Niedersachsens eine zentrale Rolle spielte. Die Informationen darüber wurden 1945 von englischer wie sowjetischer Seite verheimlicht, um weitere Massenfluchten zu verhindern.
Nach dem Krieg war Quedlinburg Teil des 1945 gegründeten Landes Sachsen-Anhalt, seit 1952 des Bezirkes Halle in der DDR.
Die Demonstrationen vom 17. Juni 1953 konnten in Quedlinburg und Thale nur durch den Einsatz von Streitkräften der Sowjetarmee unterbunden werden.
Obwohl es kaum nennenswerte Kriegszerstörungen gab, reichten die Bemühungen durch die DDR bei weitem nicht aus, den drohenden natürlichen Verfall der Altstadt zu stoppen. Durch den Einsatz erfahrener polnischer Restauratoren aus Toruń (Thorn) konnten nur punktuell Häuser wiederhergestellt werden. Seit 1957 wurde St. Wiperti restauriert und 1959 neugeweiht. Die ursprünglichen Planungen der DDR in den 1960er Jahren, die historische Altstadt vollständig niederzureißen und durch einen zentralen Platz und sozialistische Plattenbauten zu ersetzen, scheiterten an Geldmangel. Versuche, die Plattenbauweise den historischen Verhältnissen anzupassen, sind im Bereich des Marschlinger Hofes, in Neuendorf und in der Schmalen Straße nördlich des Marktes zu sehen. Dafür wurde die sogenannte Hallesche Monolithbauweise (HMB) modifiziert und als Hallesche Monolithbauweise Typ Quedlinburg (HMBQ) umgesetzt. Erst nach der Wiedervereinigung 1990 wurden zielstrebig Fachwerkbauwerke restauriert.

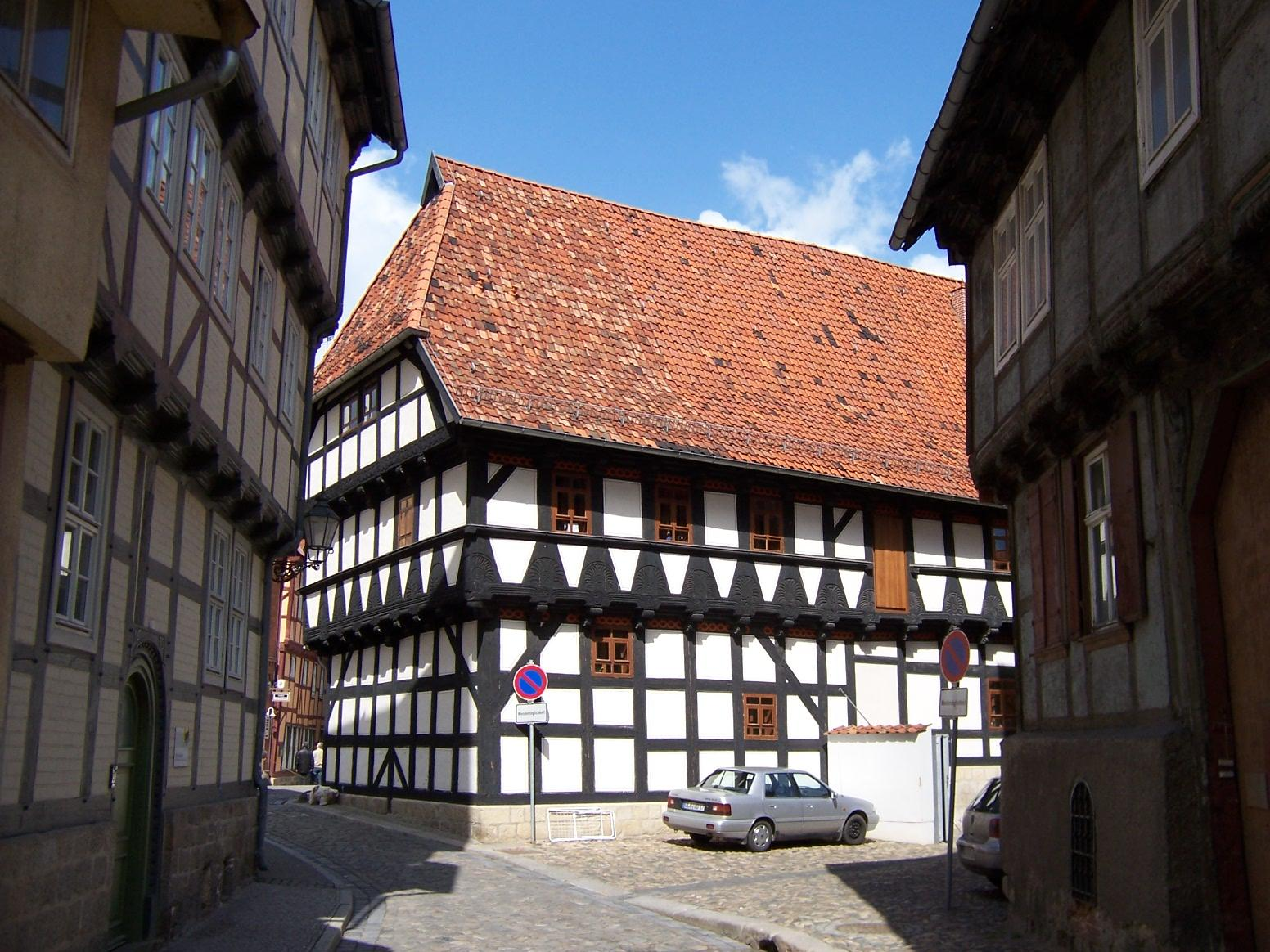
Fachwerkhaus in der Wordgasse

Im Herbst 1989 demonstrierten in kaum einer anderen Stadt, gemessen an der Einwohnerzahl, so viele Menschen wie in Quedlinburg. Gewaltlose Demonstrationen während der friedlichen Revolution fanden in Quedlinburg immer am Donnerstag statt. Die Demonstration am 2. November 1989 mit 15.000 Teilnehmern war trotz provozierenden Verhaltens der SED-Größen vor Ort ein Beispiel der Gewaltlosigkeit. Die größte Demonstration mit über 30.000 Teilnehmern fand am 9. November 1989 statt.
Keiner der Teilnehmer ahnte, dass zur gleichen Zeit die Mauer geöffnet wurde. Die Kreisdienststelle des Ministeriums für Staatssicherheit wurde am 12. Dezember 1989 aufgelöst, nachdem die Klarnamendatei und die brisantesten Akten (beispielsweise zu Kirchenangelegenheiten) in den Tagen vorher vernichtet worden waren.
Am 6. Januar 1990 fand zum Dank für den überwältigenden Empfang beim Überschreiten der Grenze ein großes Stadtfest mit zahlreichen Würdenträgern und 50.000 Gästen statt. Bei einem Spontanbesuch sagte Helmut Kohl im Januar 1990 der Stadt Hilfsgelder zur Sicherung der extrem gefährdeten Bausubstanz zu, und das Bundesland Niedersachsen spendete im Frühjahr 100.000 Dachziegel für Sofortmaßnahmen.
Ein gesellschaftlicher Tiefpunkt waren im Herbst 1992 ausländerfeindliche Übergriffe in der Quedlinburger Neustadt. Eine Antwort von Quedlinburger Einwohnern war die Gründung der noch aktiven Präventionsmaßnahme „Altstadtprojekt“. Eine geplante NPD-Demonstration 15 Jahre später wurde durch eine betont bunte Demonstration engagierter Quedlinburger verhindert.
Von den 1945 geraubten zwölf Teilen des Domschatzes kehrten 1993 zehn aus den USA zurück in die Quedlinburger Domschatzkammer. Zwei Beutestücke bleiben weiterhin verschollen.
Zur Tausendjahrfeier der Verleihung des Markt-, Münz- und Zollrechtes wurden große Teile der Quedlinburger Altstadt und der Königshofkomplex am 17. Dezember 1994 auf Antrag Deutschlands auf die Liste der Welterbestätten der UNESCO gesetzt, als ein Ensemble, das die Ansprüche gemäß dem Kriterium IV erfüllt, „ein herausragendes Beispiel eines Typus von Gebäuden oder architektonischen Ensembles oder einer Landschaft, die bedeutsame Abschnitte in der menschlichen Geschichte darstellen“ (IV).
Gerhard Schröder besuchte 1999 mit dem französischen Premierminister Lionel Jospin und 2001 mit dem spanischen Ministerpräsidenten José María Aznar die Stadt.

### Seit 2000
Das schwedische Königspaar, Carl XVI. Gustaf und seine Frau Silvia, besuchte 2005 die Quedlinburger Stiftskirche.
Seit 2006 ist der Bahnhof Quedlinburg an das Netz der Selketalbahn angeschlossen. Nach mehrjährigen Restaurierungen ist die Krypta der Stiftskirche seit März 2009 wieder für die Öffentlichkeit zugänglich.
Mit Alles Klara spielte von 2011 bis 2017 erstmals eine Vorabendserie der ARD in Quedlinburg und Umgebung. Von 2011 bis 2014 wurden umfassende Neugestaltungsarbeiten am Marktplatz, im Bereich der Breiten Straße und der Steinbrücke vorgenommen. Im Vorfeld dieser Arbeiten wurden bei archäologischen Grabungen Pflasterreste eines Marktes entdeckt, die in das 10. Jahrhundert datiert werden. Im Jahr 2014 wurde seitens des Stadtrates beschlossen, dem einzigartigen Stadtnamen die allgemeine Bezeichnung Welterbestadt voranzustellen. Nach Genehmigung durch den zuständigen Landkreis und die UNESCO Deutschland gilt seit 29. März 2015 die Bezeichnung Welterbestadt Quedlinburg.
Seit dem Frühjahr 2015 ist die ehemalige Krypta der St.-Marien-Kirche auf dem Münzenberg nach fast 500 Jahren wieder zugänglich. Erstmals wurden am 26. Mai 2017 vor dem Haus Steinweg 81 Stolpersteine für Berta und Bruno Sommerfeld verlegt, die hier zeitweise lebten und nach ihrer Deportierung 1943 ins Vernichtungslager Auschwitz ermordet wurden. Derzeit sind vier Stolpersteine in Quedlinburg verlegt. Während des Bundestagswahlkampf 2017 sprach Angela Merkel auf dem Quedlinburger Marktplatz. Im Juni 2018 fand die Frühjahrskonferenz der Innenminister unter Bundesinnenminister Horst Seehofer in Quedlinburg statt.

## Bevölkerung

### Einwohnerentwicklung

Bevölkerungsentwicklung 1786–2016

Da Quedlinburg lange Zeit nicht über seine mittelalterlichen (Stadtmauer)-Grenzen hinauswuchs, blieb die Einwohnerzahl vom Mittelalter bis in das 19. Jahrhundert bei maximal 8.000 bis 10.000 Personen. Erst mit der Industrialisierung begann die Zahl zu wachsen und erreichte den höchsten Wert 1950 mit 35.426/35.555 Einwohnern. Danach sank sie von 1950 bis 1990 um 21 Prozent (7459) kontinuierlich ab und lag bereits 1975 wieder unter 30.000. Seit der gewaltlosen Revolution und der Grenzöffnung 1989/1990 verlor die Stadt wegen hoher Arbeitslosigkeit, des Wegzugs vieler Einwohner in das Umland und des Geburtenrückgangs erneut 20 Prozent ihrer Bewohner (5.500 Personen). Zum 1. Januar 2011 vergrößerte sich die Stadt zunächst durch die Eingemeindung der Stadt Gernrode sowie der Gemeinden Bad Suderode und Rieder von 78,14 km² auf 141,82 km²; die Bevölkerungszahl stieg von etwas über 21.000 auf über 28.000. Diese Eingliederung musste jedoch wegen eines Formfehlers am 19. Februar 2013 aufgrund einer Gerichtsentscheidung wieder rückgängig gemacht werden. Bad Suderode und Gernrode gehören seit dem 1. Januar 2014 wieder zu Quedlinburg.

Bevölkerungspyramide für Quedlinburg (Ende 2024, Datenquelle:)

Die Bevölkerungspyramide weist einen deutlichen Einbruch zwischen den Jahrgängen von vor 1990 zu denen ab 1990 (ca. ein Drittel weniger) auf. Dies ist zeitlich mit der politischen Wende zusammentreffend. Die Bevölkerungsstruktur zeigt für das Ende 2024 eine Überalterung: während 31,6 % der Bevölkerung über 65 Jahre ist, beträgt der Anteil der Einwohner im erwerbsfähigen Alter (18–65 Jahre) rund 55,1 %, der Anteil der Kinder und Jugendliche (bis 18 Jahre) liegt bei rund 13,2 %. Gleichzeitig konnte das Geburtendefizit im Jahr 2024  (100 Geburten auf 450 Sterbefälle) nur durch ein positives Wanderungssaldo (1.341 Wegzüge und 1.546 Zuzüge) gemildert werden.
ab 1990: Stand: 31. Dezember des jeweiligen Jahres (Angaben des Statistischen Landesamtes Sachsen-Anhalt), ab 2011 auf Basis des Zensus 2011, ab 2022 auf Basis des Zensus 2022

### Bevölkerungsprognosen

Prognose von 2003 bis 2020 (rot) im Vergl. zur realen Entw. ab 1990 (blau)

Die Bertelsmann-Stiftung, Wegweiser Demographischer Wandel, sagte für Quedlinburg ein Absinken der Bevölkerung zwischen 2003 und 2020 um 14,1 % (3281 Personen) voraus.
Im Rahmen der Fortschreibung des Welterbe-Management-Plans wurde 2011 eine eigene Prognose aufgestellt. Zum Stichtag 31. Dezember 2010 wohnten 21.016 Einwohner mit Hauptwohnsitz in Quedlinburg (mit Gebietsstand zu diesem Stichtag). Im Jahressaldo verlor die Stadt im Laufe 2011 insgesamt 69 Einwohner. Unter Einschluss der Zu- und Abwanderungen wurde damit seit 2001 ein durchschnittlicher Negativsaldo von 150 bis 180 Einwohnern jährlich konstatiert. Die Prognose für 2025 liegt nach dieser Erhebung bei 16.200 bis 17.300 Einwohner (in den Grenzen von 2010). Tatsächlich waren Anfang 2025 (mit Gebietsstand 2010) 18.758 Personen gemeldet.

## Religionen

### Christentum
Der überwiegende Teil der Quedlinburger Bevölkerung gehört keiner Religionsgemeinschaft an. Die ehemals fünf protestantischen Gemeinden umfassen rund 16 % der Stadtbevölkerung; sie haben sich in der Evangelischen Kirchengemeinde Quedlinburg zusammengeschlossen, die zur Evangelischen Kirche in Mitteldeutschland gehört. Etwa vier Prozent der Stadtbevölkerung gehören zur katholischen St.-Mathildis-Gemeinde, einer Pfarrei im Bistum Magdeburg. Weitere christliche Gemeinden gehören zu den Siebenten-Tags-Adventisten, der Evangelisch-Freikirchlichen Gemeinde (Baptisten) oder anderen evangelischen Freikirchen sowie zur Neuapostolischen Kirche. Darüber hinaus leben in der Stadt Mitglieder der Blankenburger Gemeinde der alt-katholischen Kirche.

### Judentum
Bereits im 11./12. Jahrhundert sollen sich jüdische Kaufleute in Quedlinburg angesiedelt haben. Seit dem frühen 13. Jahrhundert sind sie urkundlich fassbar. Sie fungierten als unabhängige Kreditgeber der Quedlinburger Äbtissin und anderer lokaler Magnaten. Im Jahr 1514 mussten alle Juden Quedlinburg verlassen. Zwar waren im 18. Jahrhundert drei Schutzjuden erlaubt, aber erst nach der Auflösung des Stiftes 1802 siedelten sie sich wieder in Quedlinburg an. Von 1933 bis 1945 lebten weniger als 100 „Nichtarier“ in Quedlinburg. Von diesen kamen mindestens 13 gewaltsam zu Tode, 14 gelang die Emigration und 34, überwiegend „Halbjuden“, überlebten und starben eines natürlichen Todes. Die anderen Schicksale sind unbekannt. Eine jüdische Gemeinde gibt es seit der NS-Zeit nicht mehr in Quedlinburg.

## Politik

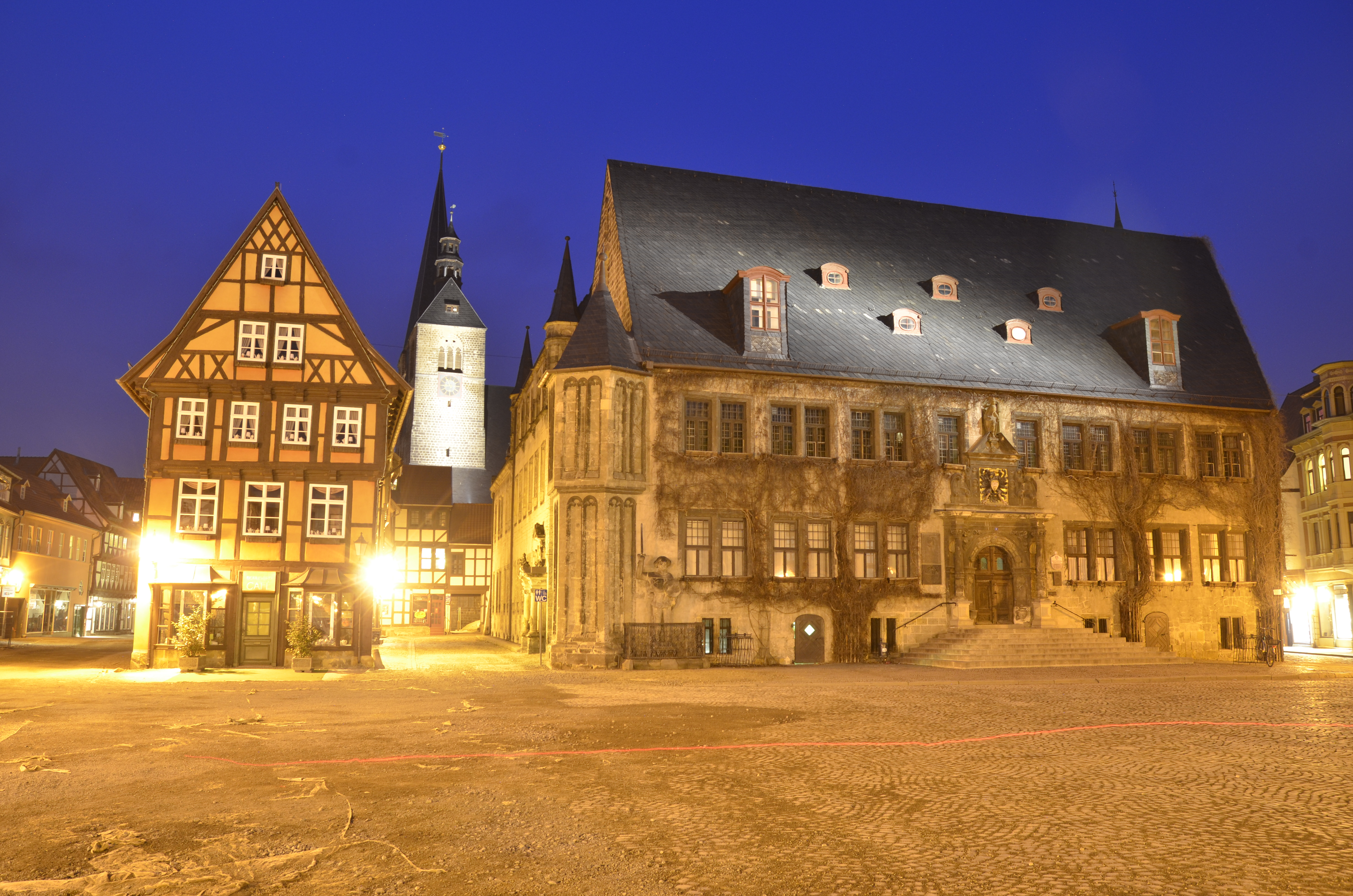
Rathaus Quedlinburg, 2013

Die erste Erwähnung des Rats (consules) erfolgte im Jahr 1265. Die Altstadt und die Neustadt, die sich erst um 1330 zusammenschlossen, hatten bis zum Jahr 1800 jeweils mindestens einen Bürgermeister (von 1343 bis 1468 jeweils zwei). Als erste bekannte Bürgermeister sind für das Jahr 1284 Johann Daz für die Altstadt und Johannes Smalt für die Neustadt überliefert.

### Stadtrat
- Linke: 2
- PARTEI: 1
- SPD: 4
- Grüne: 2
- BfQ: 3
- UWG: 1
- VGS: 1
- PfQ: 1
- FDP: 1
- FW: 1
- CDU: 10
- AfD: 9

An der Spitze der Stadt stand seit dem 13. Jahrhundert der Rat mit zunächst zwölf, später dreimal zwölf Ratsherren (abwechselnd zwölf pro Jahr). Den Vorsitz hatte ein Bürgermeisterpaar, bestehend aus einem Bürgermeister der Alt- und einem der Neustadt. Bis zum 19. Jahrhundert gab es also drei Altstädter und drei Neustädter Bürgermeister, die sich abwechselten. Dann wurde das Amt auf eine Person beschränkt. Von 1890 bis 2000 trugen die Bürgermeister den Titel Oberbürgermeister.
Als Vertretung der Bürger gibt es eine Stadtvertretung, die in Quedlinburg die Bezeichnung Stadtrat trägt. Die Mitglieder der Bürgerschaft werden von den Bürgern der Stadt auf fünf Jahre gewählt. Die Mehrheitsverhältnisse in der Quedlinburger Bürgerschaft sind unübersichtlich. Mehrere Parteien und Wählervereinigungen haben sich zu Fraktionen zusammengeschlossen.
2009 wurde der Stadtrat noch für die Kernstadt Quedlinburg allein gewählt.
Durch die Eingemeindung der Ortschaften Rieder (2011–2013) sowie Gernrode und Bad Suderode (2011–2013 sowie seit 2014) vergrößerte sich der Stadtrat zeitweilig auf bis zu 45 Sitze. Bei der Kommunalwahl am 25. Mai 2014 wurde der erste Stadtrat gewählt, bei dem Kandidaten auch aus den neuen Ortsteilen direkt antraten. Zusätzlich wurde für Gernrode und Bad Suderode ein Ortschaftsrat gewählt.
Die Kommunalwahl am 9. Juni 2024 führte zu folgendem Ergebnis (mit Vergleich zur Wahl 2019):
| Partei / Liste                                                                                                 | 2024          | 2024   | 2019          | 2019   |
| Partei / Liste                                                                                                 | Stimmenanteil | Sitze  | Stimmenanteil | Sitze  |
| Christlich Demokratische Union Deutschlands (CDU)                                                              | 28,8 %        | 10     | 26,6 %        | 10     |
| Die Linke | 06,2 %        | 2      | 12,9 %        | 5      |
| Alternative für Deutschland (AfD)                                                                              | 24,6 %        | 9      | 11,6 %        | 4      |
| Sozialdemokratische Partei Deutschlands (SPD)                                                                  | 10,5 %        | 4      | 11,1 %        | 4      |
| Bündnis 90/Die Grünen                                                                                          | 4,8 %         | 2      | 9,2 %         | 3      |
| Freie Demokratische Partei (FDP)                                                                               | 3,5 %         | 1      | 6,4 %         | 2      |
| Bürgerforum Quedlinburg (BfQ)                                                                                  | 7,5 %         | 3      | 8,3 %         | 3      |
| UWG „Bürger für Gernrode“ (UWG) a                                                                              | 3,2 %         | 1      | 3,7 %         | 2      |
| Verein Gewerbetreibende und Selbständige (VGS) b                                                               | 3,3 %         | 1      | 3,0 %         | 1      |
| Parteilos für Quedlinburg (PfQ)                                                                                | 2,2 %         | 1      | 1,2 %         | 1      |
| Die PARTEI | 1,2 %         | 1      | –             | –      |
| Freie Wähler                                                                                                   | 0,7 %         | 1      | –             | –      |
| Wahlbeteiligung                                                                                                | 57,3 %        | 57,3 % | 48,4 %        | 48,4 % |
| a UWG = Unabhängige Wählergemeinschaftb Verein der Gewerbetreibenden und Selbständigen Bad Suderode/Harz e. V. |               |        |               |        |

Das Wahlergebnis der vorangegangenen Wahlen war (sortiert nach prozentualer Reihenfolge der letzten Wahl):
| Partei / Liste / Fraktion                                                    | 2014   | 2014          | 2011  | 2009   | 2009          | 2004   | 2004          | 1999          |
| ---------------------------------------------------------------------------- | ------ | ------------- | ----- | ------ | ------------- | ------ | ------------- | ------------- |
| Partei / Liste / Fraktion                                                    | Sitze  | Stimmenanteil | Sitze | Sitze  | Stimmenanteil | Sitze  | Stimmenanteil | Stimmenanteil |
| Christlich Demokratische Union Deutschlands (CDU)                            | 11     | 30,0 %        | 11    | 10     | 27,3 %        | 8      | 23,5 %        | 27,0 %        |
| Sozialdemokratische Partei Deutschlands (SPD)                                | 6      | 17,3 %        | 6     | 6      | 17,5 %        | 6      | 17,7 %        | 19,9 %        |
| Die Linke                                                                    | 5      | 15,2 %        | 5     | 5      | 14,7 %        | 7      | 18,8 %        | 11,5 %        |
| Bürgerforum Quedlinburg (BFQ)                                                | 4      | 11,0 %        | 4     | 4      | 11,1 %        | –      | –             | –             |
| Freie Demokratische Partei (FDP)                                             | 2      | 6,3 %         | 5     | 5      | 13,1 %        | 5      | 13,0 %        | 7,7 %         |
| Bündnis 90/Die Grünen                                                        | 2      | 4,3 %         | 2     | 2      | 5,5 %         | 2      | 5,8 %         | 1,8 %         |
| Quedlinburger Wählergemeinschaft (QfW)                                       | 2      | 4,1 %         | 2     | 2      | 6,4 %         | 7      | 19,1 %        | –             |
| Unabhängige Wählergemeinschaft „Bürger für Gernrode“ (UWG)                   | 1      | 3,8 %         | –     | –      | –             | –      | –             | –             |
| Liste Zukunft Quedlinburg (LZQ)                                              | 1      | 3,3 %         | –     | –      | –             | –      | –             | –             |
| Verein der Gewerbetreibenden und Selbständigen Bad Suderode/Harz e. V. (VGS) | 1      | 2,7 %         | –     | –      | –             | –      | –             | –             |
| Nationaldemokratische Partei Deutschlands (NPD)                              | 1      | 1,9 %         | 1     | 1      | 2,7 %         | 1      | 2,8 %         | –             |
| Die Alternative – geben                                                      | –      | –             | 1     | 1      | 1,8 %         | –      | –             | –             |
| fraktionslos                                                                 | –      | –             | 2     | –      | –             | –      | –             | –             |
| Ortschaftsfraktion                                                           | –      | –             | 7     | –      | –             | –      | –             | –             |
| Wahlbeteiligung                                                              | 40,0 % | 40,0 %        |       | 35,7 % | 35,7 %        | 34,7 % | 34,7 %        | 51,3 %        |

Die Wahlbeteiligung 2014 von 40,0 % zählt zu den niedrigsten Werten in Deutschland.

### Liste der (Ober-)Bürgermeister seit 1800
- 1800–1837 Johann August Donndorf, Bürgermeister
- 1838–1848 Wilhelm Ferdinand Schiller, Bürgermeister
- 1848–1859 Georg Drönewolf, Bürgermeister
- 1860–1890 Gustav Brecht, Bürgermeister
- 1890–1895 Gustav Brecht, Oberbürgermeister
- 1891–1917 Wilhelm Severin, 2. Bürgermeister
- 1895–1924 Ernst Bansi, Oberbürgermeister
- 1918–1945 Hermann Boisly, Bürgermeister
- 1924–1933 Rudolf Drache, Oberbürgermeister
- 1933–1934 Adolf Sperling, Oberbürgermeister
- 1934–1945 Karl Selig, Oberbürgermeister
- 1945–0000 Robert Dietzel, Bürgermeister
- 1945–0000 Falz, Oberbürgermeister
- 1945–0000 Hans Simmon, Bürgermeister
- 1945–0000 Hermann Boisly, Stadtkämmerer (Bürgermeister a. D.)
- 1945–0000 Egon Mahlow, Oberbürgermeister
- 1946–0000 Kietz, Fritz, Bürgermeister und Stadtrat
- 1946–1950 Heinz Jäger, Oberbürgermeister
- 1951–0000 Gerhard Enger (NDPD), Bürgermeister
- 1952–1956 Arno Böhme, Bürgermeister
- 1955–1984 Erwin Prezewowski, stellvertr. Bürgermeister
- 1956–1960 Edgar Dietzel, Bürgermeister
- 1960–1963 Walter Großmann, Bürgermeister
- 1963–1982 Edgar Dietzel, Bürgermeister
- 1982–1990 Rainhard Lukowitz (NDPD), Bürgermeister
- 1990–2001 Rudolf Röhricht, Bürgermeister (ab 1994 Oberbürgermeister)
- 2001–0000 Wolfgang Scheller, stellvertr. Bürgermeister
- 2001–2015 Eberhard Brecht (SPD), Oberbürgermeister
- seit 2015 Frank Ruch (CDU), Oberbürgermeister

Ruch wurde in der Oberbürgermeisterwahl am 20. März 2022 mit 57,6 % der gültigen Stimmen in seinem Amt bestätigt.  Seine Amtszeit beträgt sieben Jahre.

### Wappen und Flagge

Flagge Quedlinburg, Seitenverhältnis: 7:11

Quedlinburg führte seit Jahrhunderten ein Wappen, doch liegen keine Zeugnisse dafür vor, wann dieses Hoheitszeichen verliehen wurde. Das Wappenbuch des Heraldikers Johann Siebmacher führt im Jahr 1605 die Wappen der Reichsstädte und anderer Städte vor; ein Quedlinburger Wappen nennt er nicht. Auch in den Archiven finden sich keine historiografischen Hinweise auf eine Wappenverleihung. Im Laufe seiner Stadtgeschichte scheint dei Stadt aus dem ursprünglichen Siegelbild ein in Gewohnheitsrecht getragenes Wappen entwickelt zu haben. Das erklärt auch die Tatsache, dass das Wappenbild im Laufe der Jahrhunderte häufig wechselte und von einem verbindlichen Erscheinungsbild nicht die Rede sein kann.
Das bis 1998 gebräuchliche Wappenbild fand bei der damaligen Landesregierung keine Zustimmung und wurde deshalb in seiner Gestaltung verändert. Diese Änderungen betrafen allerdings lediglich Details und kaum die heraldische Erscheinung. Begründet wurde die gestalterische Modifizierung damit, dass es gerade die veränderten Details seien, die aus einem Bild ein korrektes Wappenbild machen würden.
Vorbild des Adlers war das 1882 von Adolf Matthias Hildebrandt gestaltete Wappenbild aus dem „Urkundenbuch der Stadt Quedlinburg“. Der innere Schild wurde in seiner Grafik den aktuellen heraldischen Gepflogenheiten und überlieferten stilistischen Formen angepasst. Die grafische Ausführung und Dokumentation erfolgte durch den Heraldiker Jörg Mantzsch.
Blasonierung: „In Gold einen rotbewehrten schwarzen Adler mit goldkonturiertem roten Brustschild, darin eine silberne Burg mit schwarz gefugter Zinnenmauer und gezinntem Torturm mit offenem Rundbogenfenster im Spitzdach, geöffneten Torflügeln und emporgezogenem Fallgitter, der Torturm flankiert von zwei spitzbedachten Zinnentürmen mit je einem offenen Rundbogenfenster, im Tor ein sitzender silberner Hund mit schwarzem Halsband.“
Die Farben der Stadt sind Schwarz-Gelb.
Die Flagge der Stadt besteht aus den Farben der Stadt in Streifen mit einem aufgesetzten Stadtwappen.

### Städtepartnerschaften
Quedlinburg hat seit 1961 eine Städtepartnerschaft mit dem kleinen Ort Aulnoye-Aymeries in Nordostfrankreich und seit 1991 eine Städteunion mit den vier historisch bedeutsamen Städten Herford in Nordrhein-Westfalen sowie Celle, Hann. Münden und Hameln in Niedersachsen. Gemeinsam mit diesen wurde ein sogenanntes Städteunionshaus (Hohe Straße 8) eingerichtet, in dem regelmäßig Treffen stattfinden. Seit 2000 gibt es einen Städtekontakt mit Torbay in Großbritannien.

## Kultur und Sehenswürdigkeiten

### Museen, Galerien und Archive

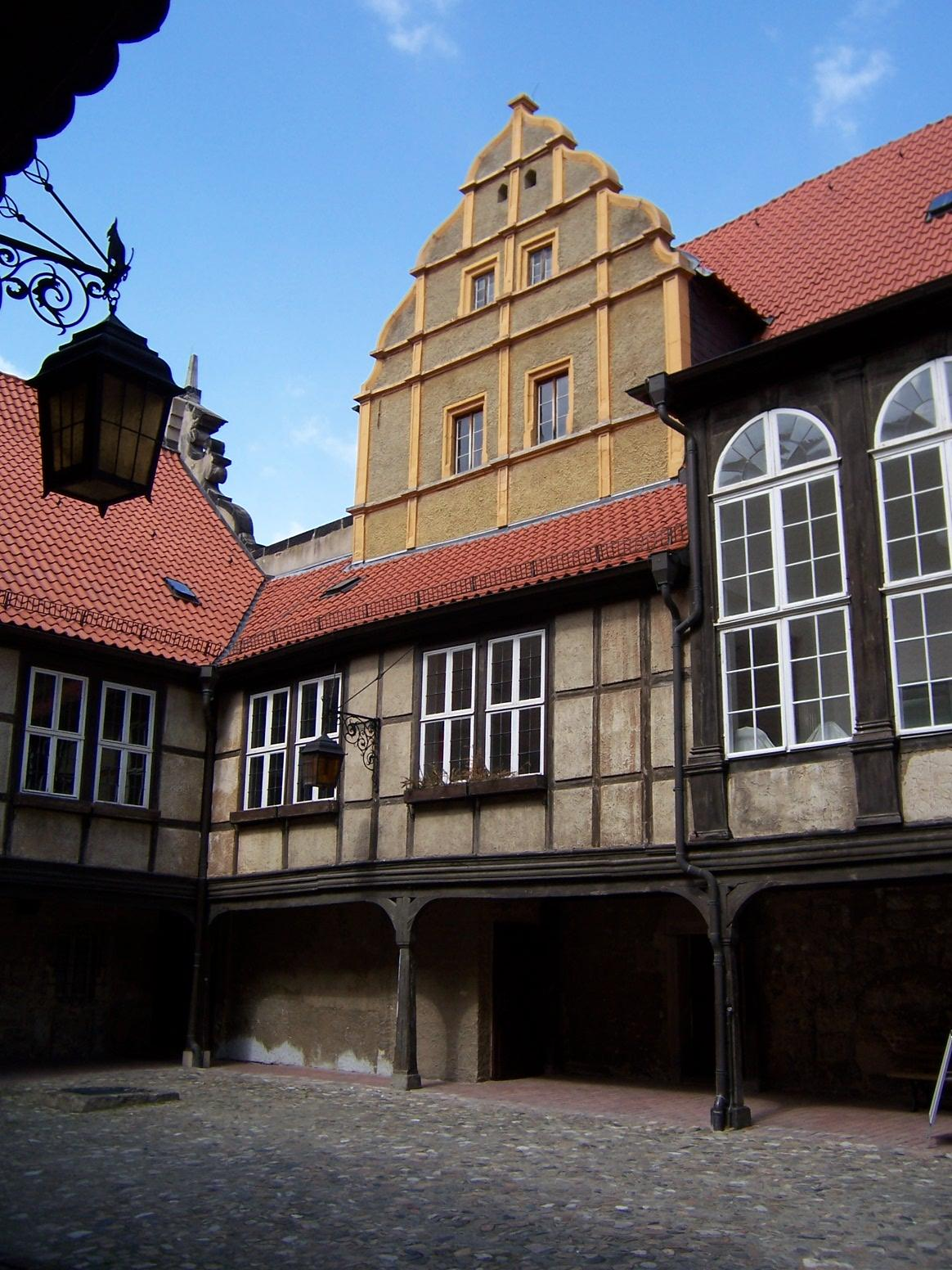
Eingang zum Schlossmuseum (2006)

#### Städtische Museen Quedlinburg
Die Ausstellung des Schlossmuseums zeigt die Entwicklung des Burgberges mit dem Damenstift und Facetten der Stadtgeschichte. Herausragende Exponate sind der bronzezeitliche Hortfund vom Lehof, die Goldscheibenfibel aus Groß Orden (wüst), der sogenannte Raubgrafenkasten und eine mittelalterliche Balliste. Seit 2002 wird im sogenannten Ottonenkeller eine Ausstellung zur Rezeption der ottonischen Zeit während des Nationalsozialismus gezeigt.
Im 1570 erbauten Klopstockhaus wurde 1724 der Dichter Friedrich Gottlieb Klopstock geboren. Klopstock wurde durch sein Wirken zu einem Begründer der klassischen deutschen Literatur und war weit über die Grenzen Deutschlands hinaus berühmt. An das Museum im Klopstockhaus angeschlossen sind eine Bibliothek und ein Archiv.

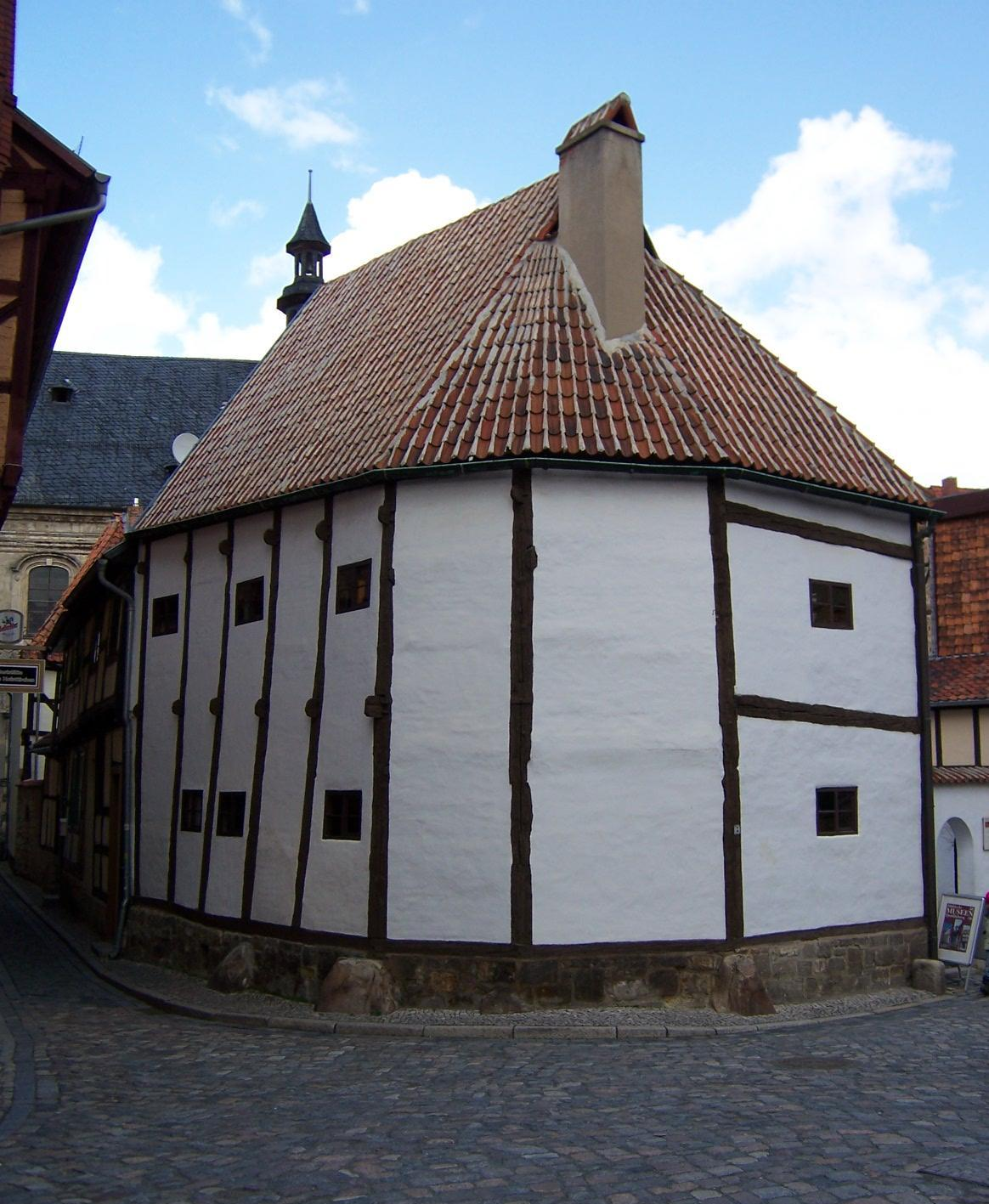
Fachwerkmuseum „Ständerbau“ im Word (2006)

Das Fachwerkmuseum Ständerbau zählt zu den ältesten Fachwerkhäusern in Quedlinburg. Neuere Untersuchungen ergaben als Datierung das Fällungsjahr 1325. Älter sind Gebäudeteile von Klink 6/7 von 1289 (d), Hölle 11 von 1301 (d), Breite Str. 12/13 1330 (d). Die Ausstellung zeigt die Geschichte des Ständer- und Fachwerkbaus vom 14. bis zum 20. Jahrhundert und einzelne Stile des Quedlinburger Fachwerkbaus anhand von Modellen.

#### Andere Museen und Galerien
Die 1986 eröffnete Lyonel-Feininger-Galerie zeigt Werke des New Yorker Bauhaus-Künstlers Lyonel Feininger (1871–1956), die vom Quedlinburger Hermann Klumpp, einem Schüler des Bauhauses, vor der Vernichtung durch die Nationalsozialisten bewahrt worden waren. Die Sammlung, eine der umfangreichsten geschlossenen Bestände von Grafiken, Radierungen, Lithographien und Holzschnitten des Künstlers, dokumentiert seine Schaffensperioden von 1906 bis 1937.
Daneben befinden sich drei weitere Galerien in der Stadt: Galerie Weißer Engel, Galerie im Kunsthoken und die „Galerie im kleinen Kunsthaus“.
Im Mitteldeutschen Eisenbahn- und Spielzeugmuseum befinden sich über 3.000 Ausstellungsobjekte zum Thema Historisches Spielzeug aus der Zeit um 1900 und eine Sammlung historischer Modelleisenbahnen der Spuren I, 0, S und H0, vor allem von Märklin, aber auch ausländische Modelleisenbahnen.
Das „Museum für Glasmalerei und Kunsthandwerk“, untergebracht im restaurierten Wordspeicher, einem Speichergebäude des 17. Jahrhunderts, bietet eine Ausstellung zur Bedeutung und Geschichte der Quedlinburger Glasmalerei sowie eine Schauwerkstatt und einen interaktiven Erlebnisraum.
Das „Münzenbergmuseum“ zeigt die Geschichte des mittelalterlichen Marienklosters auf dem Münzenberg und die Siedlungs- und Sozialgeschichte dieses Viertels in der Frühen Neuzeit.

### Kirchen

#### Romanische Kirchen

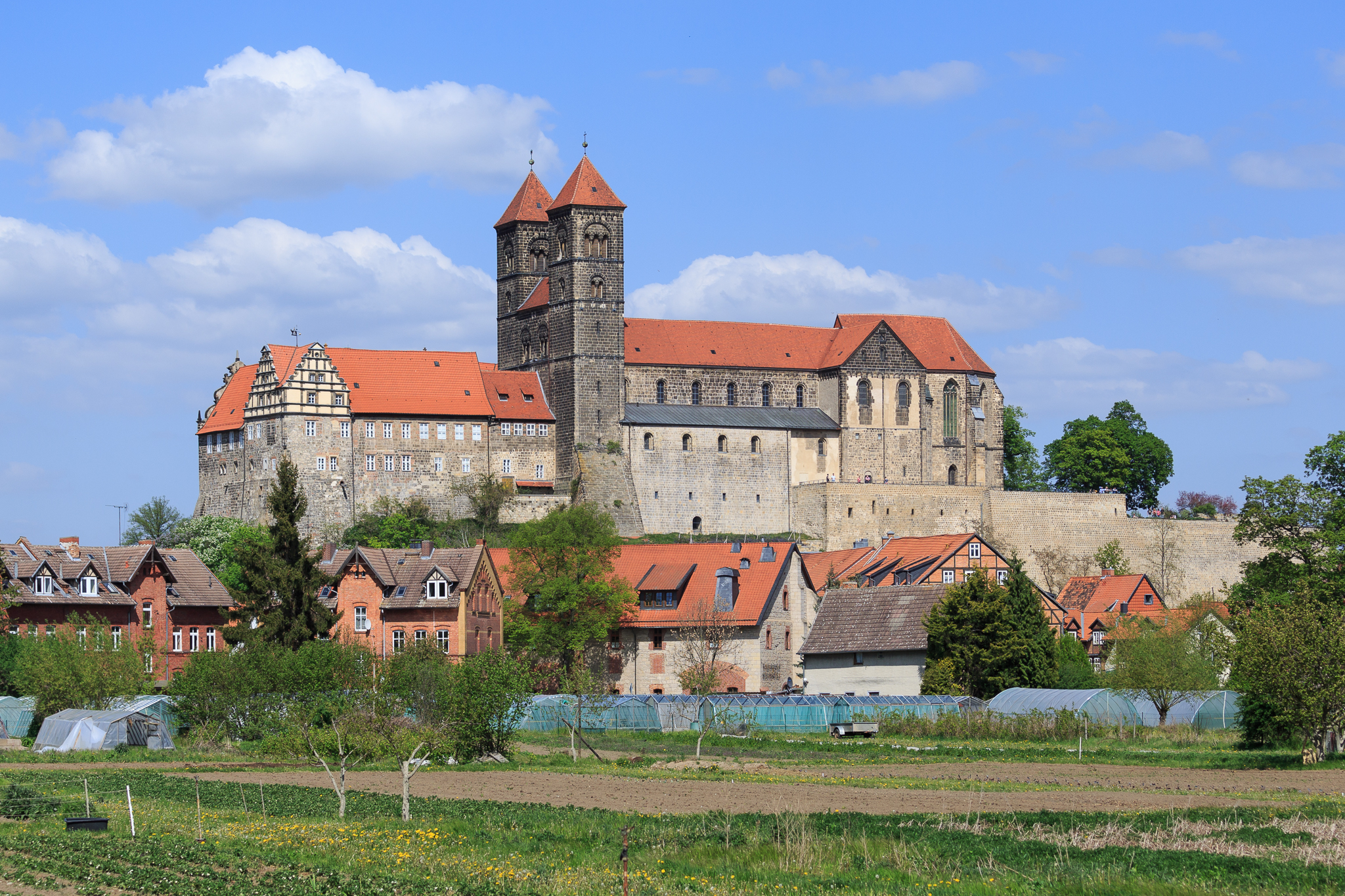
Stiftskirche St. Servatius (2016)

Die Stiftskirche St. Servatii thront weithin sichtbar auf dem Schlossberg über der Stadt. Der jetzige, vierte Kirchenbau an gleicher Stelle wurde nach einem Brand im Jahr 1070 begonnen und im Jahr 1129 geweiht. Der romanische Kirchenraum ist durch den niedersächsischen Stützenwechsel und einen imposanten, innen und außen verlaufenden Relieffries gekennzeichnet. Der Hohe Chor wurde unter der Äbtissin Jutta von Kranichfeld bis 1320 im gotischen Stil umgebaut. Bei der umfassenden Restaurierung unter Ferdinand von Quast 1863 bis 1882 erhielt die Kirche zwei romanische Türme mit stilwidrigen rheinischen Helmen. In der Zeit von 1936 bis 1945 war die Kirche durch die SS unter dem Reichsführer SS Heinrich Himmler besetzt und profaniert. Nach dem Zweiten Weltkrieg wurden die beschädigten Turmhelme durch stilistisch besser passende Pyramidendächer ersetzt. In den beiden Schatzkammern ist der Quedlinburger Domschatz mit den 1945 gestohlenen und 1992 aus Texas zurückgekehrten Teilen zu sehen. Gezeigt werden unter anderem das Servatiusreliquiar, das Katharinenreliquiar, Fragmente der Quedlinburger Itala, der mit Goldblech beschlagene Servatius- oder Äbtissinnenstab und der Knüpfteppich aus dem 12. Jahrhundert.

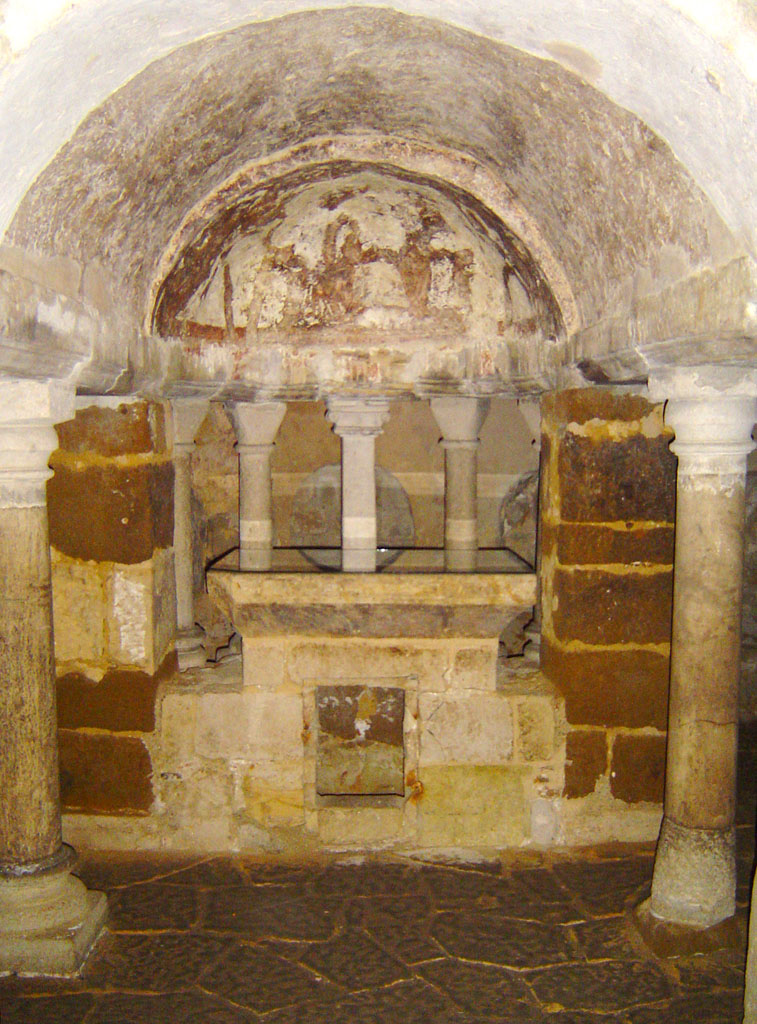
Wipertikrypta, 10. Jh.

Die St.-Wiperti-Kirche wurde als katholische Filialkirche 1959 neugeweiht. Reste des Altarraums reichen bis zur Mitte des 10. Jahrhunderts zurück. In diesen Bau wurde in der Zeit um das Jahr 1020 die romanische Krypta eingefügt. 1146 wurde der gesamte Kanonikerkonvent (seit 961/964) in einen Prämonstratenserkonvent umgewandelt. Dieses Kloster überstand in vier Jahrhunderten mehrere Zerstörungen (1336, 1525), bevor es im Zuge der Reformation spätestens 1546 aufgehoben wurde. Die Kirche wurde als evangelische Pfarrkirche der Münzenberg- und Westendorfgemeinde genutzt. Mit der Auflösung des Damenstiftes 1802 wurde die Wipertikirche zunächst verpachtet, später verkauft und als Scheune genutzt. Von 1936 bis 1945 wurde sie ebenfalls als nationalsozialistische Weihestätte profaniert. In den Jahren 1954 bis 1958 wiederhergerichtet, wird sie seit 1959 in den Sommermonaten für das sonntägliche Hochamt genutzt. 1995 wurde ein Förderverein gegründet, der die bauliche und historische Substanz betreut.

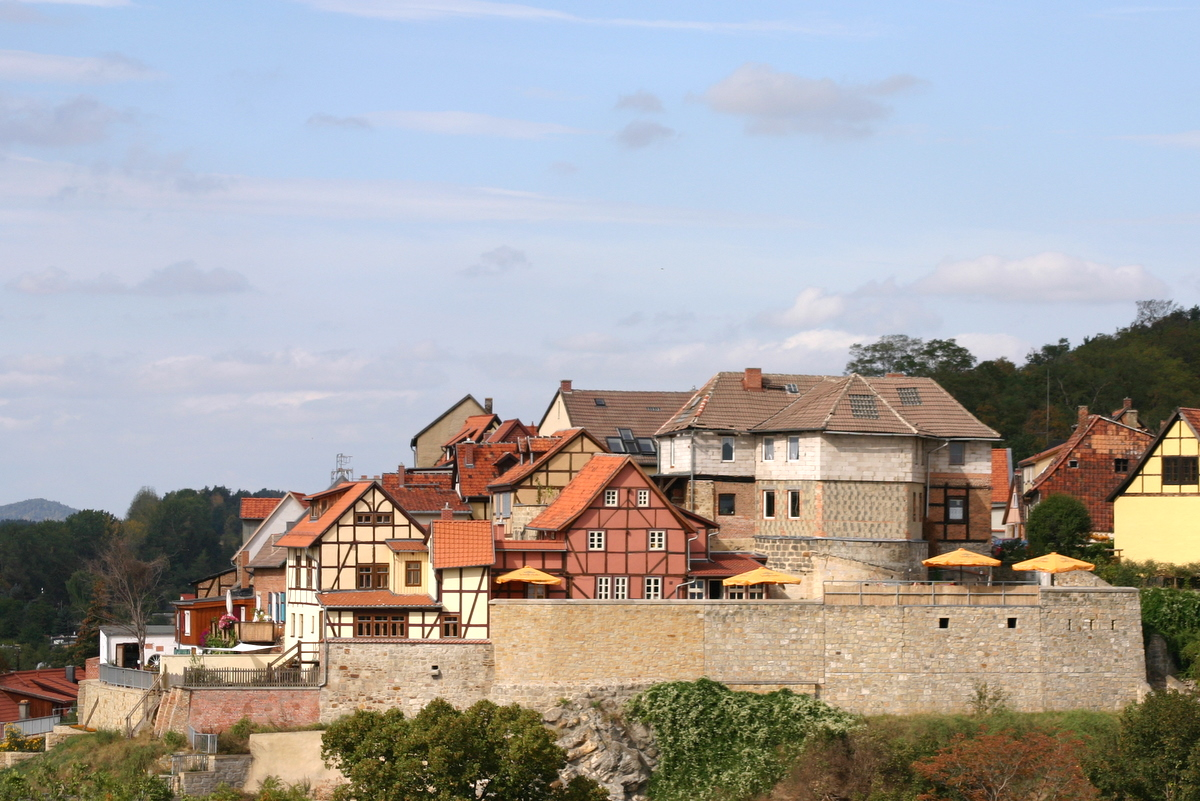
Münzenberg mit St. Marien (rechts)

Die Reste der St.-Marien-Kirche auf dem Münzenberg werden nicht als Sakralraum genutzt. Sie sind aber durch eine private Initiative von Siegfried Behrens und seiner Ehefrau wieder zugänglich gemacht worden. Die 1525 aufgegebene romanische Kirche ist 986 auf Intervention der Äbtissin Mathilde als Klosterkirche eines Benediktinerinnenklosters gegründet worden. 1017 wurde sie nach einem Brand in Gegenwart Heinrichs II. neu geweiht. Nach den Zerstörungen im Bauernkrieg war das Kloster verlassen worden, und seit den 1550er-Jahren siedelten sich einfache Leute (Musikanten etc.) auf dem Münzenberg an. Diese zersiedelten das ehemalige Klostergelände mit vielen kleinen Häusern, sodass der Kirchenraum in 17 einzelne Gebäude aufgeteilt war. Ein Großteil der Kirche wurde wieder in der ursprünglichen Form zugänglich gemacht und der weiteren Verantwortung der Deutschen Stiftung Denkmalschutz übergeben.
Die Stiftskirche, die Wipertikirche und die Marienkirche sind die Quedlinburger Stationen auf der südlichen Route der Straße der Romanik.

#### Gotische Kirchen

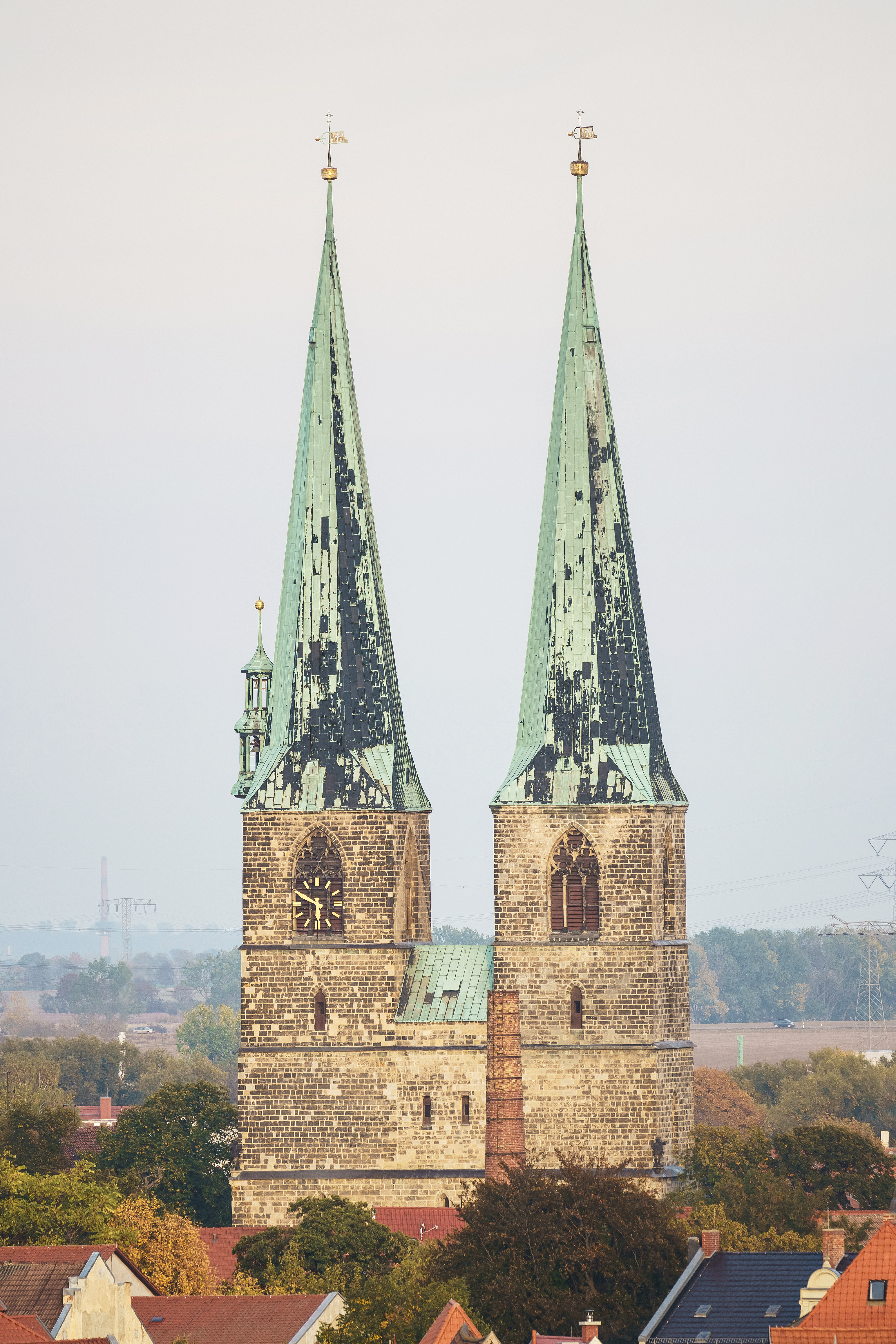
St. Nikolai

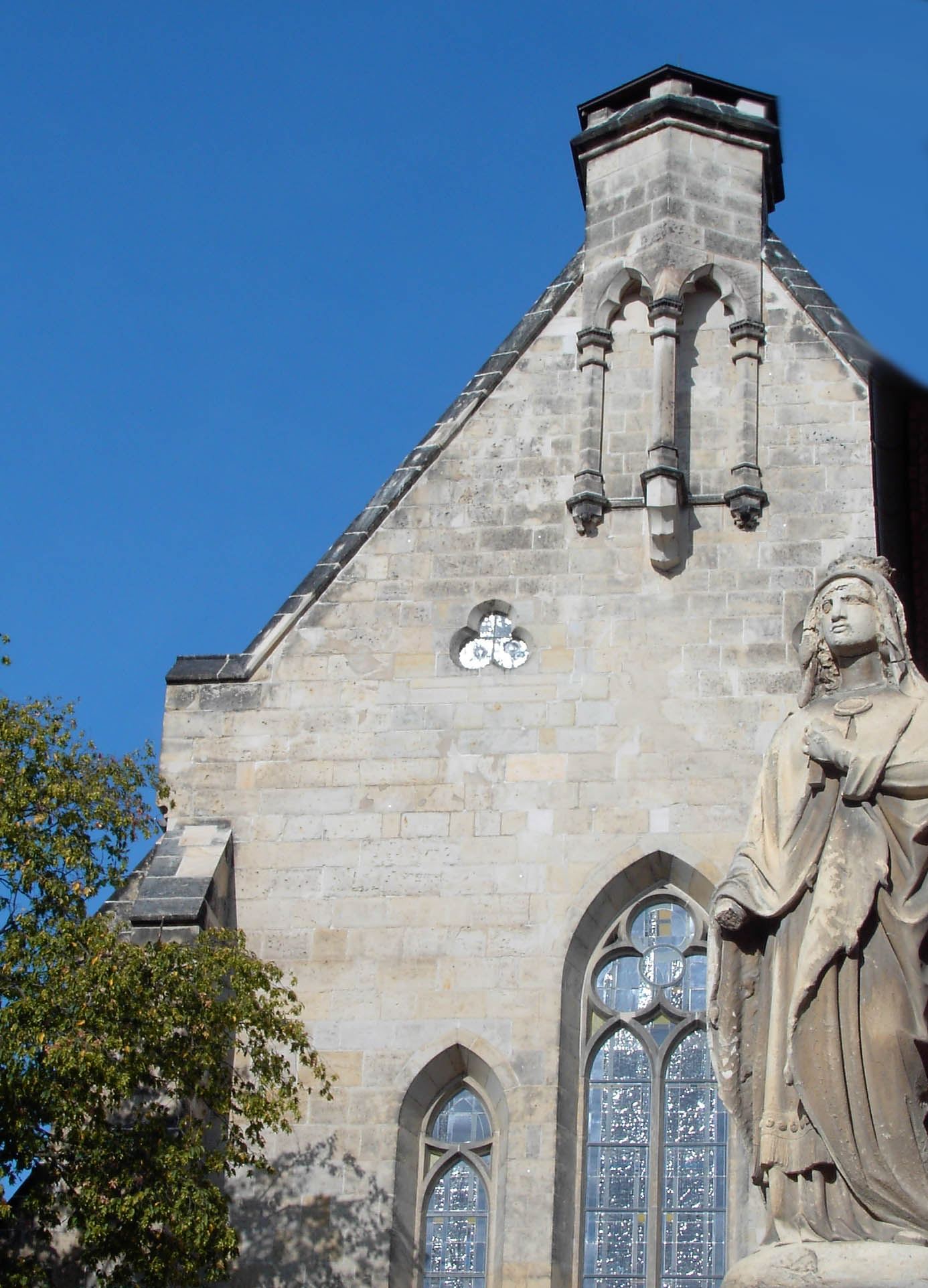
St. Mathildis (2006)

St. Aegidii im Norden der Altstadt, eine spätgotische dreischiffige Kirche mit ihren wuchtigen, festungsartigen Türmen, wurde erstmals 1179 erwähnt. Die evangelische Kirchengemeinde Quedlinburg nutzt sie aus denkmaltechnischen Gründen zurzeit nur selten. Aus dem gleichen Grund sind die Besuchsmöglichkeiten eingeschränkt.
Die Marktkirche St. Benedikti mit der angeschlossenen Kalandskapelle ist auf romanischen Resten errichtet und wurde 1233 erstmals erwähnt. Sie wird von der evangelischen Kirchengemeinde als Pfarrkirche genutzt. Der Bau ist eine Hallenkirche mit achteckigen Pfeilern, einem spätgotischen Chor aus dem 14. Jahrhundert und einem Taufstein aus dem Jahr 1648. Dach und Dachstuhl der Kirche sind als Fauna-Flora-Habitat (FFH) für die Große-Mausohr-Fledermäuse ausgewiesen.
St. Nikolai in der Neustadt wurde 1222 erstmals erwähnt und ist mit ihren 72 Meter hohen Türmen und ihrem hohen dreischiffigen Bau ein imposantes Beispiel für einen frühgotischen Kirchenraum. Ob der romanische Vorgängerbau auf eingerammten Ellernpfählen errichtet wurde, um in dem morastigen Untergrund Halt zu finden, konnten archäologische Untersuchungen bisher weder bestätigen noch widerlegen. Nach chronikalischen Nachrichten des 13. Jahrhunderts hüteten zwei Schäfer auf der so genannten Pfannenwiese ihre Herden und fanden dabei einen Schatz, den sie zum Bau der Kirche stifteten. Deshalb sind zwei Ecken des Turmes mit Figuren eines Schäfers und seines Hundes geschmückt. Die Hallenkirche besitzt verschiedenartig gegliederte Pfeiler, einen einschiffigen Chor und Doppeltürme.
St. Blasii in der Altstadt, von der nur noch die gotischen Türme (mit Spolien eines romanischen Vorgängerbaus) stehen, während das Kirchenschiff aus dem Barock stammt, wurde wegen fehlender Nutzung durch eine eigene Kirchengemeinde der Stadt übergeben und wird vor allem als Konzert- und Ausstellungsraum genutzt. Komplett erhalten sind die hölzernen Bankeinbauten des 16./17. Jahrhunderts.

#### Neugotische Kirchen
St. Mathilde im Neuendorf wurde von 1856 bis 1858 nach Plänen des Mitarbeiters der Kölner Dombauhütte Friedrich von Schmidt errichtet. 1858 von Bischof Konrad Martin (Paderborn) konsekriert und Mathilde, der Ehefrau König Heinrichs I. geweiht, ist sie die Pfarrkirche der katholischen Gemeinde.
In der Süderstadt wurde 1906 St. Johannis errichtet, die sich auf dem Gebiet des ehemaligen Hospitals mit der alten St.-Johannes-Kapelle befindet. Die bereits im 13. Jahrhundert erwähnte St.-Johannis-Kapelle, die in den Jakobsweg eingebunden ist, war einst die Kirche eines weit vor der Stadtmauer gelegenen Hospitals.

### Historische Bauwerke und Plätze

#### Quedlinburger Fachwerkbau
Der größte Teil des Hausbestandes im historischen Stadtkern sind Fachwerkhäuser, die in besonderer Weise dem städtebaulichen Denkmalschutz unterstehen. Sie wurden aufgrund ihrer Formen in fünf Zeitepochen unterteilt. Danach wurden mindestens 11 (1 Prozent) Fachwerkhäuser vor 1530 errichtet, weitere 70 (5 Prozent) zwischen 1531 und 1620, mehr als 439 (33 Prozent) zwischen 1621 und 1700, mehr als 552 (42 Prozent) zwischen 1700 und 1800 und 255 (19 Prozent) im 19. und 20. Jahrhundert erbaut. Insgesamt sind das mehr als 1327 Fachwerkhäuser in Quedlinburg. Zum Vergleich haben sich in Wernigerode 624, in Stolberg 354 und in Osterwieck 353 Fachwerkbauten erhalten.
In den vergangenen Jahren konnte die Bauforschung mit Hilfe von Dendrochronologie über zwanzig bisher undatierte Häuser und Dachwerke aus der Zeit zwischen dem 13. und 15. Jahrhundert identifizieren.
Von 1989 bis 2005 gelang durch verschiedene Förderprogramme die Sanierung von etwa 650 der insgesamt 1200 denkmalgeschützten Quedlinburger Fachwerkhäuser. Besonders um die Förderung verdient gemacht hat sich die Deutsche Stiftung Denkmalschutz. Ein Denkmalpflegeplan, der 2012 veröffentlicht wurde, spricht von 2119 Fachwerkbauten, von denen 1689 als Baudenkmale eingestuft sind. Insgesamt gelten 2050 der 3562 Gebäude als ortsbildprägend.
Von 1990 bis 2010 hat Quedlinburg über 120 Millionen Euro Fördermittel aus Landes-, Bundes- und EU-Töpfen erhalten. Die Finanzlage der Stadt gilt als angespannt.

#### Einzeldenkmale
Das 1989 veröffentlichte Denkmalverzeichnis der Stadt Quedlinburg führt über 1200 Einzeldenkmale auf. Bei den folgenden besonders markanten Bauwerken handelt es sich infolgedessen nur um eine geringe Auswahl:

##### Fachwerkbauten

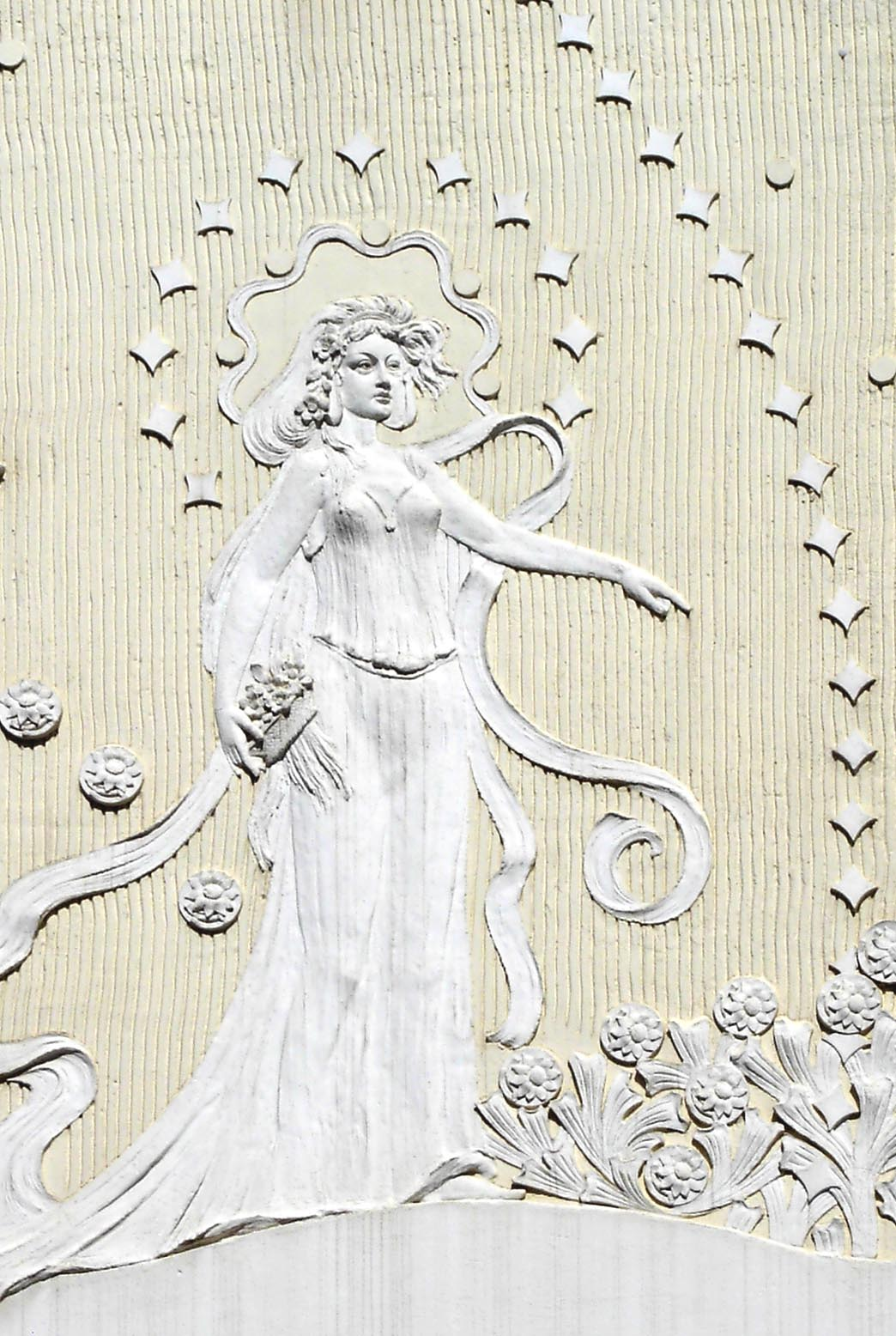
Detail Steinbrücke 11, 1903

Auf etwa 400 Fachwerkhäusern sind Inschriften angebracht, die meist die Bauherren und – als Quedlinburger Besonderheit – die ausführenden Handwerker nennen.
- Gildehaus Zur Rose, Breite Straße 39 (farbenreiches Fachwerkhaus von 1612)
- So genannte Börse, Steinweg 23 (repräsentatives Fachwerkhaus von 1683)
- Ehemaliger Gast- und Kaufmannshof Weißer Engel, Lange Gasse 33, Eckfachwerkbau von 1623, im Fachwerkoberstock einzigartige Decke mit elf Stuckreliefs (Szenen aus dem Alten Testament)[102]
- Um 1660 entstand der Kaufmannshof in der Breiten Straße 34.
- Das Lohgerberhaus an der Westseite des Markts entstand in der Mitte des 17. Jahrhunderts.
- Im Jahr 1701 entstand das Haus Grünhagen auf der Ostseite des Marktplatzes.
- Mittelalterliche Fachwerkbauten: Klink 6/7 (1289 d), Breite Straße 12/13 (1330 d)[103]
- Das Wohnhaus Schmale Straße 47 entstand im Stil der Spätgotik bereits um 1485, die Gebäude Schmale Straße 33 und 7 entstanden im Barock.
- Die Schlossmühle Quedlinburg (erster urkundlicher Nachweis 1412, seit 1997 Hotel)[104]

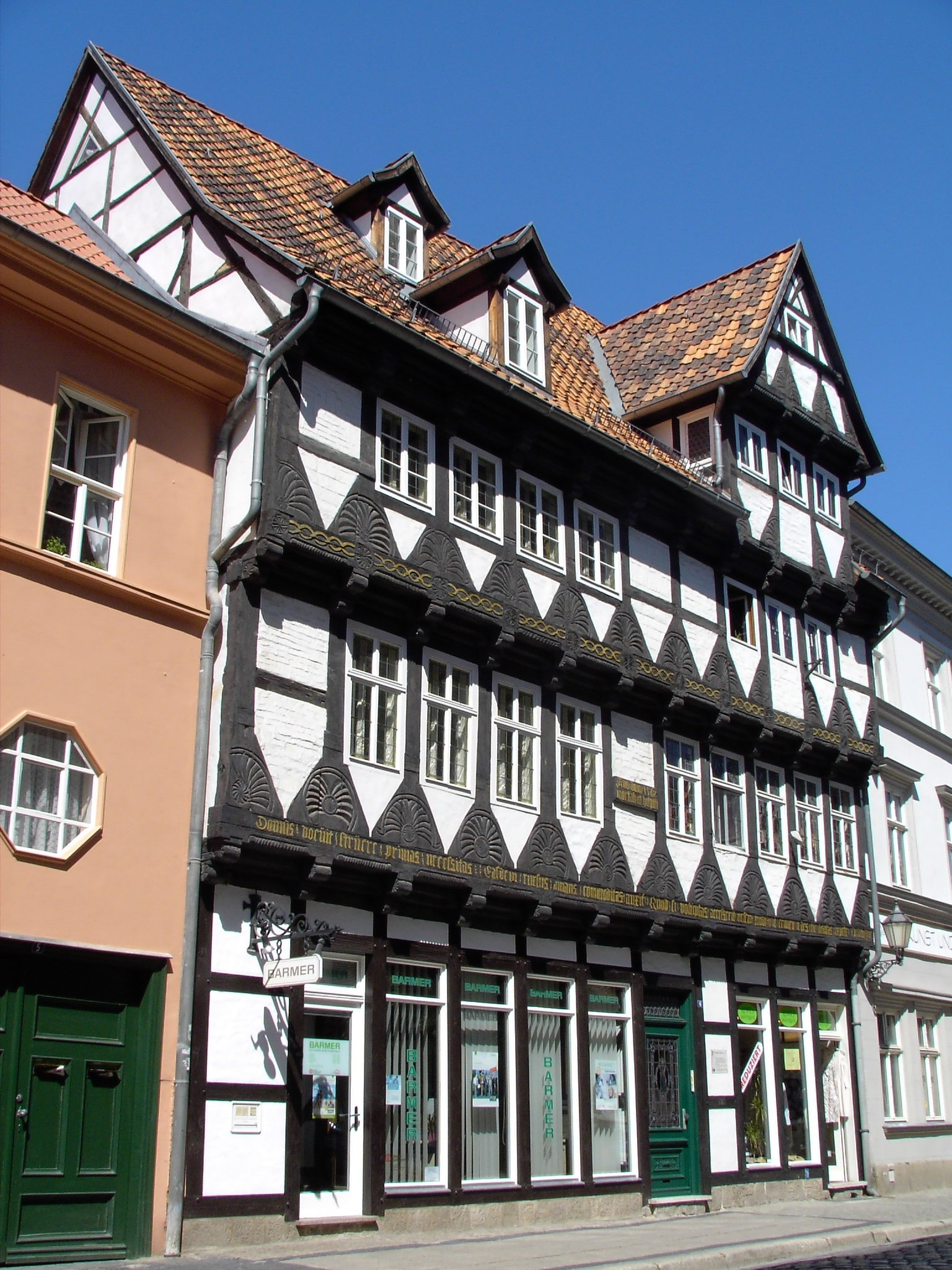
Marktstraße 6, 1562
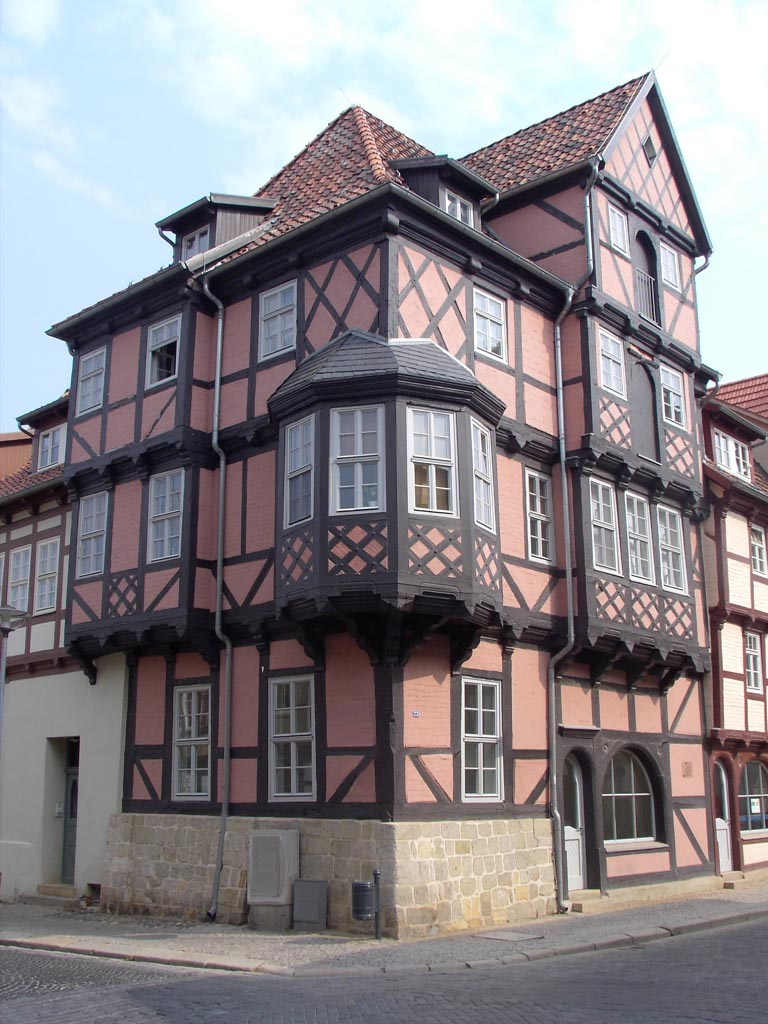
Steinweg 23, 1683
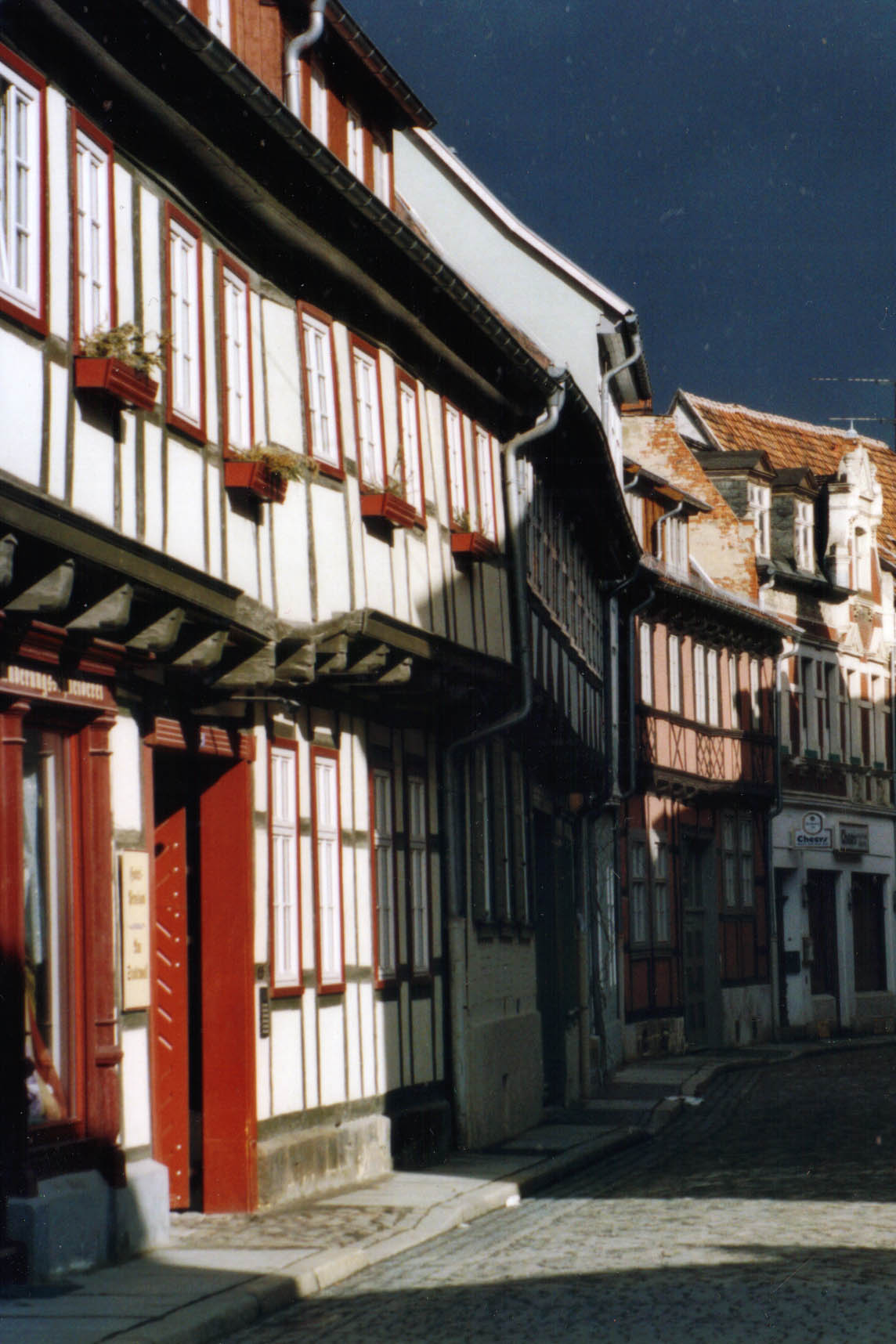
Hohe Straße 28, 18. Jh.
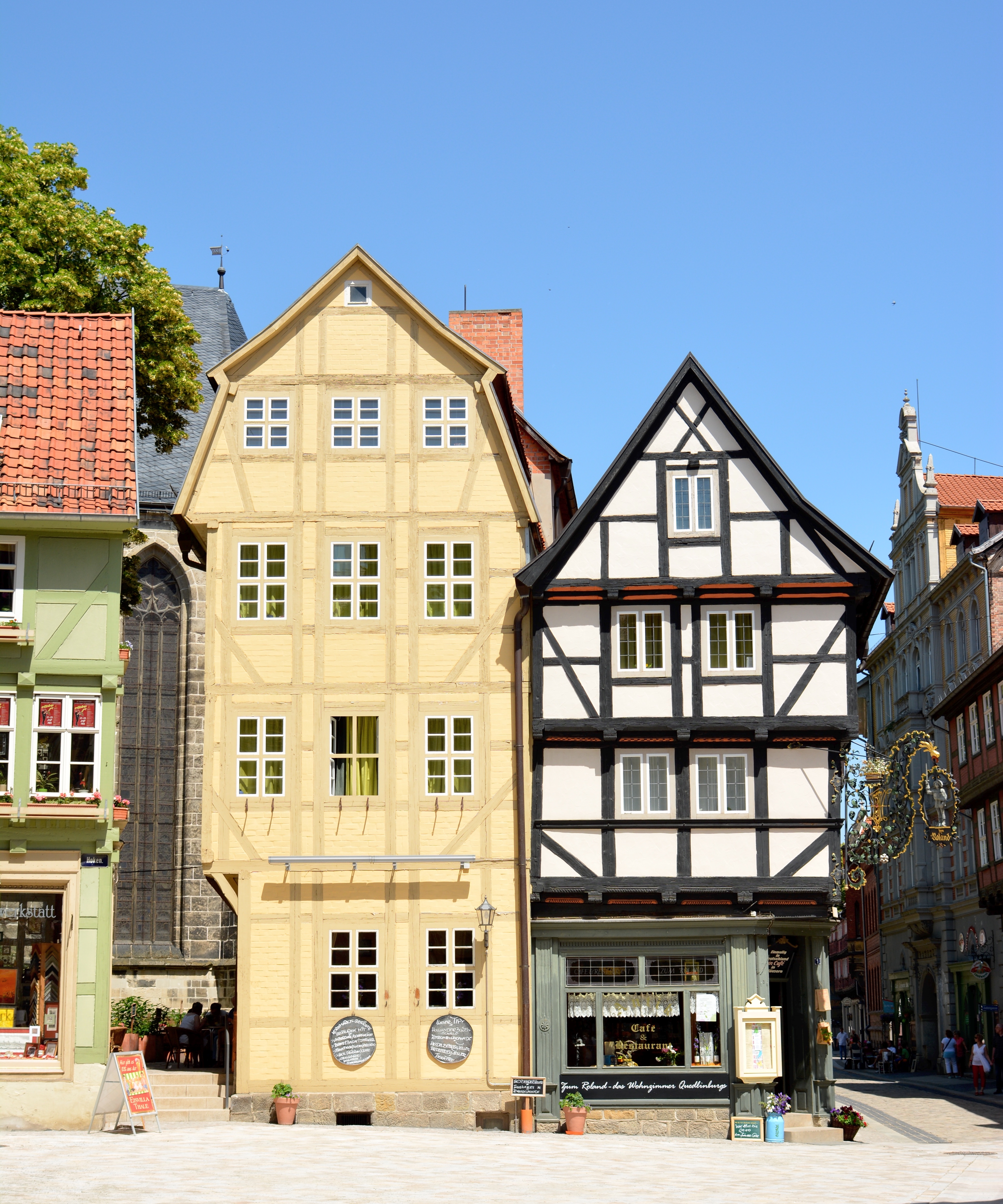
Breite Straße 1
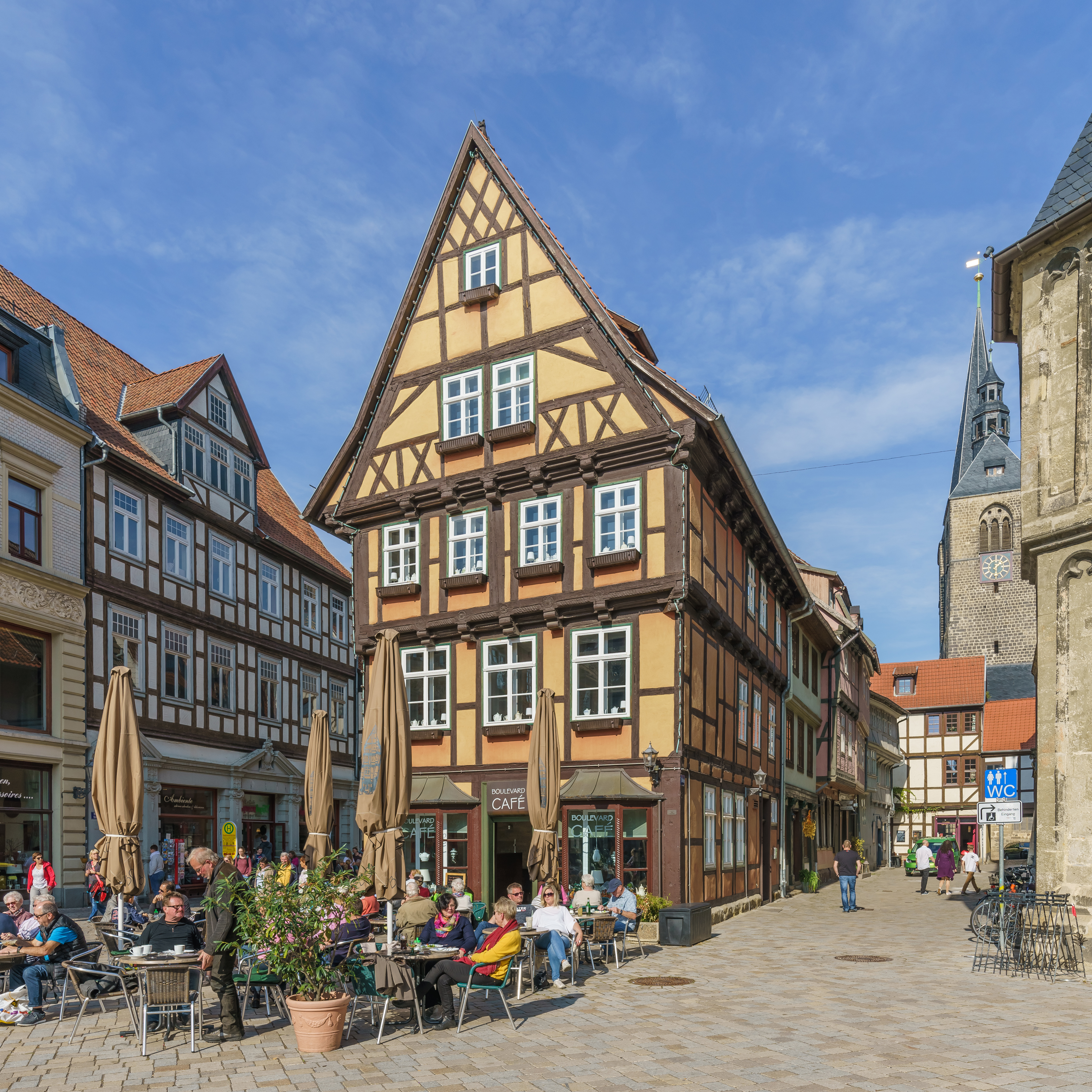
Café am Markt, 2018

##### Steinbauten
- Steinerner Rathausbau (13./14. Jahrhundert) mit Rolandstatue und weiterem plastischen Schmuck[105]
- Hagensches Freihaus – Quedlinburger Stadtschloss, Bockstraße 6 / Klink 11 (Steinbau, erbaut 1564–1566)
- Salfeldtsches Palais, Kornmarkt 5 (im Besitz der Deutschen Stiftung Denkmalschutz)[106]
- Höllenhof, Hölle 11 (Profanbau erbaut 1215/1301 d, 3. Bundespreis für Handwerk in der Denkmalpflege 2008)[107]

##### Jugendstilbauten
- Ambitionierter Jugendstilbau Steinbrücke 11 von 1903 des Architekten Max Schneck

#### Mittelalterliche Wehrbauten

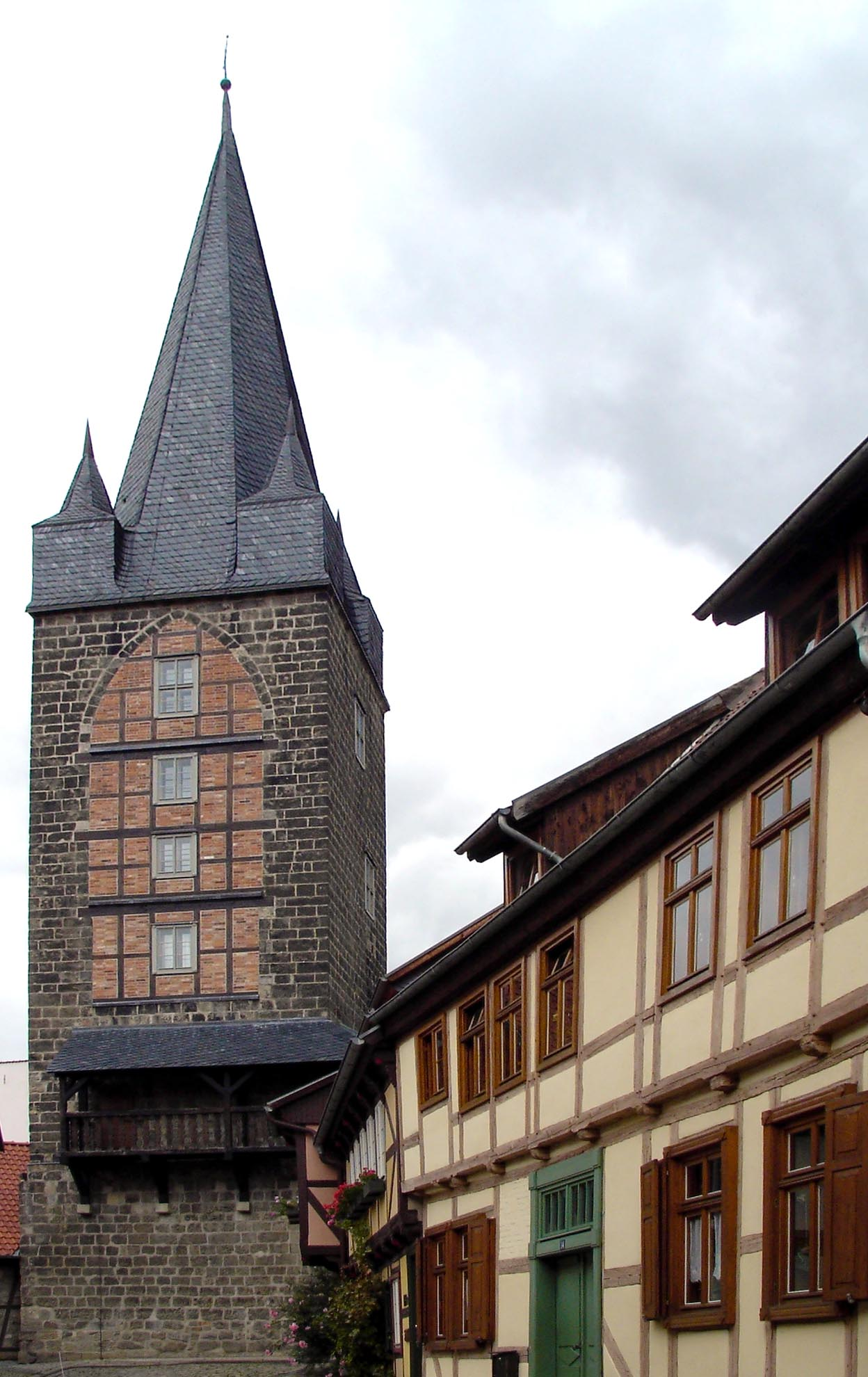
Schreckensturm, 2007

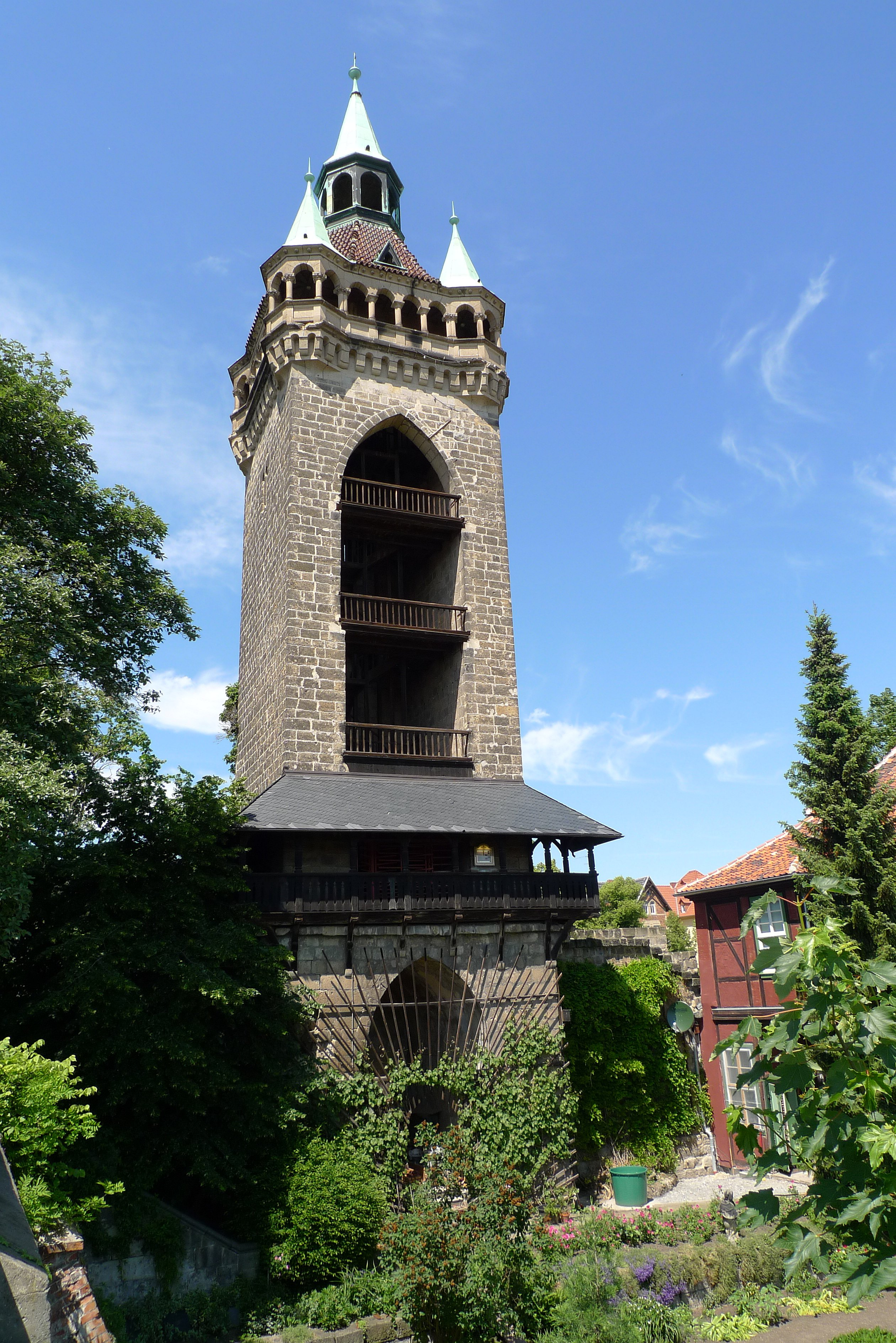
Lindenbeinscher Turm, 2009

Der Ring der mittelalterlichen Stadtmauer mit seinen Stadttürmen ist in weiten Teilen noch zu sehen. Von den mittelalterlichen Stadttoren, dem Hohen Tor, dem Gröperntor, dem Öringertor und dem Pölkentor hat sich dagegen keines erhalten, wogegen das ehemalige Kaiser-Tor als Stadtturm erhalten ist. Der Schreckensturm ist der größte erhaltene Turm. Der durch sein grünes Dach leicht erkennbare Lindenbeinsche Turm ist mit einer Galerie versehen und für Besucher geöffnet. Zwei Türme sind zu Wohnungen ausgebaut, darunter der Kaiserturm. Einige Türme sind in Privathand, zum Teil in schlechtem baulichen Zustand. Dazu zählen unter anderen der Gänsehirtenturm, der Kuhhirtenturm, der Schweinehirtenturm, der Kruschitzkyturm, der Pulverturm, der Mertensturm und der Spiegelsturm.
Von den im Felde um die Stadt befindlichen ehemals elf Wachtürmen, die entlang des Landgrabens oder der Landwehr an wichtigen strategischen Positionen erbaut waren, sind sechs, hier Feldwarten genannte Türme erhalten: die Bicklingswarte, die Lethwarte, die Altenburgwarte, die Gaterslebener Warte, die Steinholzwarte und die Seweckenwarte. Durch Steinraub weitgehend verschwunden sind die Warte auf dem Lehof, die Aholzwarte, die Heidbergwarte, die Anamberger Warte und die Sültenwarte. Sie waren umgeben von befestigten Höfen, die den auf den Feldern arbeitenden Bauern und Hirten als Fliehburg dienten. Die Warttürme wurden auf Bergen an der Gemarkungsgrenze als Frühwarnsystem errichtet und meldeten Gefahren mittels Rauch- und Feuerzeichen an den Turm der Marktkirche in der Stadt.

### Parks und Naturdenkmäler

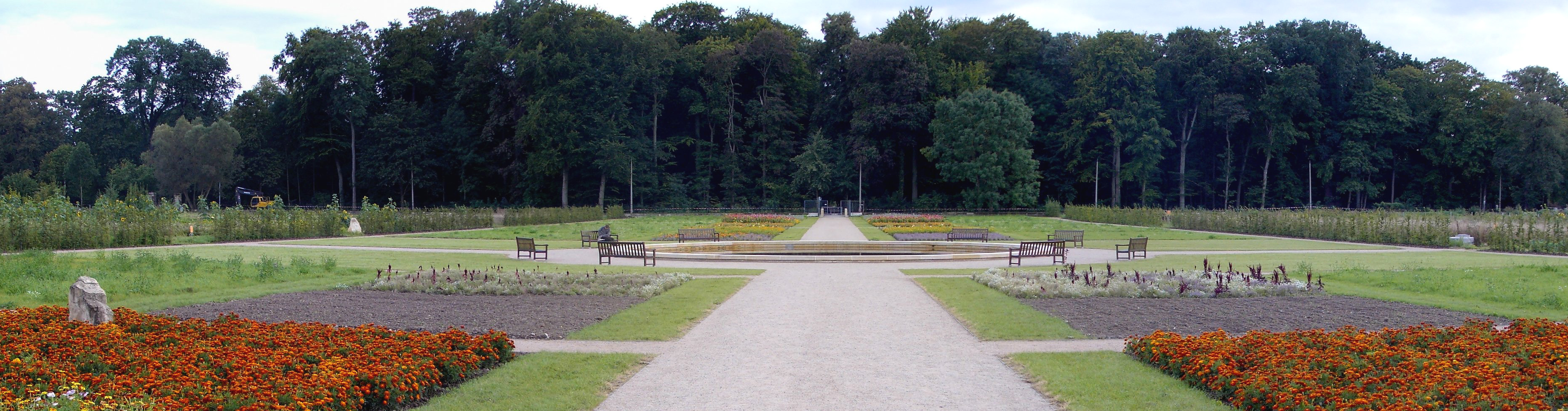
Brühl vom Abteigarten aus gesehen

Größter Park der Stadt ist mit ca. 15 ha der Brühl, ein altes Waldstück, das im Jahr 1179 als broil genannt und im 16./17. Jahrhundert planmäßig angelegt wurde. Der Brühlpark mit seinem wertvollen alten Baumbestand ist Bestandteil des 50 Gartenanlagen umfassenden Projektes Gartenträume Sachsen-Anhalt und wurde um 2001 nach historischen Vorlagen teilweise wieder hergestellt. Zwischen Brühl und Schlossberg wurde 2006 der Historische Abteigarten wieder neu gestaltet und mit einem Demeter-Garten versehen. Als weiterer Park steht der Worthgarten im unmittelbaren Stadtbereich Spaziergängern offen. In der Süderstadt wurde der ehemalige Johannisfriedhof im 19. Jahrhundert zur Parkanlage Johannishain umgestaltet. Als Ausflugsziele in der Nähe sind die Altenburg, der Lehof, das Steinholz, der 1913 erworbene Eselstall und die Hamwarte zu nennen. Die dort im 19. Jahrhundert befindlichen Ausflugslokale sind vollständig verschwunden.

### Theater und Musik
Das Nordharzer Städtebundtheater ist mit je zwei Spielstätten in Halberstadt und in den Städtischen Bühnen Quedlinburg sowie mit Sommerbespielung im Bergtheater Thale aktiv. Weitere Theaterbesuche sind in der Waldbühne Altenbrak, der Seebühne Magdeburg und der Schlossbühne Wolfenbüttel möglich.
Der 1981 von Kirchenmusikdirektor Gottfried Biller gegründete Quedlinburger Musiksommer bietet in den Sommermonaten wöchentlich ein Konzert innerhalb einer thematischen Konzertreihe in der Stiftskirche St. Servatii in Quedlinburg an.
Von den verschiedenen Chören seien genannt: der Fritz-Prieß-Chor, der Quedlinburger Oratorienchor und der Ökumenische Jugendchor.

### Regelmäßige Veranstaltungen

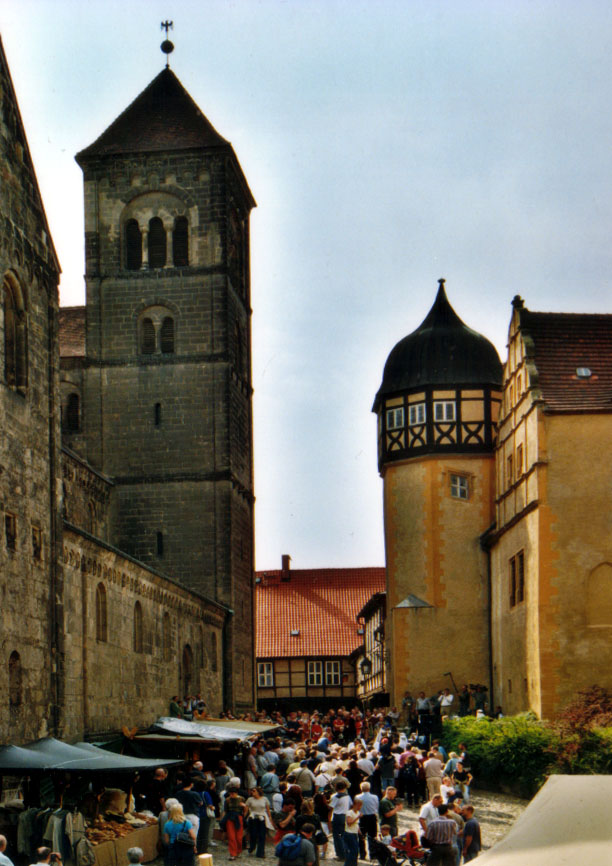
Das Festival Kaiserfrühling 2002

Mittlerweile weist Quedlinburg ein zunehmend angenommenes Veranstaltungsprogramm auf. Als größtes Ereignis kristallisiert sich zur Zeit der Advent in den Höfen heraus, bei dem 2006 an jedem Wochenende über 50.000 Besucher und 2007 zum Besuch von Gotthilf Fischer 75.000 in die Stadt kamen. Bis 2011 luden am zweiten und dritten Adventswochenende bis zu 24 sonst größtenteils geschlossene Höfe zum Geschenkekaufen, Essen, Glühweintrinken und Verweilen ein. Seit 2012 geschieht dies durch den Einbezug des ersten Adventswochenendes an insgesamt sechs Tagen.
Die Reihe der Veranstaltungen beginnt im Frühjahr mit dem sogenannten Kaiserfrühling zu Ostern und Pfingsten, einem mittelalterlichen Spektakel in der historischen Altstadt. Mitte Mai folgt die in ganz Deutschland verbreitete Lange Nacht der Museen. Am ersten Juni-Wochenende findet das Stadtfest Königstage zu Ehren Heinrich I. statt. Das Programm Zauber der Bäume, eine Kunst- und Musikinstallationen im Brühlpark findet am ersten Samstag des Monats Juli statt. Über den Sommer verteilt, von Juni bis September, finden die verschiedenen Aufführungen des Quedlinburger Musiksommers statt. Meist im August findet das Gildefest der Quedlinburger Kaufmannsschaft statt. Am zweiten Wochenende im September wird der Tag des offenen Denkmals für Deutschland in Quedlinburg eröffnet. In der Stadt sind über 70 Quedlinburger Denkmäler für Besucher kostenlos geöffnet, die sonst meist verschlossen sind, und es wird eine Quedlinburger Blumenmesse am Mathildenbrunnen in der Neustadt veranstaltet.
Daneben laden alle drei Monate die Quedlinburger Dixieland- und Swingtage ein, bei denen von einem Konzertort zum nächsten gefahren wird, um die Musik zu hören; weiterhin findet monatlich eine so genannte Milonga, ein Tanzabend mit argentinischem Tango statt, der von Braunschweiger Milongueras ausgerichtet wird. Im Sommer 2009 fand erstmals das weltweit ausgetragene kostenlose Musikfestival Fête de la Musique statt.

### Sport
2021 bewarb sich die Stadt als Host Town für die Gestaltung eines viertägigen Programms für eine internationale Delegation der Special Olympics World Summer Games 2023 in Berlin. 2022 wurde sie als Gastgeberin für Special Olympics Tansania ausgewählt. Damit wurde sie Teil des größten kommunalen Inklusionsprojekts in der Geschichte der Bundesrepublik mit mehr als 200 Host Towns.

## Infrastruktur

### Verkehr

#### Straßenverkehr

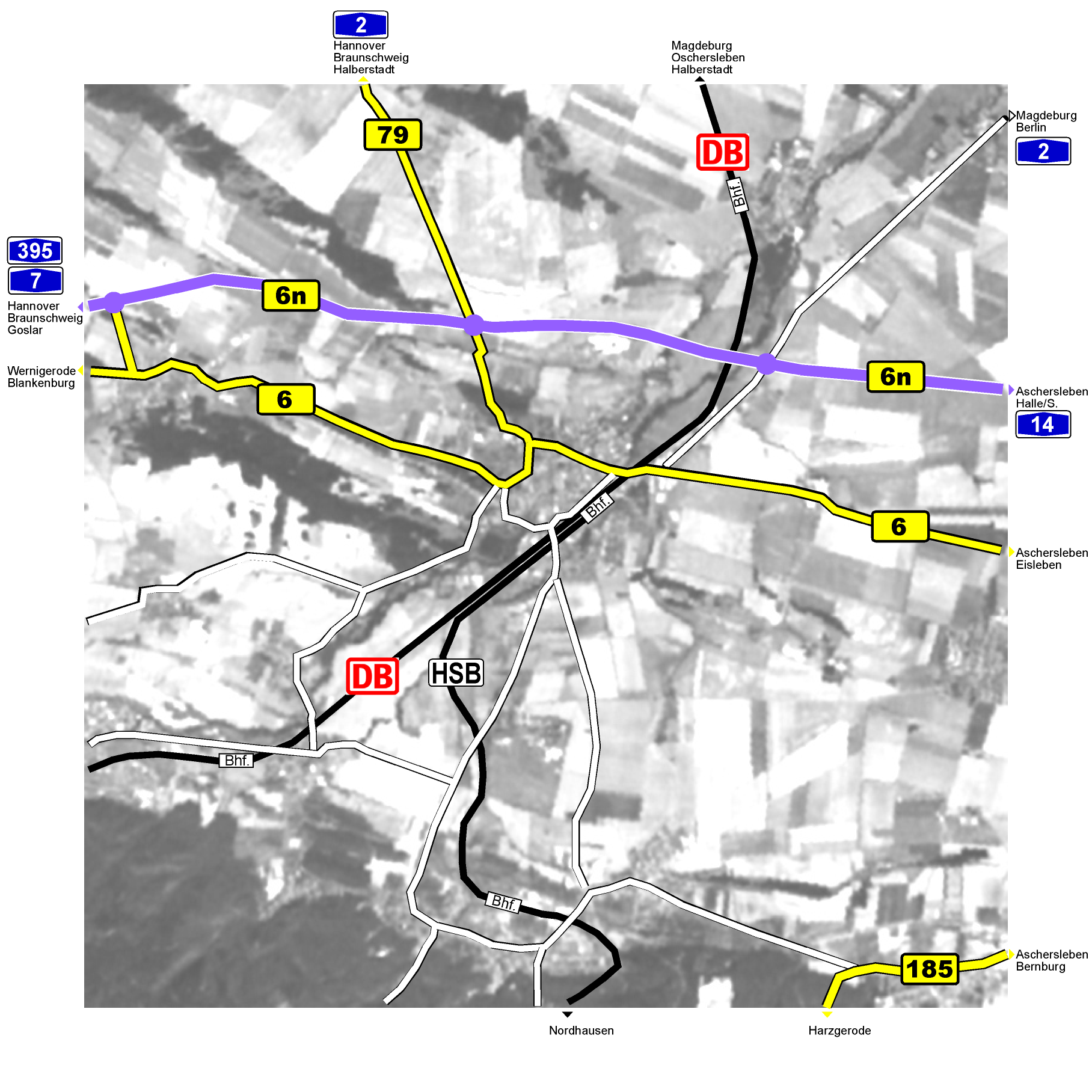
Quedlinburg: Übersicht Infrastruktur

Die Stadt liegt am Knotenpunkt der Bundesstraßen 79 und 6 sowie an der A 36 (Braunschweig – Bernburg (Saale)). Der nördliche Anschluss (Quedlinburg-Zentrum) zur A 36 über der mittelalterlichen Siedlung Marsleben (wüst) ist seit 2006 unter Verkehr; der Lückenschluss zwischen Quedlinburg-Zentrum und Quedlinburg-Ost wurde am 1. Dezember 2007 unter Verkehr gestellt. Die Autobahn A 14 ist 40 Kilometer in östlicher, die A 2 50 Kilometer in nördlicher und die A 7 75 Kilometer in westlicher Richtung von der Stadt entfernt.

#### Schienenverkehr
Die 1863 als Durchgangsbahnhof gebaute Station Quedlinburg ist seit 2006 Verknüpfungspunkt zwischen der Eisenbahnstrecke Halberstadt–Thale und den Harzer Schmalspurbahnen, die auf der Trasse der umgespurten Bahnstrecke Quedlinburg–Frose bis Gernrode und weiter über die Selketalbahn und Harzquerbahn zur Brockenbahn verkehren.

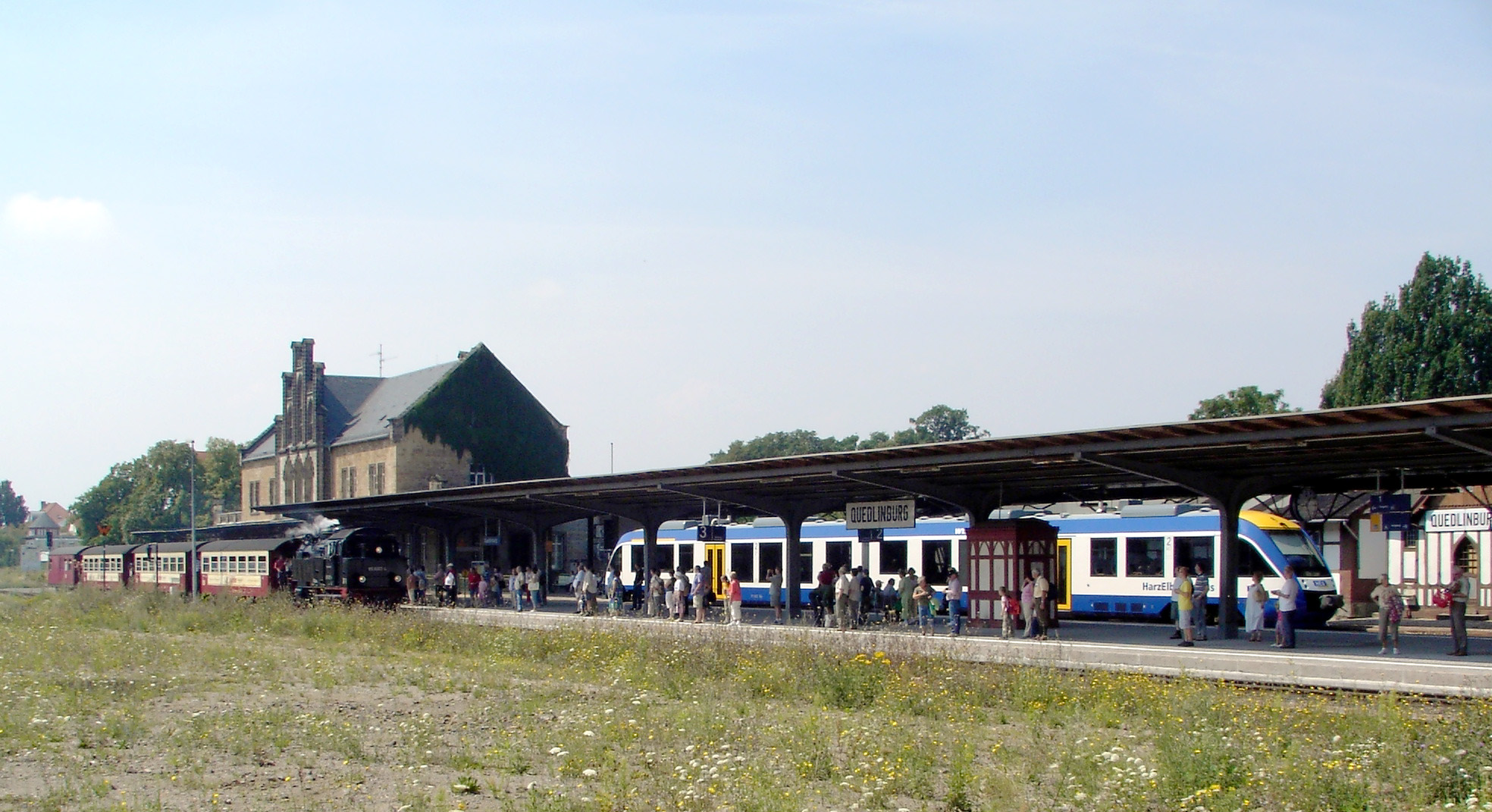
Harzer Schmalspurbahn und Regionalbahn im Bahnhof Quedlinburg

Quedlinburg war seit 1863 Durchgangsbahnhof des Nordharzer Eisenbahnnetzes an der Verbindung von Halberstadt zum Harzrand bei Thale. Auf dieser Verbindung verkehrt stündlich der Regional-Express von Magdeburg über Halberstadt nach Thale. Freitags, samstags und sonntags werden einzelne Züge als Harz-Berlin-Express nach Berlin verlängert.
Der frühere Verkehr auf der Nebenstrecke über Quarmbeck, Gernrode, Ballenstedt, Ermsleben nach Aschersleben, der ältesten regelspurigen Nebenbahn des Harzes, des sogenannten Balkans wurde 2004 eingestellt. 2006 wurde der Abschnitt Gernrode–Quedlinburg als Schmalspurbahn reaktiviert. Diese Stichstrecke Frose–Ballenstedt war 1868 von den Magdeburg-Halberstädter Eisenbahnen (MHE) auf Drängen des Herzogs von Anhalt errichtet worden, der sein Schloss in Ballenstedt erreichen wollte.
Nachdem die Deutsche Bahn AG den normalspurigen Streckenabschnitt nach Aschersleben über Gernrode stillgelegt hatte, wurde am 18. April 2005 mit den Arbeiten zur Verlängerung der Selketalbahn von Gernrode nach Quedlinburg begonnen. Dafür wurde zunächst der Endbahnhof Gernrode zu einem Durchgangsbahnhof umgebaut. Die Selketalbahn der HSB wurde bis Ende Dezember 2005 um 8,5 Kilometer von Gernrode nach Quedlinburg verlängert. Am 4. März 2006 fuhr der erste Schmalspurzug der Harzer Schmalspurbahnen in den Bahnhof Quedlinburg ein, und seit dem 26. Juni 2006 gibt es einen planmäßigen Zugbetrieb der Harzer Schmalspurbahnen bis Quedlinburg mit mindestens zwei Dampfzugpaaren am Tag.

#### Busverkehr
Der öffentliche Personennahverkehr wird unter anderem durch den PlusBus und TaktBus des Landesnetzes Sachsen-Anhalt erbracht. Folgende Verbindungen führen ab Quedlinburg:
- Linie 140: Quedlinburg ↔ Hoym ↔ Reinstedt ↔ Aschersleben
- Linie 230: Quedlinburg ↔ Westerhausen ↔ Blankenburg ↔ Wernigerode
- Linie 240: Quedlinburg ↔ Gernrode ↔ Ballenstedt ↔ Meisdorf ↔ Aschersleben

Die Harzer Verkehrsbetriebe (HVB) betreibt weitere Linien ab Quedlinburg sowie den Stadtverkehr in Quedlinburg. Der Bahnhofsvorplatz ist die zentrale Haltestelle für Fernbuslinien des Unternehmens Flixbus.

#### Flugverkehr
In den 1920er Jahren wurde im zwei Kilometer südlich gelegenen Quarmbeck ein Regionalflughafen eröffnet, der in den 1930er Jahren zum Militärflugplatz ausgebaut und in Römergraben umbenannt wurde. Während der DDR-Zeit bestand dort ein sowjetischer Truppenstützpunkt. Der Flugbetrieb wurde eingestellt.
Südwestlich in vier Kilometer Entfernung befindet sich der Flugplatz Ballenstedt, der über eine 800 Meter lange Asphaltbahn verfügt und zum Nachtflugbetrieb zugelassen ist. Als kleiner Sonderlandeplatz (für Flugzeuge bis 5700 Kilogramm zugelassen) befindet sich drei Kilometer nördlich von Aschersleben der Flugplatz Aschersleben. Etwa 22 Kilometer nordöstlich von Quedlinburg befindet sich der seit dem 1. September 2006 wieder aktivierte Flughafen Magdeburg-Cochstedt.
Die nächstgelegenen internationalen Flughäfen sind 90 Kilometer südöstlich der Flughafen Leipzig/Halle und 120 Kilometer nordwestlich der Flughafen Hannover.

### Bildungswesen

#### Historische Entwicklung
Die ersten Nachweise einer Lateinschule der Benediktikirche und der Nikolaikirche reichen bis 1303 zurück. Seit den 1530er-Jahren sind die Rektoren bekannt. Die Lateinschule der Altstadt führte seit 1623 den Namen Gymnasium illustre und seit 1776 die Bezeichnung Fürstliches Gymnasium. Daneben gab es bis 1787 auch acht sogenannte deutsche Schulen, die Elementarkenntnisse in Lesen, Schreiben und Rechnen vermittelten. Auch eine Mädchenschule wurde bereits 1539 genannt.
Im 19. Jahrhundert wurden eine katholische Privatschule, mehrere höhere Mädchenschulen und eine jüdische Privatschule gegründet. Neben dem altsprachlichen Gymnasium und der Oberrealschule entwickelte sich ein neusprachliches Lyceum.
Zu DDR-Zeiten wurden die Schulen zu zehn sogenannten Polytechnischen Oberschulen vereinheitlicht, die in zehn Klassen die mittlere Reife vermittelten. Das Abitur konnte in zwei weiteren Jahren auf der Erweiterten Oberschule (EOS) im Konvent („GutsMuths-Gymnasium“) erworben werden.

#### Grundausbildung
Im Jahr 2022 gab es in Quedlinburg fünf Grundschulen, zwei Förderschulen (Sine-Cura-Schule für Geistigbehinderte und David-Sachs-Schule für Lernbehinderte), zwei Sekundarschulen (Bosse- und Bansischule), ein Gymnasium und die Kreismusikschule.
Die Kleersgrundschule (ab dem Schuljahr 2008/2009: Integrationsschule Am Kleers) ist im Rahmen der Errichtung des Neubaugebietes Kleers in den 1980er-Jahren entstanden und führt seit 1991 ihren Namen. Seit 2004 ist sie eine integrative Schule mit Kooperationsklassen, integrativen Klassen und einer umfangreichen Nachmittagsbetreuung, die bei mehreren Landeswettbewerben in den Bereichen Schülerzeitung und Schülertheater siegte.
Die Bosseschule (von 1983 bis 1991: Maxim-Gorki-Oberschule) liegt als Sekundarschule inmitten der Altstadt und ist seit 1955 nach dem deutschen Politiker Robert Bosse benannt. Die Schule nimmt seit 2005 an einem Modellversuch Produktives Lernen teil, der eine Verknüpfung von Unterricht und betrieblicher Praxis erreichen soll. Durch die Schließung der Carl-Ritter-Sekundarschule im Jahr 2004 musste die Bosseschule räumlich umgebaut werden, um einen Teil der zusätzlichen Schüler aufnehmen zu können. Die Schule nutzt Teile des ehemaligen Franziskanerklosters. In der Sekundarschule Ernst Bansi werden vor allem Schüler aus dem südlichen Teil Quedlinburgs und den umliegenden Orten beschult.

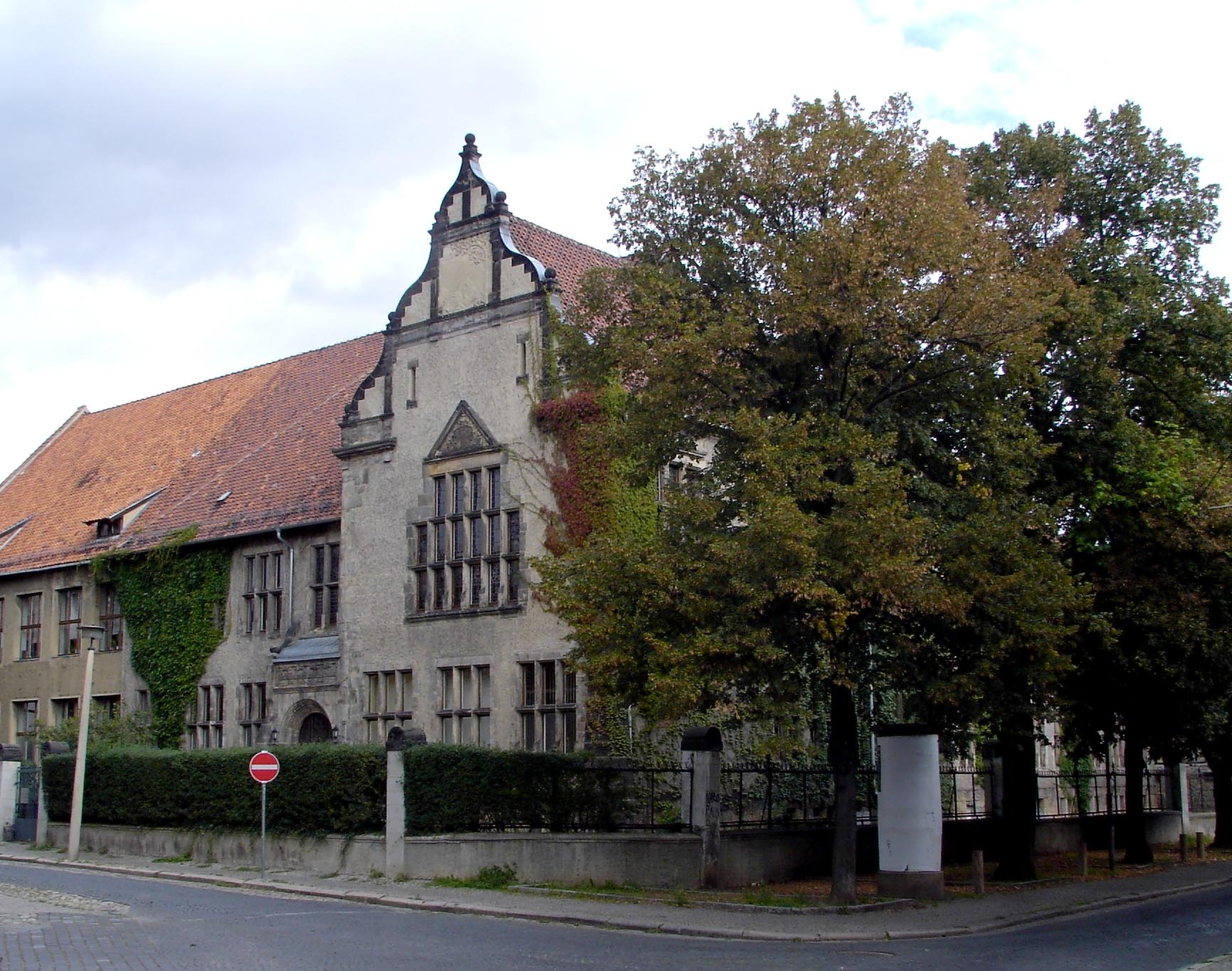
Die ehemalige Oberrealschule, jetzt GutsMuths-Gymnasium

Das GutsMuths-Gymnasium besteht aus zwei Gebäuden: dem 1903 gebauten denkmalgeschützten Hauptgebäude im Konvent und dem Erxleben-Haus in der Süderstadt, welches von 1991 bis 1998 als Süderstadt-Gymnasium und bis 2004 als Dorothea-Erxleben-Gymnasium bezeichnet wurde. Beide Schulen fusionierten im Jahre 2004. In der Süderstadt sind die Klassen 5 bis 9 und im Konvent die Oberstufenklassen 10 bis 12 untergebracht. Seit 2006 trägt die Schule den Titel Schule ohne Rassismus, Schule mit Courage. Seit 2007 ist sie eine Ganztagsreferenzschule in Sachsen-Anhalt.
Die Musikschule Johann Heinrich Rolle, Außenstelle der Kreismusikschule Harz und Mitglied im Verband deutscher Musikschulen (VdM), ist 1952 aus dem seit 1945 bestehenden Landeskonservatorium hervorgegangen. Die musikalische Ausbildung von Kindern und Jugendlichen ist ihr Hauptziel. Dafür werden in Quedlinburg und an den betreuten Außenstellen Thale, Ballenstedt und Harzgerode ungefähr 560 Schüler in 30 Fächern instrumental und vokal unterrichtet.

#### Weiterführende Bildungsmöglichkeiten

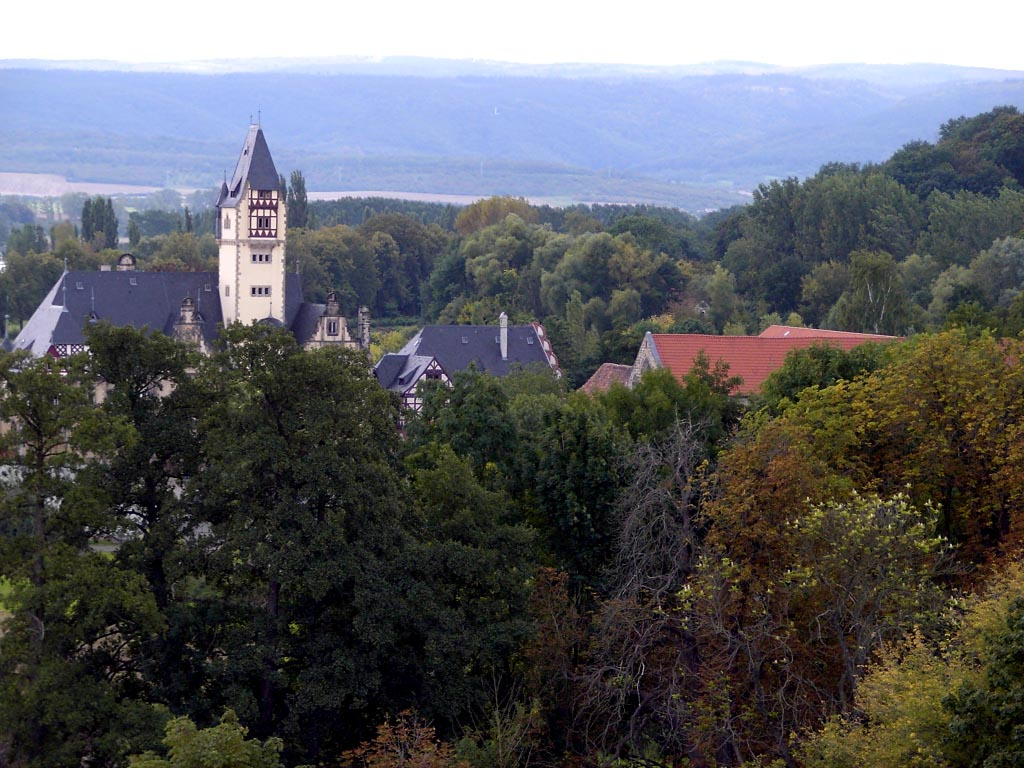
Ehemalige Landesfachschule für Gartenbau (links), St. Wiperti (rechts) vom Münzenberg nach Süden

Weiterführende Bildung ermöglichen die Berufsbildende Schule, die Volkshochschule, die Landesfachschule für Gartenbau, das Deutsche Fachwerkzentrum und eine Reihe von Bildungswerken, wie das Regionale Kompetenzzentrum Harz des Europäischen Bildungswerkes für Beruf und Gesellschaft e. V., das Bildungszentrum für das Hotel- und Gaststättengewerbe Ostharz GmbH, das Bildungswerk der Wirtschaft Sachsen-Anhalt e. V. und die Kreishandwerkerschaft Harzland-Staßfurt. Die Berufsbildende Schule führt seit 2007 den Namen des Quedlinburger Firmengründers und Saatzüchters Johann Peter Christian Heinrich Mette (1735–1806). Die amerikanische Texas Tech University bietet in Quedlinburg (Deutsch-)Kurse für ihre Studenten an.
Die Landesfachschule für Landwirtschaft, Forsten und Gartenbau, Fachbereich Gartenbau des Ministeriums für Landwirtschaft und Umwelt befindet sich in Quedlinburg. Sie bietet ein- und zweijährige Fachschulausbildungen (staatlich geprüfter Techniker, Wirtschafter, hauswirtschaftlicher Betriebsleiter) in den Bereichen Garten- und Landschaftsbau und Hauswirtschaft sowie Vorbereitungskurse auf die Meisterprüfung in den genannten Bereichen an. Wegen zu geringer Schülerzahlen wurde sie 2013 geschlossen.
Seit 1999 bildet das IBB – Institut für Berufliche Bildung, A. Gesche an der Berufsfachschule für Kosmetik staatlich geprüfte Kosmetiker/-innen aus. Außerdem bietet das IBB pflegerische, kosmetische und kaufmännische Weiterbildungen sowie Berufsausbildungen an der Berufsfachschule Altenpflege und Altenpflegehilfe und der staatlich anerkannten Schule für Podologie (Podologe/Podologin) an.
Das Deutsche Fachwerkzentrum Quedlinburg wurde 2002 als Trägerverein der Deutschen Stiftung Denkmalschutz, des Landes Sachsen-Anhalt und der Stadt Quedlinburg unter Mithilfe der Deutschen Bundesstiftung Umwelt gegründet. Das Zentrum betreut ökologische Sanierungen und Bauforschungen und ermöglicht Jugendlichen ein Freiwilliges Jahr in der Denkmalpflege in einer Jugendbauhütte.
In der Kreisbibliothek Harz als Fachbereich der Kreisvolkshochschule Harz GmbH in Quedlinburg stehen 52.000 Medien zur Ausleihe.

### Freizeit- und Sportanlagen
In der Stadt gibt es ein 1903 eröffnetes Hallenbad und eine 2004 eröffnete moderne Dreifelderhalle. Für den Schulsport stehen eine Reihe von Sporthallen zur Verfügung, die zum Teil schon älter sind, so wurde die Kleersturnhalle 1910 erbaut. Die größten öffentlichen Sportplätze befinden sich am Moorberg südlich der Stadt und an der Lindenstraße, nordöstlich der Stadt. Im Jahr 2001 wurde das in den 1950er Jahren gebaute Freibad unweit des letztgenannten Sportplatzes geschlossen und eingeebnet, es wird seit 2021 an gleicher Stelle wieder errichtet. Die Judo-Halle auf dem Gelände der Polizei ist teilweise für den Breitensport zugänglich.

### Gesundheitswesen
Das Harzklinikum Dorothea Christiane Erxleben befindet sich am östlichen Stadtrand. Das 1907 eingeweihte Krankenhaus wurde in den 1990er-Jahren zum Haus der Schwerpunktversorgung ausgebaut, es ist zudem Lehrkrankenhaus des Universitätsklinikums der Otto-von-Guericke-Universität Magdeburg. Das Klinikum mit 481 stationären und 50 teilstationären Betten besitzt zwölf stationäre Fachbereiche und drei tagesklinische Einrichtungen. Das Hauttumorzentrum des Klinikums ist neben dem Dessauer das einzige zertifizierte in Sachsen-Anhalt. Jährlich werden ca. 20.000 stationäre und 20.000 ambulante Patienten betreut.

### Friedhöfe
Größter kommunaler Friedhof ist der 1906 eingerichtete Städtische Zentralfriedhof am Badeborner Weg. Er befindet sich im Südosten der Stadt und sein Wegenetz ist sternförmig auf die Kapelle ausgerichtet. Während des Ersten Weltkrieges wurden hier über 700 verstorbene kriegsgefangene Soldaten und ein Großteil der über 160 gefallenen Quedlinburger begraben. Das Gleiche geschah im Zweiten Weltkrieg mit mindestens 110 Kriegsgefangenen und einer unbekannten Zahl Quedlinburger. In dieser Zeit wurde das Krematorium (gebaut 1928) auch zur Verbrennung von mindestens 912 Opfern des KZ Langenstein-Zwieberge benutzt.
Die historischen kirchlichen Friedhöfe befanden sich im unmittelbaren Umfeld der jeweiligen Kirche. Sie lagen innerhalb der Stadtmauern an folgenden Stellen:
- St.-Aegidii-Friedhof nordöstlich der Kirche, er ist bis auf einzelne späte Grabsteine fast vollständig verschwunden
- der St.-Benedikti-Kirchhof liegt unter der neuzeitlichen Pflasterung und wird zum Teil als Parkplatz genutzt (ein Mausoleum ist erhalten)
- der St.-Nikolai-Kirchhof ist eine Grünanlage
- ein weiterer Friedhof der St.-Nikolai-Gemeinde lag zwischen der östlichen Bebauung (im nördlichen Teil) der Ballstraße und der Stadtmauer (diese Grünanlage ist als privates Gartengelände erhalten).

Alle innerhalb der Stadtmauern gelegenen Friedhöfe wurden zu Beginn des 19. Jahrhunderts aufgelassen. Nach Landrecht legten die aus hygienischen Gründen in der Folge neue Friedhöfe vor den Toren der Stadt an.
- Friedhof der Marktkirchgemeinde in der Weststraße (seit 1843, Kapelle 1915)
- Friedhof der Blasiikirchgemeinde an der Zwergkuhle (neuerrichtet 1841 bis 1843)
- Friedhof der Aegidiigemeinde am Ziegelhohlweg (Mitte 19. Jahrhundert)
- Friedhof der Katholischen Gemeinde Weststraße (seit 1868)
- Wiperti- und Servatiikirchhof links und rechts der Wipertistraße (Kapelle 1934/1935). An dieser Stelle befindet sich eine Quedlinburger Besonderheit: die in den Felsen des Kapellenberges eingehauene dreistöckige terrassenförmige Gruftanlage mit über zwanzig Grüften auf jeder Etage und Seite des Berges.

Darüber hinaus wurde der Friedhof der jüdischen Gemeinde Quedlinburgs im 19. Jahrhundert von der Straße Weingarten an die Stelle der heutigen Anlage des Jüdischen Friedhof Quedlinburgs an der Zwergkuhle verlegt.

## Wirtschaft

### Ortsansässige Unternehmen

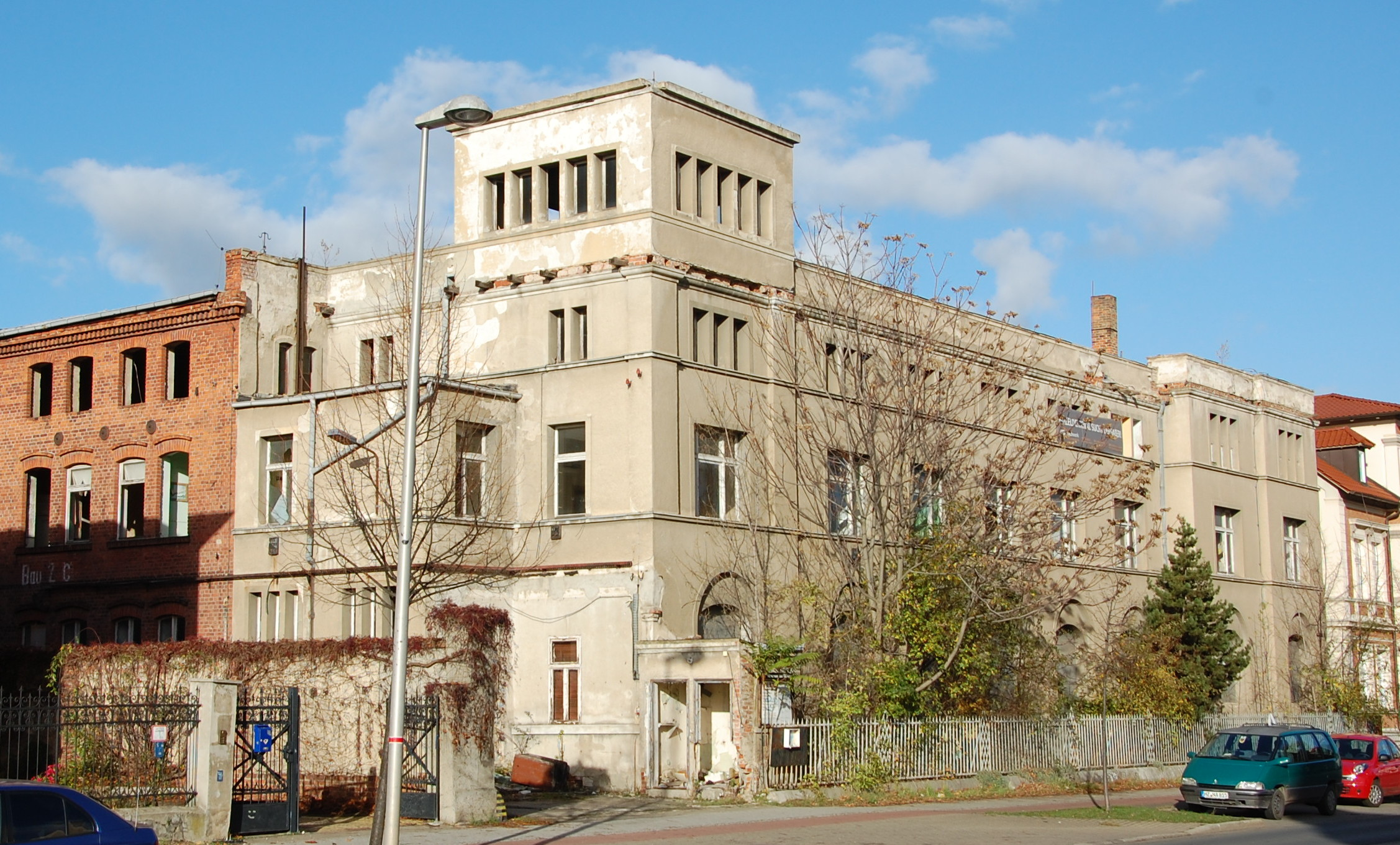
Ehemalige Farbenfabrik Wilhelm Brauns

Zu Zeiten der Industrialisierung wuchs auch in Quedlinburg die wirtschaftliche Kraft. Im Süden der Stadt siedelten sich zahlreiche Betriebe, Unternehmen und Firmen an, die besonders in den Bereichen Metallverarbeitung oder landwirtschaftliche Samenzucht zu Hause waren. Der Zuwachs der Beschäftigten in dieser Zeit kam in dem neu gebauten Wohngebiet der Süderstadt unter. Nach dem Zweiten Weltkrieg wurden alle diese Werke zwangsenteignet und in staatliche Formen wie Volkseigener Betrieb oder Landwirtschaftliche Produktionsgenossenschaft überführt. Größter Arbeitgeber wurde das Werk Mertik, der Nachfolgebetrieb von Hartmann & Söhne, in dem zwischenzeitlich mehr als 3000 Menschen beschäftigt waren. Als weiterer ehemaliger Betrieb ist der VEB Union zu nennen, in dem Schnellkochtöpfe (auch für den Export) und Essgeschirre für die Nationale Volksarmee hergestellt wurden. Das ehemalige volkseigene Gut August Bebel erzeugte Saatgut für den landwirtschaftlichen Bedarf und Spezial-Kulturen. Die 1874 gegründete Farbenfabrik Wilhelm Brauns, seit 1959 VEB Farb-Chemie Quedlinburg, produzierte bis 2004 Farb- und Klebstoffe. Viele dieser Betriebe, deren Produktion fast ausschließlich auf die Mitgliedsstaaten des sozialistischen Rates für gegenseitige Wirtschaftshilfe ausgerichtet war, gingen nach der Wiedervereinigung 1990 in die Insolvenz. Die leeren Betriebs- und Lagerhallen stehen zum Teil noch.
Am Beginn der Hölle, in der Nähe des Marktplatzes, befindet sich seit einiger Zeit die Pflanzenfärberei Rubia, die auf traditionelle Weise Stoffe aus Naturfasern mit Pflanzenfarbstoffen färbt.
Eines der wenigen Unternehmen, das die Marktanpassung geschafft hat, ist die Walzengießerei & Hartgusswerk Quedlinburg GmbH, die 1865 gegründet wurde und eine der wenigen Gießereien in Sachsen-Anhalt ist.
Die Nachfolgeeinrichtungen der 1945 enteigneten und während der DDR-Zeit als staatliche Saatzuchtbetriebe weitergeführten Betriebe wurden nach 1990 privatisiert oder auch aufgegeben. Das Institut für Züchtungsforschung der Akademie der Landwirtschaftswissenschaften der DDR wurde abgewickelt und es entstand als neue Einrichtung die Bundesanstalt für Züchtungsforschung an Kulturpflanzen (BAZ), eine dem Bundesministerium für Ernährung, Landwirtschaft und Verbraucherschutz zugeordneten Forschungseinrichtung. Von den neun Teilinstituten der BAZ befinden sich fünf in Quedlinburg. Es sind dies das Institut für gartenbauliche Kulturen, das Institut für Epidemiologie und Resistenzressourcen, das Institut für Resistenzforschung und Pathogendiagnostik, das Institut für Pflanzenanalytik und das Forschungs- und Koordinierungszentrum für pflanzengenetische Ressourcen. Seit Jahresbeginn 2008 hat das neu gegründete Julius Kühn-Institut – Bundesforschungsinstitut für Kulturpflanzen (JKI), entstanden aus der Biologische Bundesanstalt für Land- und Forstwirtschaft (BBA), der BAZ und der Bundesforschungsanstalt für Landwirtschaft (FAL), seinen Hauptsitz in Quedlinburg. Neben der Funktion des Hauptsitzes dieser Forschungseinrichtung, sind nun sechs Forschungsschwerpunkte: Epidemiologie und Pathogendiagnostik, Ökologische Chemie, Pflanzenanalytik und Vorratsschutz, Resistenzforschung und Stresstoleranz, Sicherheit biotechnologischer Verfahren bei Pflanzen, Züchtungsforschung an gartenbaulichen Kulturen und Obst und Züchtungsforschung an landwirtschaftlichen Kulturen in Quedlinburg angesiedelt. Auch privatwirtschaftliche Unternehmen wie satimex Quedlinburg oder International Seeds Processing (ISP) konnten sich etablieren.

### Wirtschaftsbereiche
Die Wirtschaftsbereiche unterteilen sich in: 2 Prozent Landwirtschaft, 19,29 Prozent Industrie und 78,71 Prozent Dienstleistungsbereich. Die Landwirtschaft ist spezialisiert auf Saatzucht, die Industrie auf Baugewerbe mit Spezialleistungen für Restaurierung und Sanierung, Bauelementefertigung, Holzverarbeitung, Metallverarbeitung und Pharmazie sowie Druckerei, der Dienstleistungssektor vornehmlich auf Tourismus.

### Tourismus

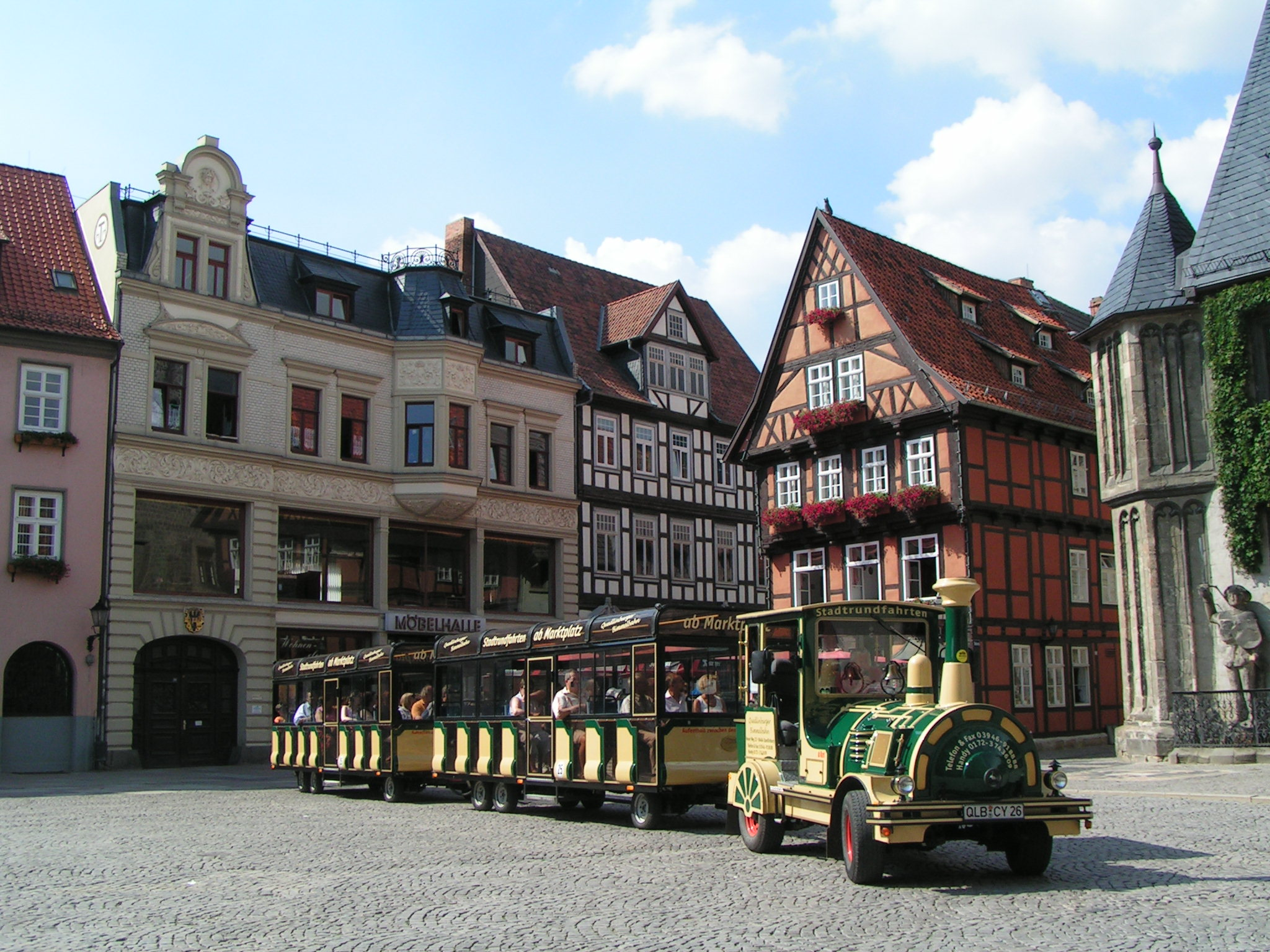
Stadtrundfahrt mit der Quedlinburger Bimmelbahn (hier: Haltestelle Markt) 2006

Der Tourismus stellt für Quedlinburg eine der wichtigsten wirtschaftlichen Größen dar, und so zählt die Schaffung einer modernen touristischen Infrastruktur zu den Hauptvorhaben. An Übernachtungskapazitäten in Quedlinburg stehen den auswärtigen Gästen 62 Beherbungsbetriebe (Pensionen, Hotels) mit über 10 Betten und eine Jugendherberge zur Verfügung. Die Anzahl der Übernachtungen ist stark saisonabhängig, mit Spitzenwerten um Ostern, von Mai bis Juli, von September bis Oktober und zum Advent/Jahreswechsel. Größte Schwächezeit ist von Januar bis März. In den Spitzenzeiten sind die Kapazitäten in Quedlinburg und im ganzen Vorharz sehr stark ausgelastet. Insgesamt stehen 3110 Betten zur Verfügung, die für 473.145 Übernachtungen genutzt wurden. Die meisten Hotels wurden nach 1994 neu gebaut oder vollständig saniert.
Seit 1994 ist Quedlinburg Teil der südlichen Route der Straße der Romanik, einer touristischen Straße zu den romanischen Denkmälern Sachsen-Anhalts. Zudem ist es ein Standort der Frauenorte. Die St.-Johannes-Kapelle ist seit 2003 eine Station der deutschen Verlängerung des Jakobsweges. Ganz in der Nähe verlaufen die Deutsche Fachwerkstraße und die Deutsche Alleenstraße.
Seit dem 12. November 2008 ist die Stadt staatlich anerkannter Erholungsort.
Der Reiseführer 1000 places to see before you die nennt Quedlinburg „ein Märchen aus Fachwerk“; der Reiseführer Lonely Planet spricht von einem „ungeschliffenen Juwel“, und die Stadt selbst hat sich 2006 den Leitspruch „Quedlinburg – Wiege Deutschlands“ gegeben (bis 1990 „Blumenstadt Quedlinburg“, bis 2006 „Neugierig auf …?“).
Vom 1. März bis zum 30. November jedes Jahres fährt die „Quedlinburger Bimmelbahn“ stündlich zwischen 10 und 16 Uhr (im Dezember von 11 bis 15 Uhr) ab der Haltestelle Markt durch die Alt- und die Neustadt von Quedlinburg.
Um den Tourismus zu fördern, wird seit 2015 in der Stadt ein WLAN installiert, welches vor allem in den Einkaufsstraßen empfangbar ist. Es wird durch das Projekt Freifunk Harz realisiert.
Im Jahr 2025 wurde Quedlinburg auf Platz 8 des Traveller Review Awards von Booking.com auf Basis von 360 Millionen verifizierten Kundenbewertungen, einer Liste der 10 gastfreundlichsten Orte der Welt, gesetzt.

## Persönlichkeiten

### Söhne und Töchter der Stadt
Zu den bekannten Persönlichkeiten, die in Quedlinburg geboren wurden, zählen unter anderen Dorothea Erxleben (1715–1762), die als erste deutsche Frau in Medizin promoviert wurde, Friedrich Gottlieb Klopstock (1724–1803), der Begründer der Erlebnisdichtung und des deutschen Irrationalismus, Johann Christoph Friedrich GutsMuths (1759–1839), der als Begründer des modernen Sportunterrichts und Vater der Gymnastik gilt, und auch der Begründer der wissenschaftlichen Erdkunde, Carl Ritter (1779–1859). Aus neuerer Zeit sind zu nennen: der Dichter und Maler Fritz Graßhoff (1913–1997), der langjährige Geschäftsführer der Aktion Sühnezeichen Friedensdienste Volker von Törne (1934–1980), die ehemalige Präsidentin des Bundesrechnungshofes (1993–2001) Hedda von Wedel (* 1942), der Filmregisseur Leander Haußmann (* 1959, u. a. Sonnenallee, Stasikomödie) sowie die deutsch-israelische Übersetzerin Ruth Achlama (* 1945).

### Ehrenbürger
Zahlreiche Persönlichkeiten wurden zu Ehrenbürgern der Stadt Quedlinburg ernannt, zum Teil abhängig von den politischen Verhältnissen. So wurden in der Zeit des Nationalsozialismus am 20. April 1933 Adolf Hitler (1889–1945) und am 1. Juni 1937 Heinrich Himmler (1900–1945) die Ehrenbürgerwürde verliehen und nach dem Ende des Zweiten Weltkrieges sofort wieder aberkannt.
Zu den bekanntesten Personen, die durch die Stadt Quedlinburg das Ehrenbürgerrecht erhielten, zählen: 1895 Otto von Bismarck (1815–1898), der erste deutsche Kanzler, 1910 Julius Wolff (1834–1910), ein Dichter und Schriftsteller, 1998 Gottfried Kiesow (1931–2011), Vorstandsvorsitzender der Deutschen Stiftung Denkmalschutz und Siegfried Behrens, der die Marienkirche auf dem Münzenberg wiederhergestellt hat.

## Medien, Literatur und Filme
Die Mitteldeutsche Zeitung ist mit einer Lokalredaktion in Quedlinburg vertreten. Weiterhin die lokal erscheinenden Blätter SuperSonntag, Wochenspiegel und Harzer Kreisblatt.
Regionalprogramm des öffentlich-rechtlichen Rundfunks ist der Mitteldeutsche Rundfunk (MDR) mit Regionalbüro in Halberstadt.
Der Sender des Regionalfernsehens Harz (RFH) kann über das örtliche Kabelnetz hauptsächlich im Harzkreis empfangen werden.
Die Handlung einiger Romane ist in Quedlinburg und Umgebung angesiedelt. So handelt Wilhelm Raabes Der Schüdderump (1869) auf der fruchtbaren Erde des geschichtsträchtigen Quedlinburger Landes. Weiterhin spielt der erste Teil von Theodor Fontanes Roman Cécile (1887) in Quedlinburg und Thale, ebenso die verschiedenen Romane zu Dorothea Christiane Erxleben und Julius Wolffs Roman Der Raubgraf. Eine Geschichte aus dem Harzgau (1884). Weiterhin von Gerhard Beutel Der Stadthauptmann von Quedlinburg (Berlin 1972), von Helga Glaesener Du süße sanfte Mörderin (München 2000) oder zehn Romane von Christian Amling (Quitilinga History Land, 2005 bis 2018) über den fiktiven Privatdetektiv Irenäus Moll.
Aufgrund der historischen Bausubstanz bietet sich Quedlinburg als Hintergrund für verschiedene Film- und Fernsehprojekte an. Mehrere Folgen (64, 67–70, 76) der Serie Ärger im Revier auf RTL II stammen aus Quedlinburg. Von 2012 bis 2017 wurde die ARD-Vorabendserie Alles Klara in der Stadt und ihrer Umgebung gedreht, mit 48 Folgen in drei Staffeln. Die folgende Liste zeigt eine Auswahl von teilweise in Quedlinburg gedrehten Filmen:
- 1938: Spiel im Sommerwind, Regie: Roger von Norman
- 1954: Pole Poppenspäler (BRD: Dorf in der Heimat), DDR, Regie: Arthur Pohl
- 1960: Fünf Patronenhülsen, mit Manfred Krug und Armin Mueller-Stahl, Regie: Frank Beyer
- 1964: Mir nach, Canaillen!, mit Manfred Krug, Regie: Ralf Kirsten
- 1971: Polizeiruf 110, vier Folgen
- 1972: Nicht schummeln, Liebling!, mit Frank Schöbel, Chris Doerk, Christel Bodenstein, Dorit Gäbler, Rolf Herricht, Regie: Joachim Hasler
- 1972: Lützower, mit Jürgen Reuter, Regie: Werner W. Wallroth
- 1974: Kasimir der Große, in der Stiftskirche und im Schlosshof, mit 800 Statisten
- 1974: Hans Röckle und der Teufel, Regie: Hans Kratzert
- 1975: Till Eulenspiegel, mit Winfried Glatzeder, Regie: Rainer Simon
- 1979: Schneeweißchen und Rosenrot, Regie: Siegfried Hartmann
- 1981: Zwei Zeilen, kleingedruckt (Две строчки мелким шрифтом), Regie: Witali Melnikow
- 1982: Der lange Ritt zur Schule, mit Frank Träger und Iris Riffert, Regie: Rolf Losansky
- 1992: Wunderjahre, mit Gudrun Landgrebe und Christian Müller-Stahl, Regie: Arend Agthe
- 2000: Bilderbuch Deutschland, Folge: Von Quedlinburg nach Halberstadt, Regie: Carla Hicks
- 2003: Pfarrer Braun zwei Folgen der deutschen Krimiserie mit Ottfried Fischer
- 2003: Wenn Weihnachten wahr wird, Regie: Sherry Hormann
- 2006: 7 Zwerge – Der Wald ist nicht genug mit Otto Waalkes, Regie: Sven Unterwaldt
- 2010: Goethe! mit Moritz Bleibtreu und Alexander Fehling, Regie: Philipp Stölzl
- 2011: Der ganz große Traum mit Daniel Brühl, Burghart Klaußner und Thomas Thieme, Regie: Sebastian Grobler
- 2012: Der Medicus, Regie: Philipp Stölzl
- 2013: Das kleine Gespenst mit Uwe Ochsenknecht, Regie: Alain Gsponer
- 2014: Till Eulenspiegel mit Jacob Matschenz, Regie: Christian Theede
- 2015: Heidi mit Anuk Steffen, Bruno Ganz und Quirin Agrippi, Regie: Alain Gsponer
- 2016: Frantz mit Pierre Niney und Paula Beer, Regie: François Ozon
- 2016: Stadtlandliebe mit Jessica Schwarz, Tom Beck und Uwe Ochsenknecht, Regie: Marco Kreuzpaintner[156]
- 2020: Army of Thieves mit Matthias Schweighöfer

## Sonstiges
An lokal produzierten kulinarischen Spezialitäten sind Imkererzeugnisse, wie reiner Rapshonig, Senfprodukte und Edelbrand aus regionalen Früchten, und das einzige noch in Quedlinburg gebraute Bier Pubarschknall der Brauerei Lüdde zu nennen.
Das Hochseeschiff (Typ XD) MS Quedlinburg war im August 1967 auf der Warnow-Werft in Rostock vom Stapel gelaufen und fuhr bis Februar 1991 für den VEB Deutsche Seereederei Rostock.
Am 4. Mai 2004 wurde im Hauptbahnhof Magdeburg der ICE Nr. 242 (Baureihe 402/ICE 2) auf den Namen Quedlinburg getauft und am 24. September 2008 auf dem Flughafen Frankfurt Main ein Flugzeug (Bombardier CRJ700) der Lufthansa CityLine. Der Airbus A320 mit der Kennung D-AIQS ist 2018 ebenfalls auf den Namen Quedlinburg getauft worden und wurde am 13. Januar 2025 als zu diesem Zeitpunkt ältestes aktives Flugzeug der Lufthansa-Flotte außer Dienst gestellt und am Folgetag zum Recycling nach Teruel überstellt.
Eine 126 Tonnen schwere Diesellok (Bauart Voith Maxima 40 CC) erhielt am 27. Mai 2011 den Namen Quedlinburg, da sie für den Transport vom neugebauten Verladebahnhof bei Quedlinburg aus vorgesehen ist.
Im Jahr 2018 erschien das von dem österreichischen Spieleautor Wolfgang Warsch entwickelte Spiel Die Quacksalber von Quedlinburg bei Schmidt Spiele, das zum Kennerspiel des Jahres 2018 gewählt wurde.

## Panoramen

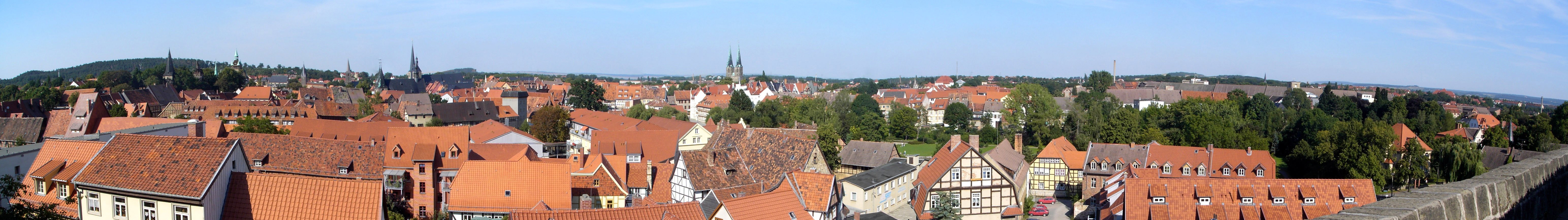
180°-Panorama vom Schlossberg in Richtung Norden, links die Altstadt und rechts die Neustadt

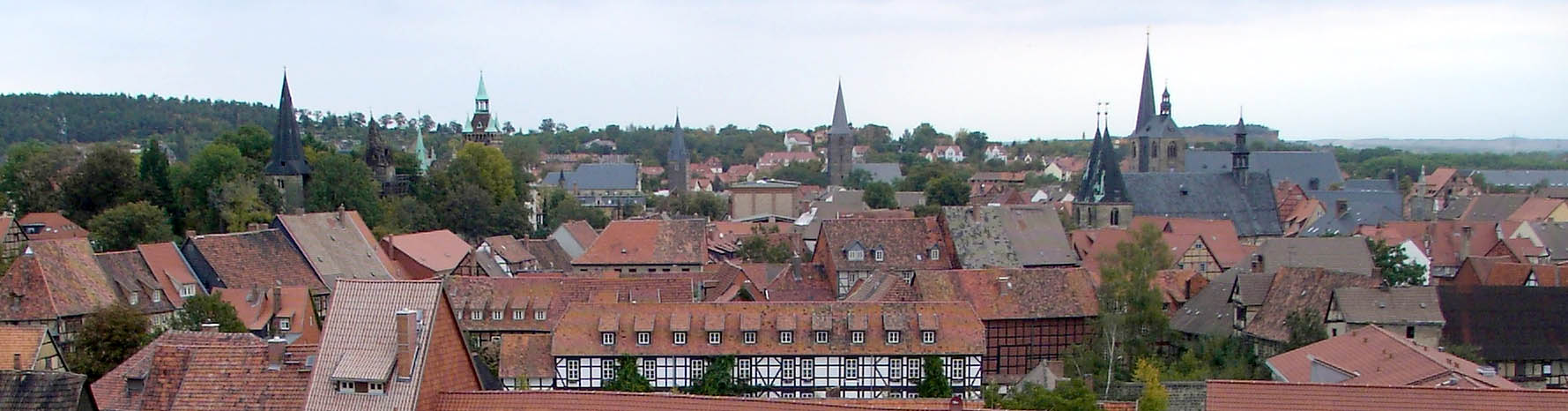
Panoramablick vom Schlossberg nach Norden auf die Altstadt

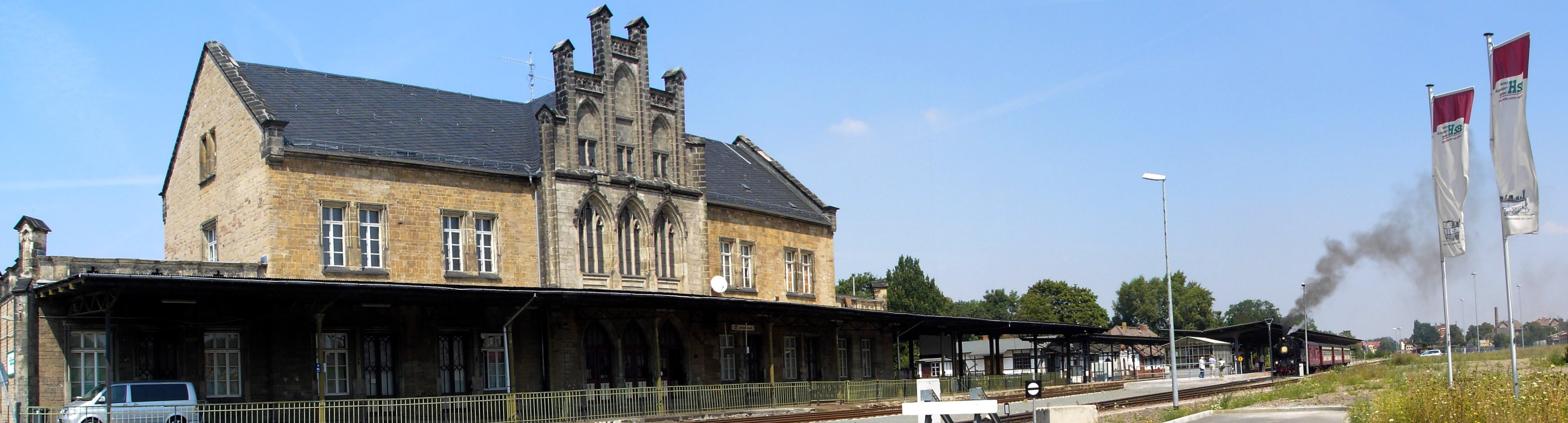
Panoramablick nach Norden auf den Bahnhof mit Dampfzug der Harzer Schmalspurbahn

Panoramablick vom Münzenberg nach Osten auf das Schloss Quedlinburg

240°-Panorama der Westseite des Neustädter Marktes